# Escultura románica

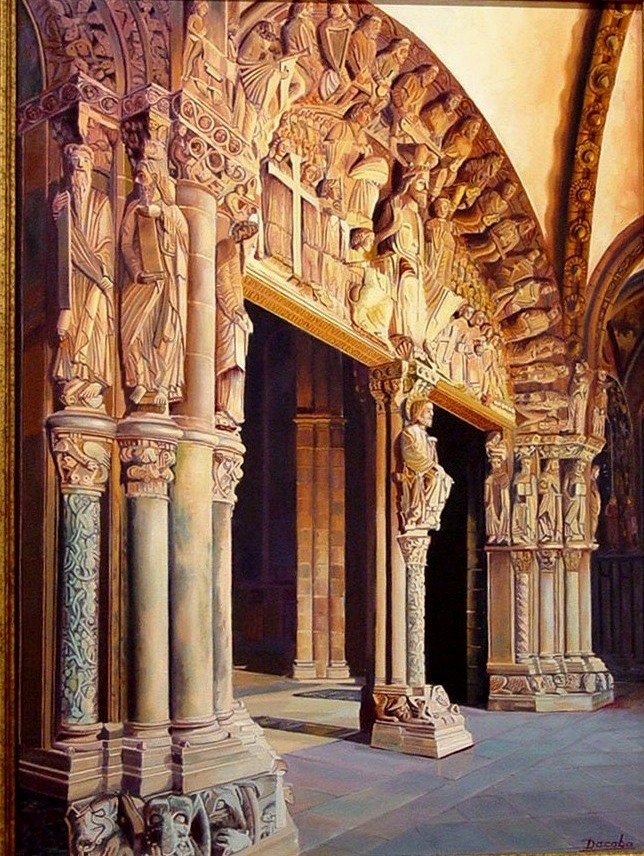
Pórtico de la Gloria en la catedral de Santiago de Compostela

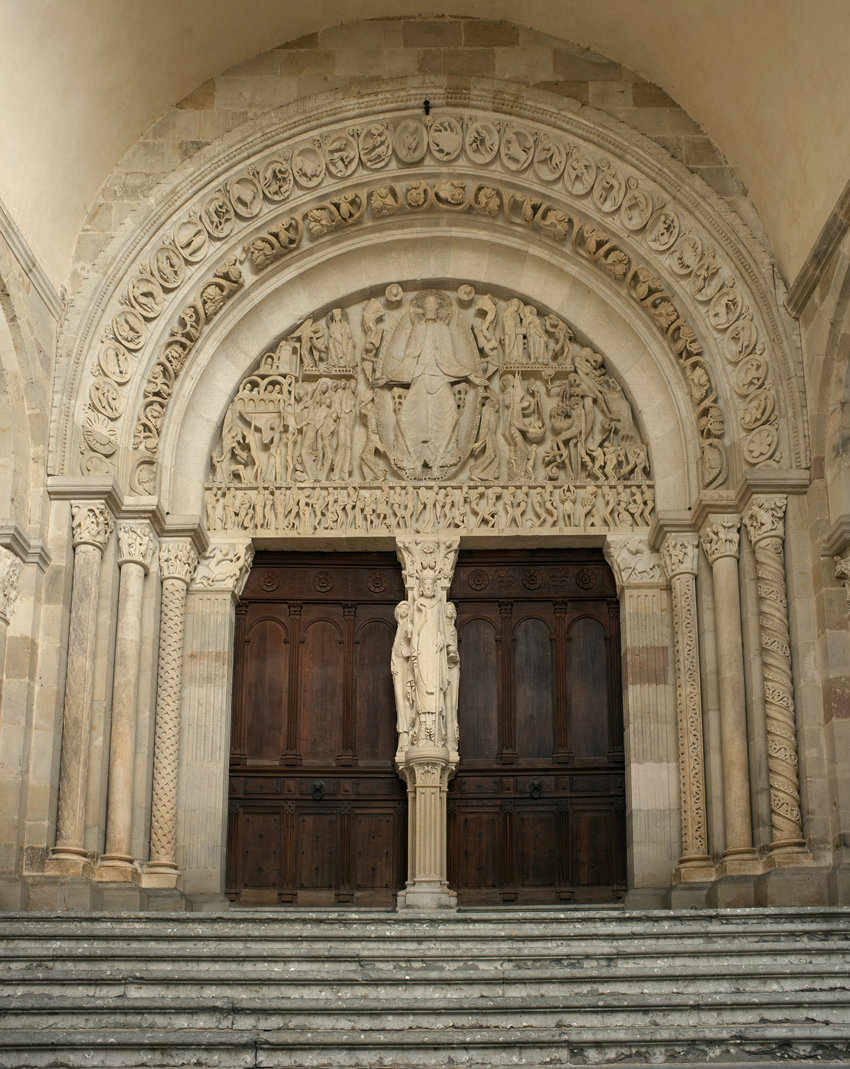
Pórtico de la catedral de Autun, obra de Gislebertus (c.1130)

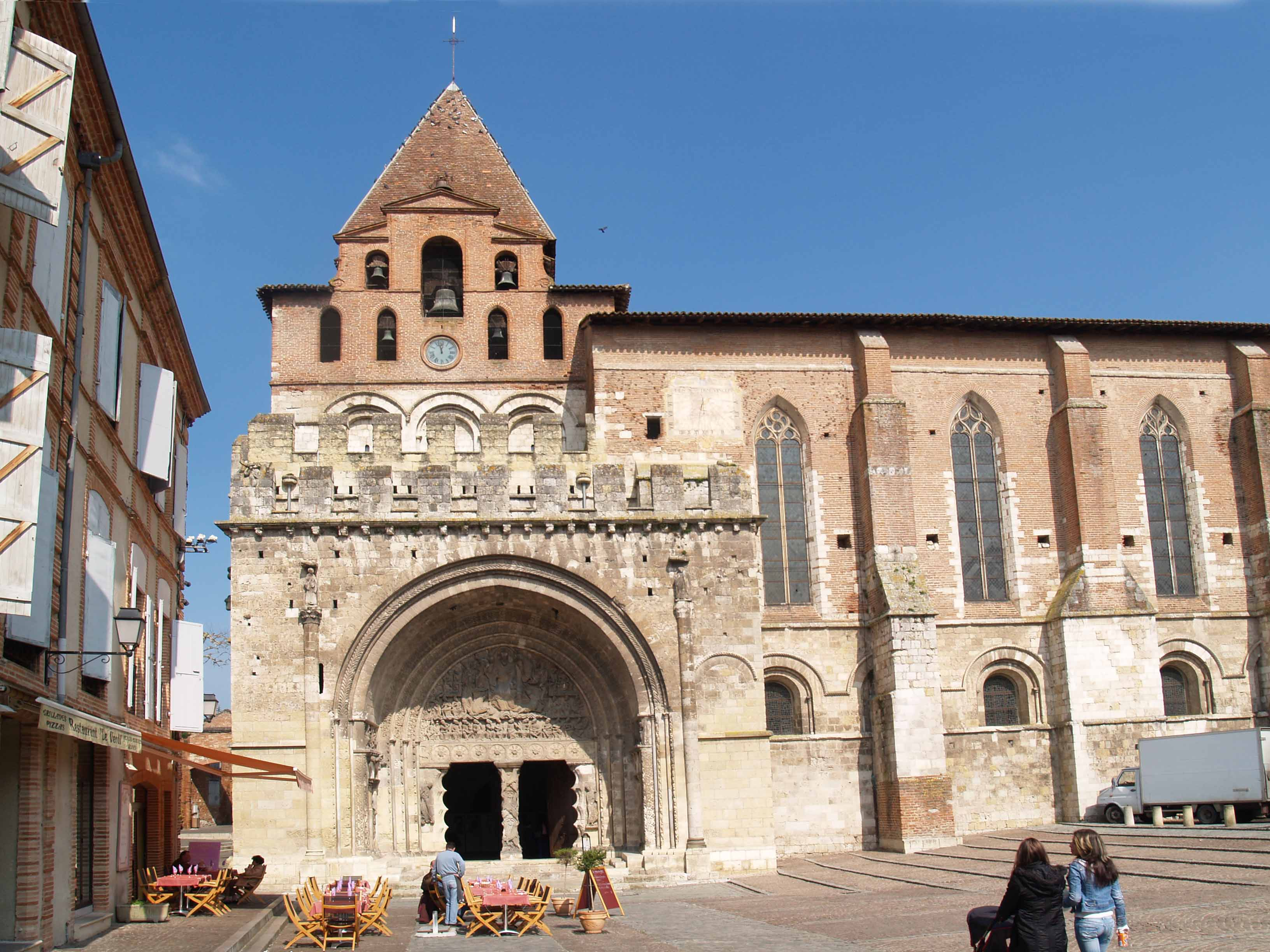
Portal con tímpano de la abadía de Moissac

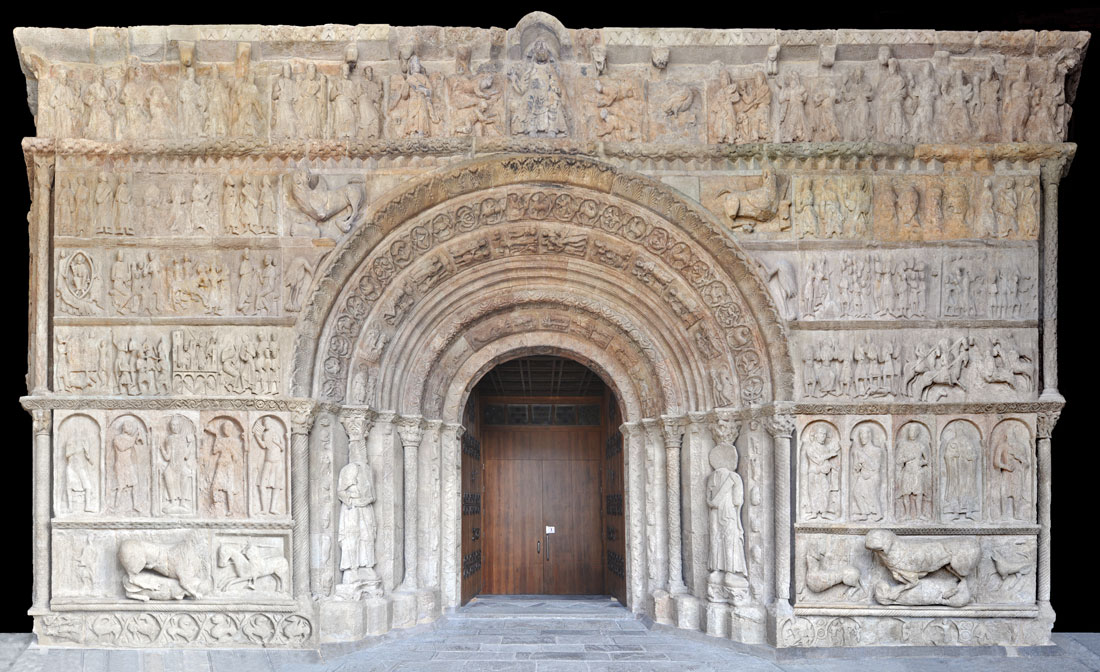
Pórtico del monasterio de Santa María de Ripoll

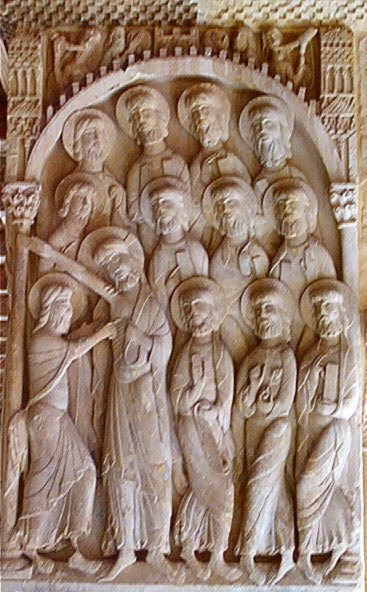
Relieve representando la Duda de Santo Tomás, monasterio de Santo Domingo de Silos

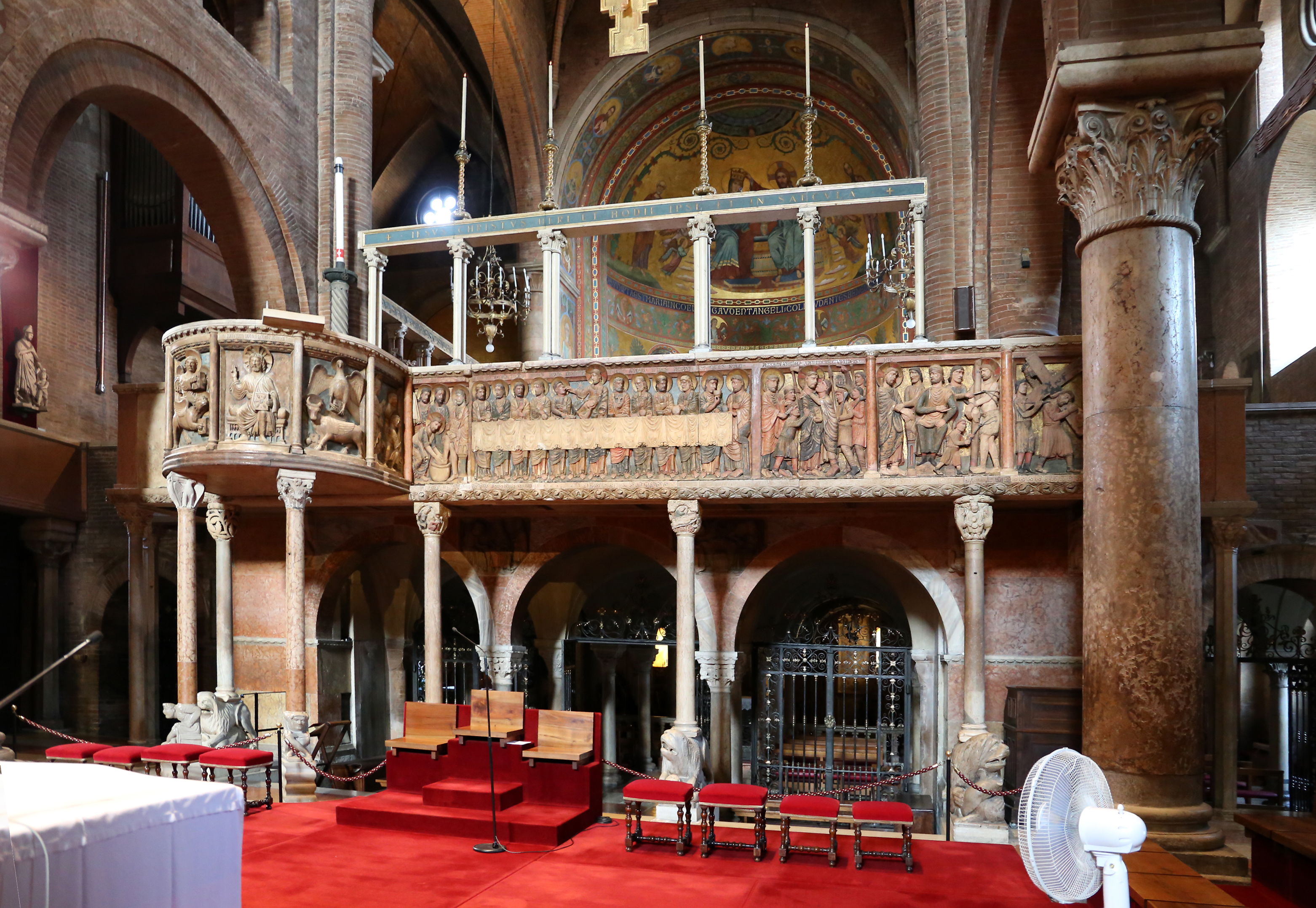
Pontile de la catedral de Módena (1160-1180), de Anselmo da Campione

La escultura románica corresponde a la práctica de la escultura en la época del arte románico que se expandió por toda Europa entre los siglos siglo XI y XII —y en algunas partes hasta la primera mitad del XIII —, y que, al igual que le sucedió a la pintura, en ese momento estaba muy relacionada con la arquitectura religiosa, conexión que se mantuvo durante toda la Edad Media. La Iglesia católica —que en esa época estaba orientada, por un lado, por las directrices de la Orden de Cluny y, por otro, por el incremento de las rutas de peregrinación, principalmente las de la Camino de Santiago y de la abadía de Santa Fe de Conques— confiaba a la escultura un papel educativo, el de difundir la fe ilustrando a una población iletrada con relieves de piedra que fueran comprensibles, mostrando pasajes del Antiguo Testamento y enseñando a los monjes y fieles la vida de los apóstoles y de los santos. Al principio del periodo románico, para los teólogos como Rabano Mauro, los buenos artesanos debían instruir con sencillez y emocionar con la expresión vigorosa de su arte. El concepto de artista no estaba definido como tal sino que se llamaba artifex theoricus a quien leía, entendía y proyectaba las manifestaciones para construir y hacer las obras y el artifex practicus, el pictor o el magister operis que era el que trabajaba con «arte» y en definitiva materializaba la obra. Los temas iconográficos más representados fueron el Maiestas Domini y el Juicio Final. Se inspiraba en bajorrelieves y capiteles romanos, pero sobre todo en imágenes que consultaban en manuscritos iluminados y en objetos de orfebrería; aunque ocasionalmente se reprodujeron motivos romanos, en general se trató de un nuevo comienzo y no de una continuación de la Antigüedad.
Primero se decoraron los capiteles de criptas, reutilizándose algunos de la Antigüedad, y luego se tallaron capiteles de pilares y columnas que separaban las naves de las iglesias y después en los claustros. La escultura en los capiteles se generalizó a partir del año 1000, aunque sus inicios fueron tímidos: en las iglesias italianas de la primera mitad del siglo XI se adoptó el modelo corintio, más o menos estilizado (capitel con palmetas). En otros lugares (Borgoña, Cataluña) se experimentaba con capiteles entrelazados y hojas de acanto. Pero pronto aparecieron animales y figuras antropomorfas, aunque seguían siendo escasas antes de 1050 (abadía de Fleury). La basílica de San Sernín de Toulouse (segunda mitad del siglo XI) conserva 260 capiteles románicos.
El final del siglo X y el siglo XI fue un período de experimentación llevado a cabo por numerosos centros artísticos de Europa occidental, como el norte de España, Toulouse, Italia, el Loira... desarrollando cada uno su propio carácter, que irradiará más o menos, mezclándose con otras influencias antes de formar una corriente más estructurada en el siglo siguiente, en torno a tres categorías principales de motivos: plantas y entrelazados, animales y figuras humanas. La constitución de la cronología de las obras ha suscitado numerosas controversias entre historiadores del arte durante el siglo XX.
Un gran impulso para la producción de la nueva escultura fue la ruta de peregrinación a Compostela para visitar la tumba del apóstol Santiago —descubierta sobre el año 820 entre los restos de un asentamiento romano—, que en el siglo XI ya estaba plenamente establecida hasta el punto de acometerse desde 1075 la construcción de la nueva catedral de Santiago. A lo largo de la ruta se levantaron nuevas iglesias bajo la organización de la Orden de Cluny. Estos templos fueron construidos en lugares de paso en este periodo de fervor religioso, para una acogida espiritual de peregrinos y la exposición de las reliquias. Francia y el norte de España son también lugares donde se puede ver los ejemplos de la primera producción de la escultura románica aplicada a la arquitectura. A lo largo de los distintos caminos a Santiago se difundieron sugerencias técnicas, estilísticas e iconográficas a través de talleres de construcción itinerantes. 
A finales del siglo XI, en el sur de Francia (Cluny, Autun, Vézelay, Moissac, Toulouse), así como en el norte de Italia y el norte de España, los tímpanos, capiteles y muros de los portales comenzaron a ser ricamente decorados con adornos y figuras tratados con un gran realismo. La escultura ya era un componente importante en las fachadas de las iglesias, al estilo de los antiguos arcos triunfales. La escultura se vuelve entonces monumental, las primeras esculturas monumentales que se presentaban desde el siglo V, periodo en el que dejaron de tallarse piezas de bulto redondo (piezas tridimensionales) aunque se observó durante el período prerrománico un aumento de la producción de pequeñas esculturas y trabajos en metal.
Se utilizó el relieve como la mejor técnica para la narración de escenas impresionantes, donde el volumen ayudaba a crear una mayor sensación de realismo que las simples superficies pintadas, retratando escenas como la Visión del Apocalipsis y esculpiendo en cada superficie el espíritu del concepto de Dios vengativo presente en el Antiguo Testamento; también se llenaron no solo de figuras bíblicas como los evangelistas, apóstoles y ángeles, sino con series de criaturas monstruosas, que ante su visión no se olvidaban: demonios y criaturas compuestas de cuerpos desproporcionados y horribles que daban temor de la tortura del infierno confrontado con el reino de Dios. Su objetivo no era imitar la naturaleza y la realidad. Iconográficamente, el Dios fuerte, gobernante y juez es el foco de la escultura monumental; las ubicaciones pictóricas subordinadas a menudo fueron ocupadas con temas moralizantes en los que los demonios y las criaturas míticas también desempeñan su papel.
No se conocen muchos nombres de los escultores del románico, destacando el Maestro de Cabestany, Bernard Gilduin, Gislebertus, Unbertus, Gofridus y Gilabertus de Toulouse, en Francia; Wiligelmo, Niccòlo y Antelami, en Italia; Arnau Cadell, Leodegarius, Micaelis y Ramón de Bianya, en España. Destacadas esculturas y conjuntos románicos en Francia son: la fachada de Notre-Dame la Grande de Poitiers, considerada una obra maestra del arte románico, el dintel de Sant Genís, la escultura románica datada más antigua, la iglesia de San Trófimo de Arlés (portal, 1180-1190), la abadía de Saint-Benoît-sur-Loire (torre-pórtico), abadía de Moissac (portal sur, ca. 1120 y claustro en 1100), catedral de Autun (portal occidental, c.1130-1135), catedral de Santa María de Olorón (portal oeste, hacia 1130), la abadía de Charlieu (portal norte, ca. 1170, catedral de Angulema (fachada, 1115-1130); abadía de Beaulieu-sur-Dordogne (tímpano).

Esculturas románicas en Francia
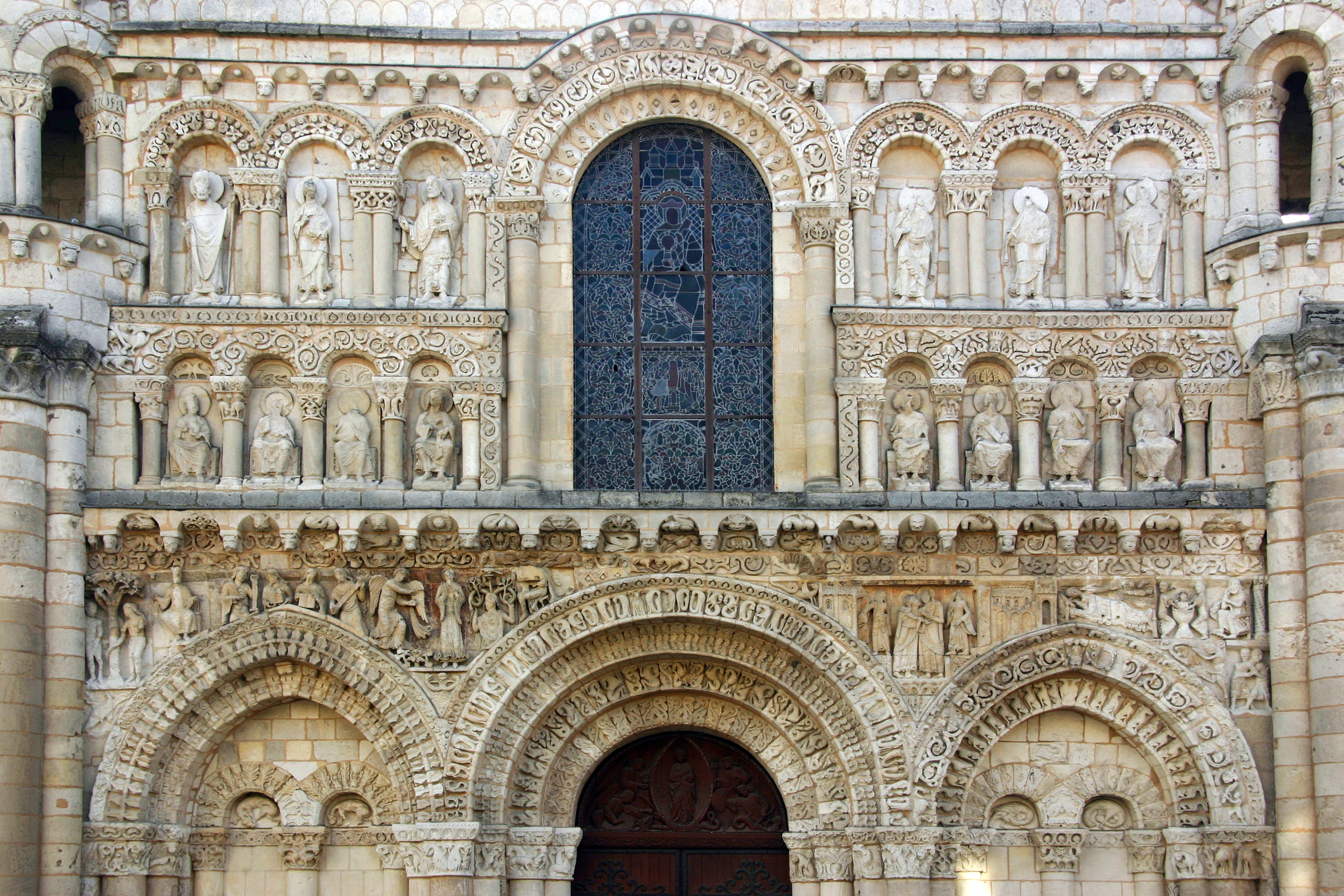
Detalle de la fachada de Notre-Dame la Grande de Poitiers (segundo cuarto del siglo XII)
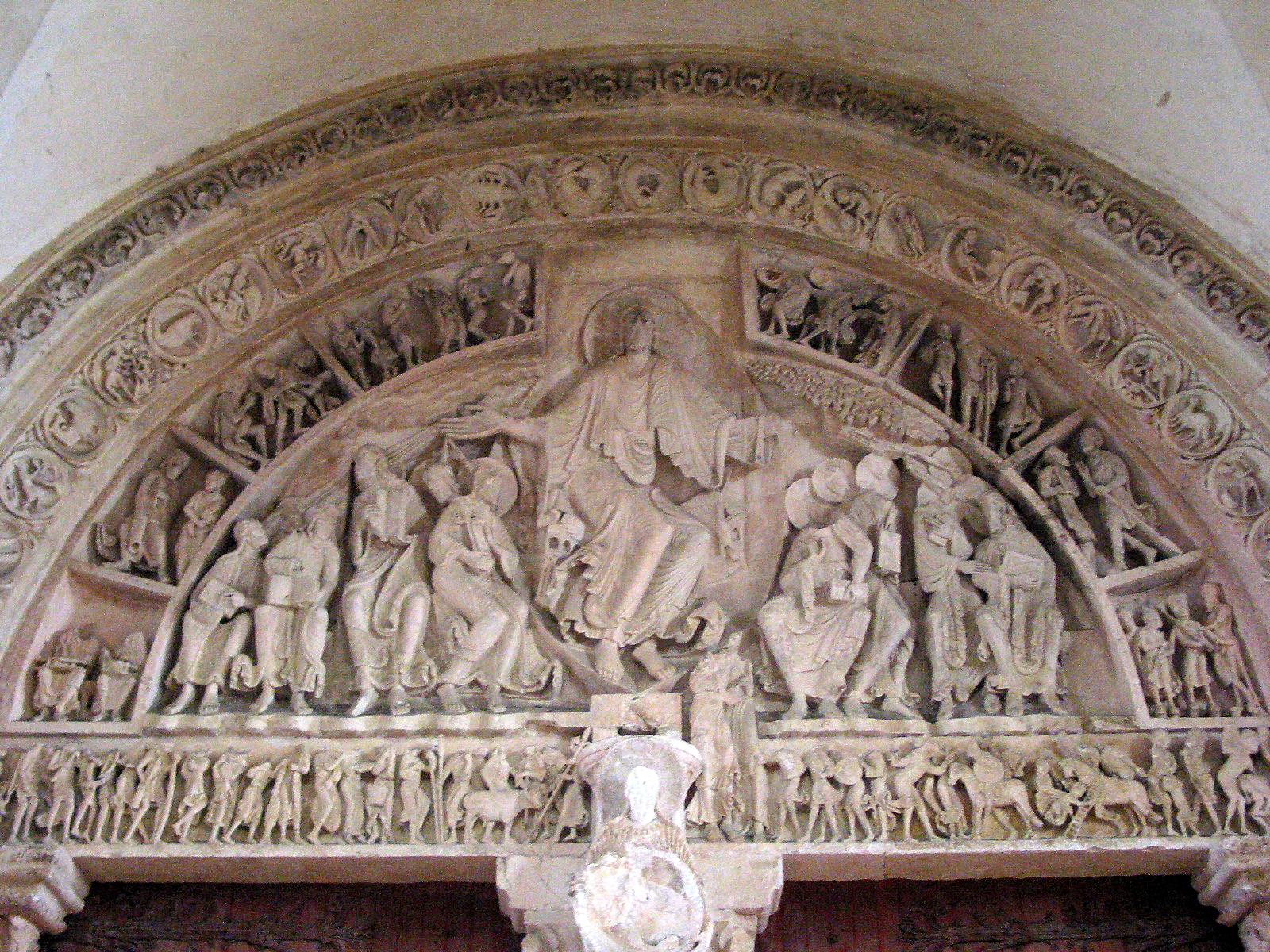
Tímpano de la iglesia abacial de Vézelay, hacia 1120-1130.
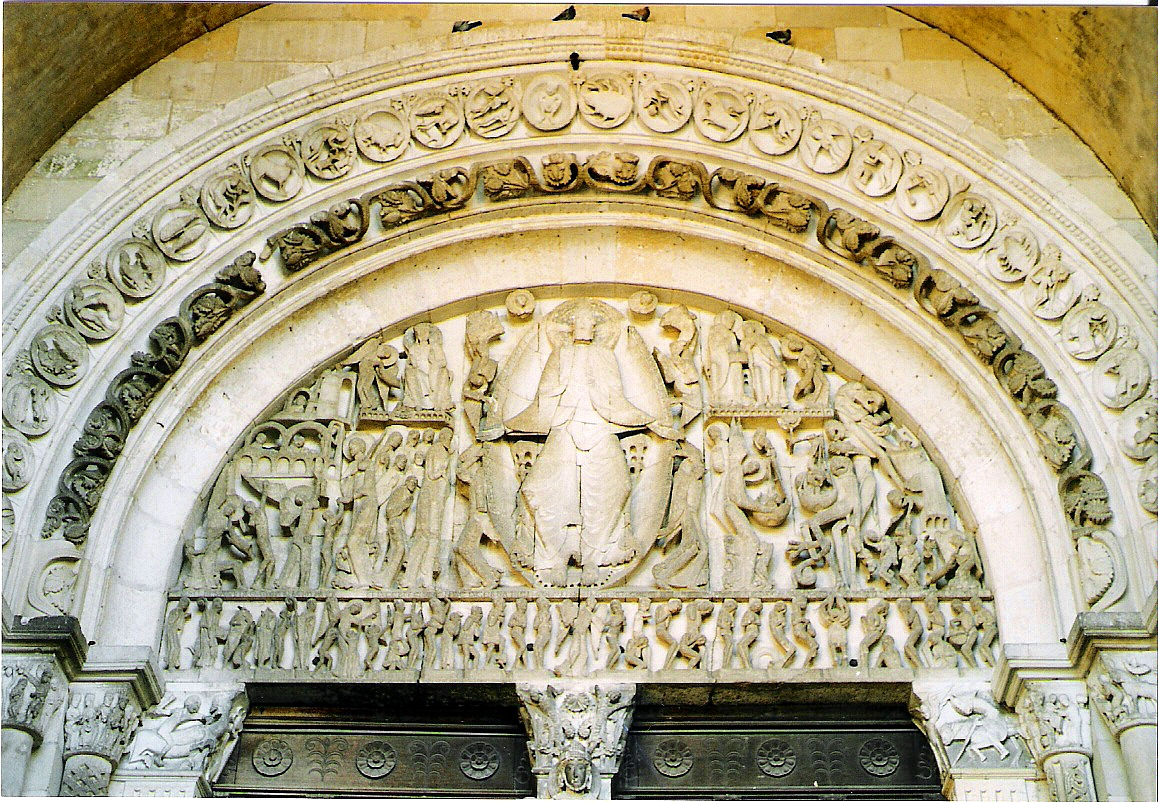
Juicio Final en el timpano de Autun: Cristo entronizado en el centro de una mandorla, con la mano derecha indica a los escogidos para el Paraiso, y con la izquierda, sentencia a los condenados al Infierno
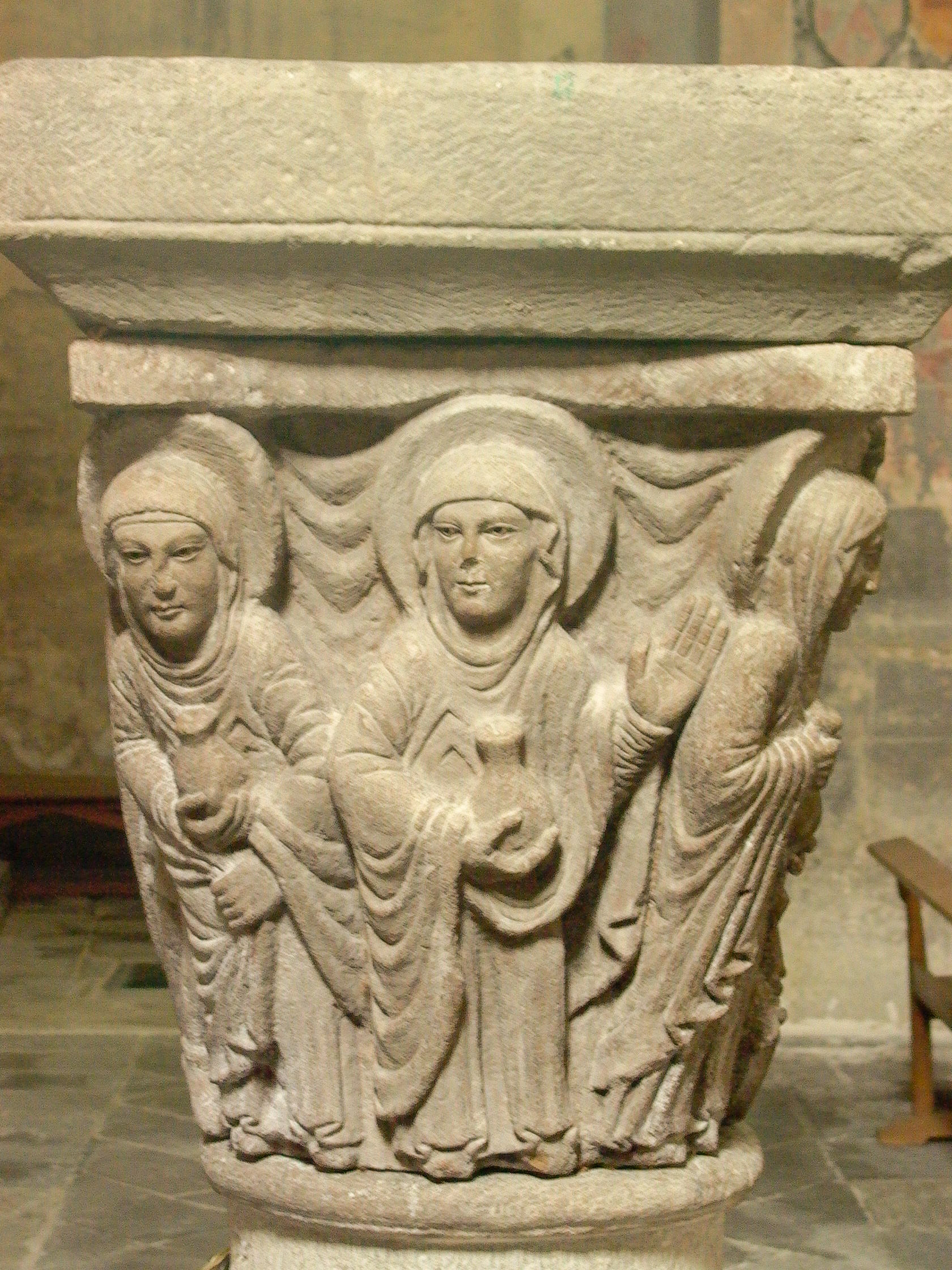
Capital de la Resurrección de la abadía de Mozac

Además de la piedra, la madera fue un material importante para la construcción de iglesias sobre todo en la parte norte de Europa y para tallar las imágenes exentas de devoción o de altar que pocas veces se trabajaron en piedra. La madera policromada, y el marfil, fue el material más utilizado, a veces, recubierta con metales de bronce o plata (crucifijos y pequeñas imágenes). Los relicarios también se chapaban con metales. 
La obra en bronce fue de especial importancia en las piezas litúrgicas, las puertas de las iglesias, pilas bautismales y lápidas de tumbas. Para la parte superior de las tumbas, una nueva tipología se fue extendiendo desde el norte de Francia a mediados del siglo XII: la aplicación de la figura del difunto sobre el ataúd en posición yacente. Una de las primeras tumbas con la efigie del difunto con carácter románico fue la del abad Isarn de la abadía de San Víctor de Marsella.

## Características de la escultura románica

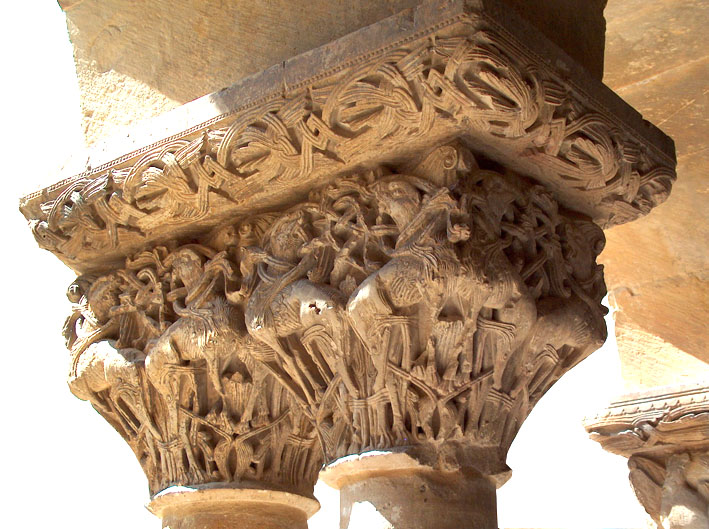
Capitel románico de Silos

Las principales características de la escultura románica son las siguientes:
- Propósito didáctico y no artístico. Las obras se hacen por encargo y siempre con la función de narrar o educar sobre temas religiosos.
- Estilización y desproporción de las figuras en busca de un antinaturalismo que divinice las figuras que aparecen.
- Perspectiva incorrecta, la relación entre el tamaño lógico de la figura y el fondo es distinto a la realidad. En los relieves, las diferencias de tamaño muestran la importancia de la figura representada.

Composición simétrica.
En los tímpanos, la composición tiene siempre la figura de Cristo como el eje de la representación.
La expresión de las figuras es en ocasiones muy exagerada y otras muy plana.
Se repiten siempre los mismos motivos y temáticas.
El resultado final de la obra es muy tosco y rígido.
En esculturas de conjuntos, todas las figuras se muestran a la misma altura para representar la igualdad ante Dios.
En las esculturas pintadas se emplean colores vivos y brillantes.
La escultura románica surgió en Francia, sin llegar a desenvolverse con la perfección de la arquitectura, siguió los mismos pasos y evoluciones que la escultura griega, contribuyendo a su formación y desarrollo las mismas causas que para la arquitectura. Por lo mismo, hubo de ser componentes suyos los elementos romanos con los septentrionales, bizantinos, persas de la dinastía sasánida y árabes como lo son de la arquitectura. Se inspiraba con frecuencia en los dibujos y figuras de los códices regionales y de los tapices venidos de Oriente. 
Abraza el desarrollo (que no tiene) de esta escultura los siglos XI y XII (con sus antecedentes carolingios del siglo IX) introduciéndose en buena parte del XIII y paulatinamente da lugar a la gótica, sin que la separe de esta una línea perfectamente divisoria. Como puente de unión entre una y otra se halla en los últimos años del siglo XII y primera mitad del XIII el estilo que puede llamarse de transición que trata de imitar algo la realidad de la Naturaleza y da a sus obras mayor vida y movimiento sin desprenderse completamente el artista de los convencionalismos y amaneramientos precedentes. Y tal es la variedad resultante de dicha transición aumentada por la destreza o impericia de los escultores, por las influencias de escuelas distintas que no es raro juntarse en una misma localidad y de una misma fecha relieves o estatuas muy dignas de aprecio y alabanza con otras de reprobable gusto y sin ningún valor artístico.
Precisando más el carácter de la escultura románica que se constituye por la imitación de modelos bizantinos o romanos de estilo decadente pero realizada con mano latina y frecuentemente bajo la influencia del gusto persa o del árabe. Se caracteriza, además, por cierta rigidez de formas, falta de expresión adecuada (a veces, exagerada) en las figuras, olvido del canon escultórico en la forma humana, forzada simetría.

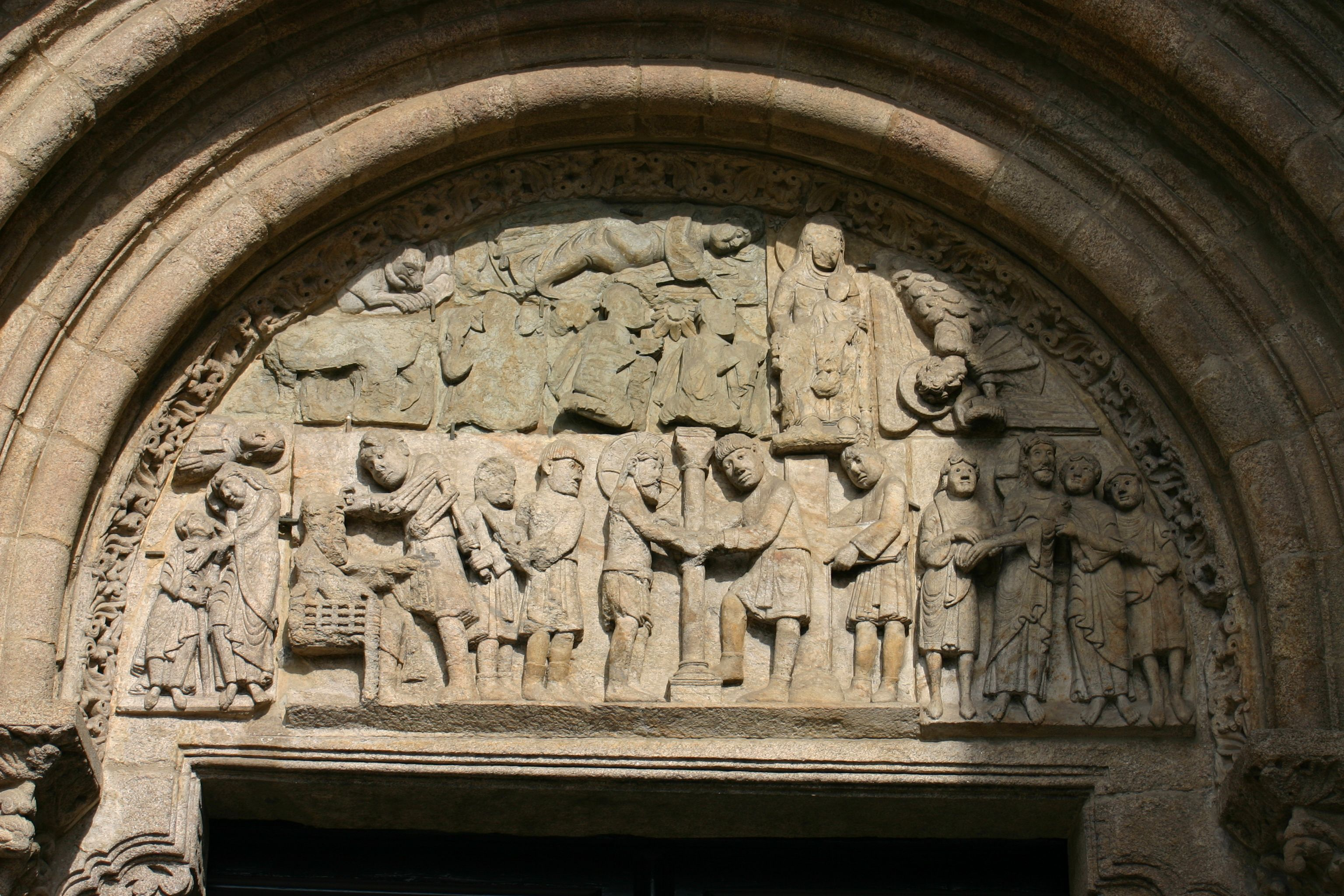
Escultura adaptada al marco. Tímpano de la puerta meridional de la catedral de Santiago de Compostela.

Dinámica de imitación de modelos, una serie de leyes o normas generales que se encuentran con frecuencia en las obras románicas. Destaca entre ellas la Ley de adaptación al marco que enuncia Henri Focillon y que subordina el desarrollo escultórico al espacio arquitectónico cedido a tal fin. El resultado serán escenas en las que los personajes se adaptan a ese espacio, a veces contrayéndose o estirándose, sin tener en cuenta otras consideraciones más naturalistas. Otra norma general es la isocefalia que encontramos en algunos grupos de figuras situadas todas con la cabeza a la misma altura.
En la escultura románica e, incluso, en la gótica ya se trate de obras de piedra, marfil o madera, fue muy común la policromía siempre sobria en la viveza de colores por más que haya desaparecido la pintura con la acción del tiempo en casi todos los ejemplares o haya sido sustituida por decoraciones más modernas. 
Las principales labores de escultura románica se admiran hoy en los relieves de muy variados capiteles y en las magníficas portadas y elegantes cornisas de muchos edificios de la época, en cuyos frontis se representan escenas bíblicas y figuras alegóricas (entre ellas, los llamados bestiarios y las personificaciones de los signos del zodiaco, etc.) a una con imágenes de Santos en gran relieve. Además, se ejercitó la escultura románica en la talla de curiosos dípticos de marfil, de graves crucifijos (de marfil y de bronce) y de estatuas de la Virgen María (en piedra y en madera, sola ya chapeada en bronce) que se conservan en sus santuarios o en los Museos y, en fin, se manifestó ingeniosa dicha escultura en la decoración de arquetas o cofrecillos para guardar reliquias y joyas, de ricas tapas para libros litúrgicos, de fontales o antipéndium para los altares, de pilas y sepulcros de piedra con relieves, etc. Desde la invasión de los bárbaros quedó olvidado casi por completo en Occidente el cultivo de la glíptica en lo que se refiere a piedras finas, pero se utilizaron las gemas anteriormente labradas por griegos y romanos, aplicándolas sin estudio a objetos preciosos y de adorno especialmente, sortijas. Hubo, sin embargo, algunos entalles con inscripciones o con alguna figura tosca, como la esmeralda del Tesoro de Guarrazar, y gran empleo de piedras finas en forma de cabujón para objetos de orfebrería.

## Aplicación y temática

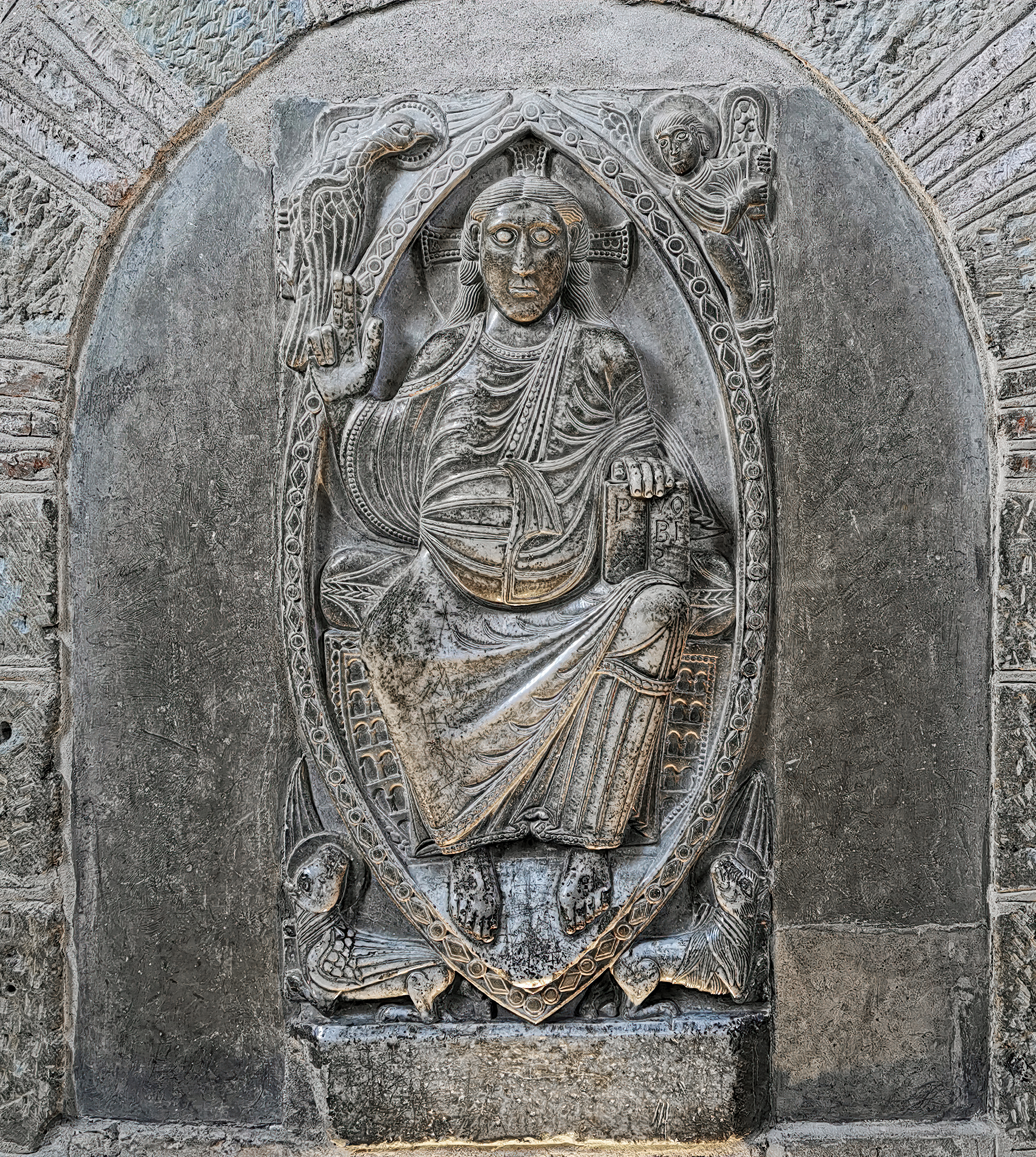
Maiestas Domini (1094-1096), de inspiración carolingia en el deambulatorio de la basílica de San Sernín de Toulouse

La aplicación escultórica en la arquitectura se ejecutó en la parte delantera de las fachadas, especialmente en las portaladas de los templos, donde el creyente recibía el mayor impacto visual. Se utilizó el relieve como la mejor técnica para la narración de escenas impresionantes, donde el volumen ayudaba a crear una mayor sensación de realismo que las simples superficies pintadas. Con este fin, el tímpano, el semicírculo sobre la entrada, tuvo un papel muy importante, y fue donde se representaron escenas como la Visión del Apocalipsis o del Juicio Final. También se esculpieron escenas en las arquivoltas de los arcos que enmarcaban la puerta y la profundizaban, y en los canecillos o puntas de las vigas bajo el alero. Estas escenas, dentro del espíritu del concepto de Dios vengativo presente en el Antiguo Testamento, también se llenaron no sólo de figuras bíblicas como los evangelistas, apóstoles y ángeles, sino con series de criaturas monstruosas, que ante su visión no se olvidaban: demonios y criaturas compuestas de cuerpos desproporcionados y horribles que daban temor a la tortura del Infierno.
Según Henri Focillon, a finales del siglo X en Europa hubo un regreso a una profunda religiosidad, causada parcialmente por el miedo a la profecía anunciada por san Juan en su libro del Apocalipsis, con un supuesto fin del mundo. Así, Focillon destacó la repercusión que tuvo esta circunstancia en la creación de una iconografía apocalíptica, donde las escenas escultóricas se adaptaban al espacio de la arquitectura, proponiendo su «ley de Adaptación al marco» de un esquema geométrico sencillo y dentro de unos espacios preconcebidos para ello.
Las «madres de Dios con el niño» fueron muy representadas por toda Cataluña y por el sur de Francia aunque, en cuanto al valor iconográfico, la imagen más importante del románico fue el Cristo Majestad. Entre los numerosos ejemplos destacan el Cristo que hay en Santa Faz de Lucca, el de la catedral de Milán, el Cristo de Mig Aran y la Majestad de Batlló. La imagen más frecuente era la de Cristo completamente frontal que se mostraba sentado en un trono (Maiestas Domini) para juzgar a los hombres, dentro de una aureola almendrada (mandorla) que significa la Gloria; los pies solían reposar sobre una semiesfera que representa la Tierra, su mano derecha levantada para bendecir, manifiesta su poder (Dextera Domini) mientras su mano izquierda sostiene el Libro de la Vida que da testimonio de su naturaleza. Normalmente se disponía rodeado por el Tetramorfo, es decir los símbolos de los Cuatro Evangelistas y en algunos casos de los veinticuatro ancianos del Apocalipsis. Se representaba también la psicostasis o pesaje de las almas para escoger a los elegidos que gozarán de Dios eternamente o los condenados al infierno.
En lo que se refiere al modo de representación, el objetivo no era mostrar la realidad visible, pero sí lo invisible e intocable, aprovechando gran parte de la mímica de las figuras como un medio de comunicación. El principal objetivo no era el tratamiento volumétrico, sino el valor simbólico de las figuras y el contenido de su mensaje. La proporción entre las figuras fue otro factor secundario, se hacían las dimensiones dependiendo más de su importancia jerárquica o del espacio disponible para la realización del relieve, más que guardando la relación que las figuras poseían entre sí. Los cuerpos eran delgados, los gestos expresivos, y los diferentes elementos del relieve se adaptaban al espacio arquitectónico, e incluso casi se agolpaban para encajar en pequeños espacios.
También en el interior de la iglesia se exponían algunos relieves de escultura en los arcos ciegos (arcos en relieve, adosados a la pared), sobre todo en los capiteles de las columnas, donde la libertad imaginativa y la profusión de figuras fantásticas llevará al máximo el tema burlesco. Los capiteles empezaron por representar una decoración de inspiración clásica con temas de vegetación o dibujos geométricos con multitud de animales fantásticos, para pasar después al figurativo, con escenas de la Antigüedad, de la Biblia y sobre temas profanos, que podían estar parados al largo de un ciclo en el deambulatorio y en el claustro. Uno de los puntos culminantes de la escultura románica interior de los templos, era la imagen de Cristo crucificado en majestad realizado en madera con una intensa policromía y colocado sobre el altar.

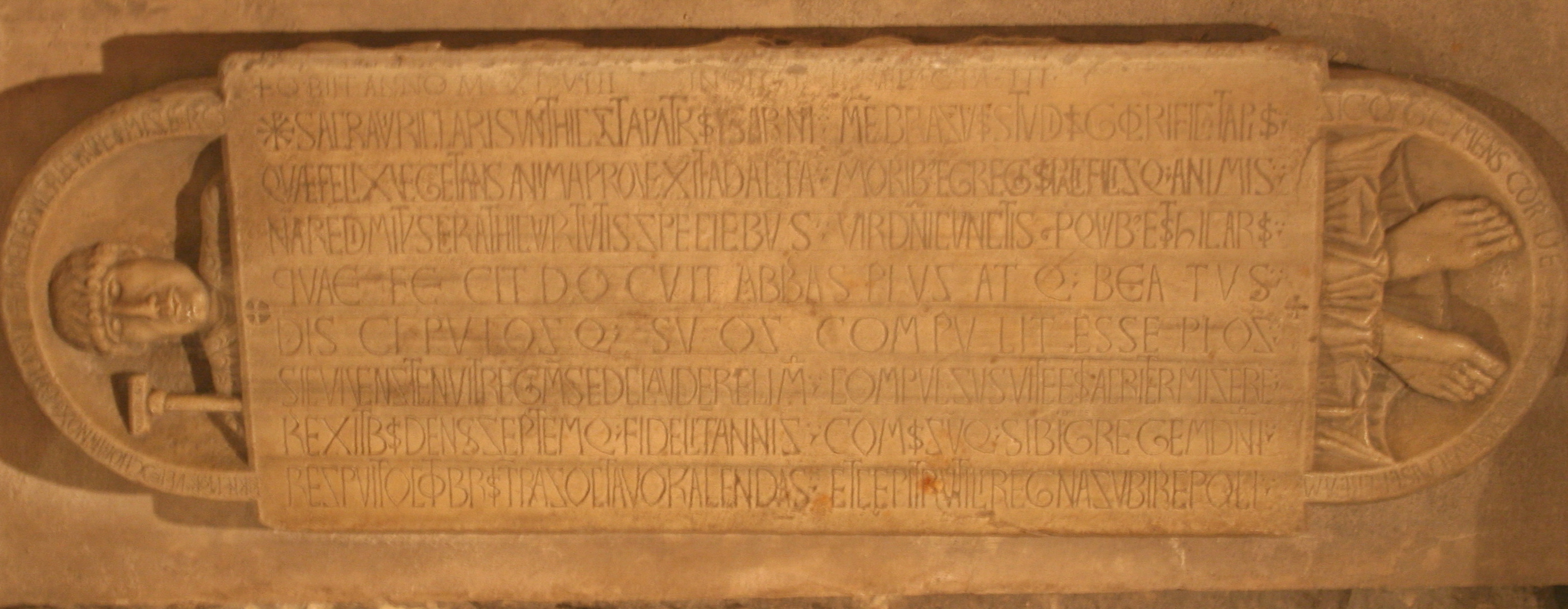
Lápida funeraría del abad Isarn de la abadía de San Víctor de Marsella.

La escultura pequeña existía también, pero en número reducido, realizada en marfil o madera, y podía estar recubierta de oro o de plata (crucifijos y pequeñas imágenes). La obra en bronce fue de especial importancia en las piezas litúrgicas, las puertas de las iglesias, pilas bautismales y lápidas de tumbas. Para la parte superior de las tumbas, una nueva tipología se fue extendiendo desde el norte de Francia a mediados del siglo XII: la aplicación de la figura del difunto sobre el ataúd en posición yacente. Una de las primeras tumbas con la efigie del difunto con carácter románico fue la del abad Isarn (1048) de la abadía de San Víctor de Marsella.

### Técnica
El aprendizaje técnico de las artes en la época románica era por medio de la práctica y a través principalmente de la comunicación oral entre maestros y aprendices. Sin embargo, se encuentran algunos manuscritos de tratados, como uno conservado en la biblioteca Capitular de Lucca, de autor anónimo y conocido con el título de Compositiones ad tingenda musiva et alia, seguramente basándose en este texto se redactó con más ampliaciones, el llamado Mappae Clavícula. Adjudicado a un tal Heraclio, es el tratado para la consecución de colores para una pintura sobre tela. Para la realización de miniaturas, el manuscrito era 'De coloribus et artibus Romanorum. El monje Teófilo  (c.1100) escribió un tratado de las artes llamado Schedula diversarum artium en el que indica y da consejos para la fabricación de todo tipo de objetos en metalurgia.

## Fachadas

### Dinteles

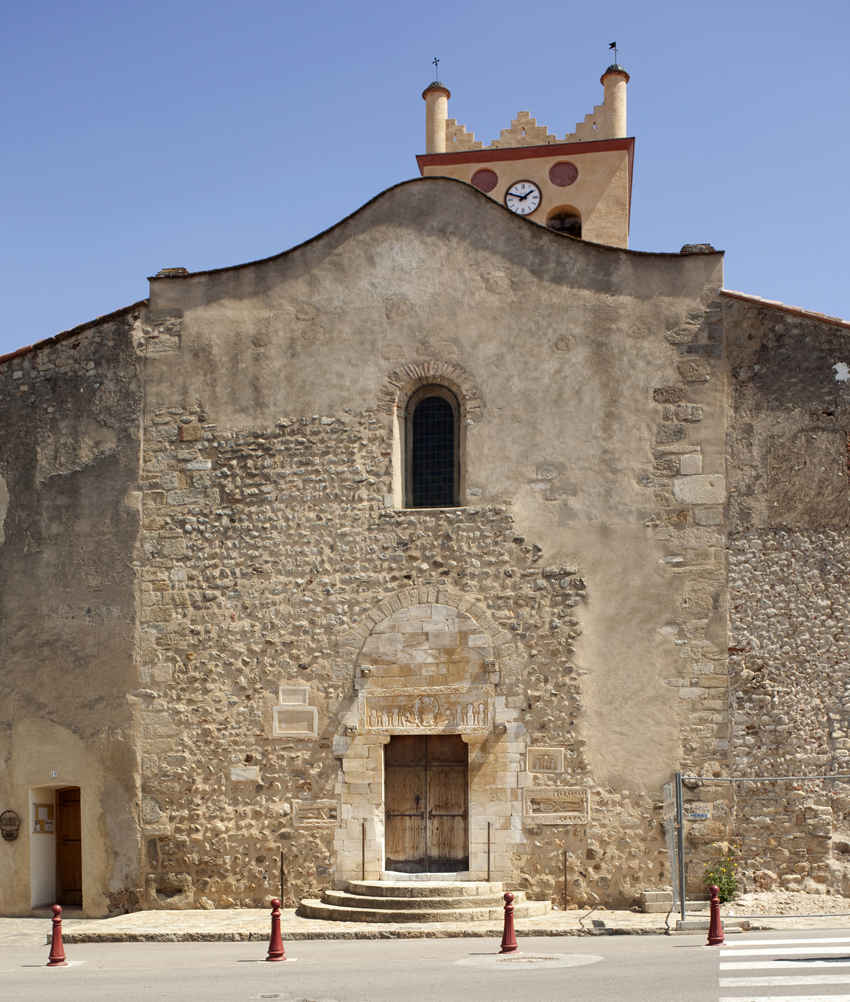
Abadía de Sant Genís de Fontanes, edificio en el que apareció un primer elemento escultórico románico, el dintel de Sant Genís

Como punto inicial de esta escultura monumental se toma generalmente una de las primeras decoraciones en las fachadas francesas, un dintel de la abadía de Saint-Genís-des-Fontaines, fechado en 1020 según la inscripción en latín medieval visible en un lado. La talla está hecha con bisel, básicamente en dos planos, se inicia la técnica de los pliegues repasados: cada pliegue de los vestidos está ligeramente en relieve sobre el siguiente. Está enmarcada todo alrededor por una cenefa de palmetas. En la parte central, en medio, hay un Maiestas Domini bendiciendo en el interior de una mandorla que es llevada por unos ángeles arrodillados. A ambos lados hay series de tres apóstoles enmarcados por arcadas de herradura.
Es parecido al dintel de monasterio de Sant Andreu de Sureda, el cual presenta en el centro, el Cristo resucitado (con un nimbo que contiene una cruz), rodeado por una mandorla con las letras Alfa y Omega. A ambos lados de Cristo se encuentran unos serafines sosteniendo la mandorla y unos ángeles con tres pares de alas. También hay dos personajes (cuatro en total) cuya identidad se desconoce (quizás son los evangelistas o unos apóstoles). El dintel es de mármol blanco y los personajes están rodeados de una cenefa con motivos orientales.
Antes de realizar el gran tímpano del portal oeste de la catedral de Autun (c.1130), Gislebertus esculpió el dintel para el portal lateral representando a Eva tumbada y con el tronco girado hacia el espectador, que constituye una de las esculturas románicas más sugerentes, puesto que la actitud es completamente inusual para la época, provocando la transformación de la escena del pecado original en un juego sensual.

Imágenes de dinteles románicos
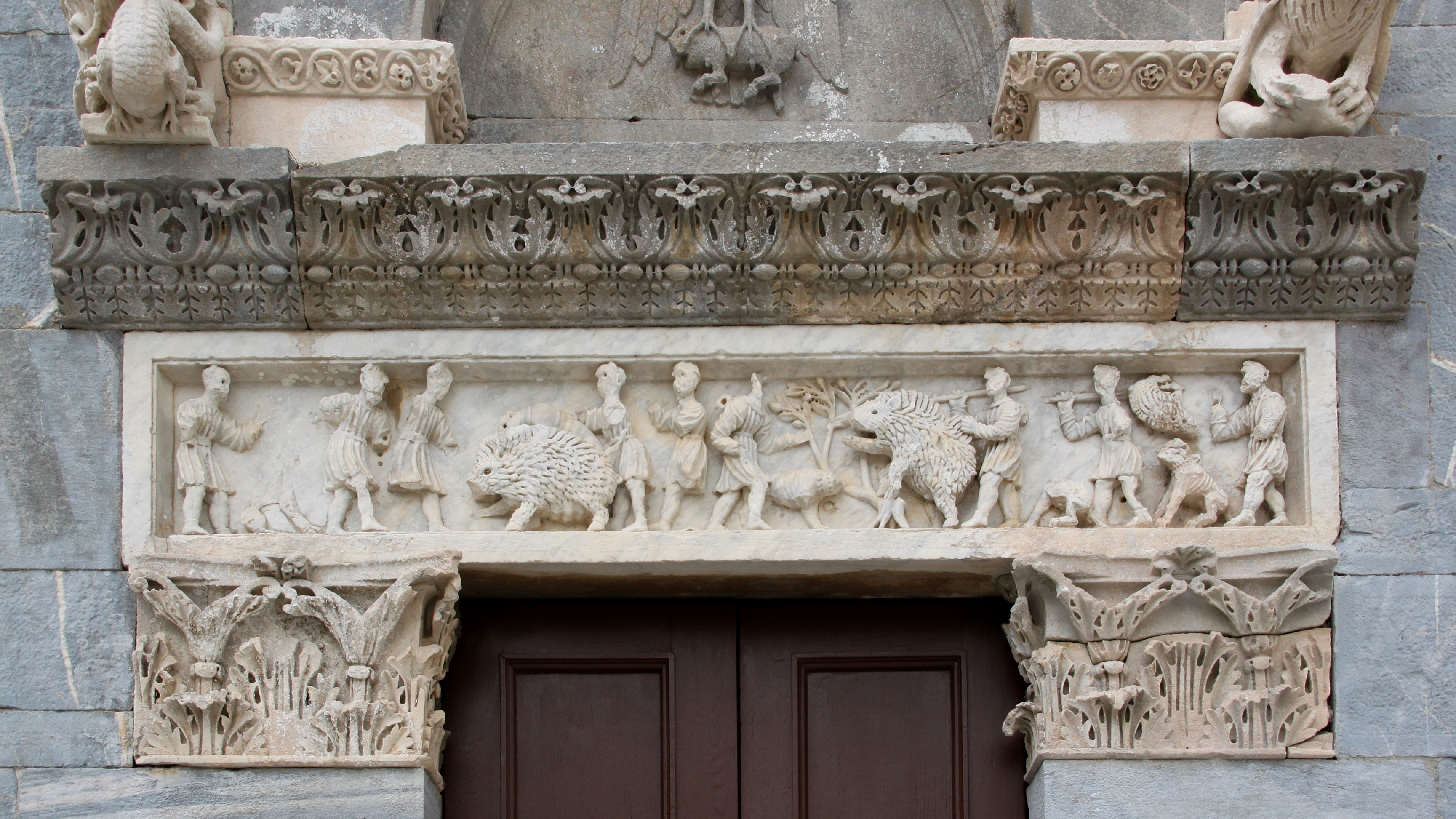
Díntel del portal del lado izquierdo de Pieve di San Giovanni (Campiglia Marittima), atribuido al Maestro Mateo (responsable de la construcción de todo el edificio), que representa una escena de caza del jabalí (quizás Meleagro cazando al jabalí de Calidón) que simboliza la victoria de Cristo y de sus fieles sobre el diablo (antes de 1075)
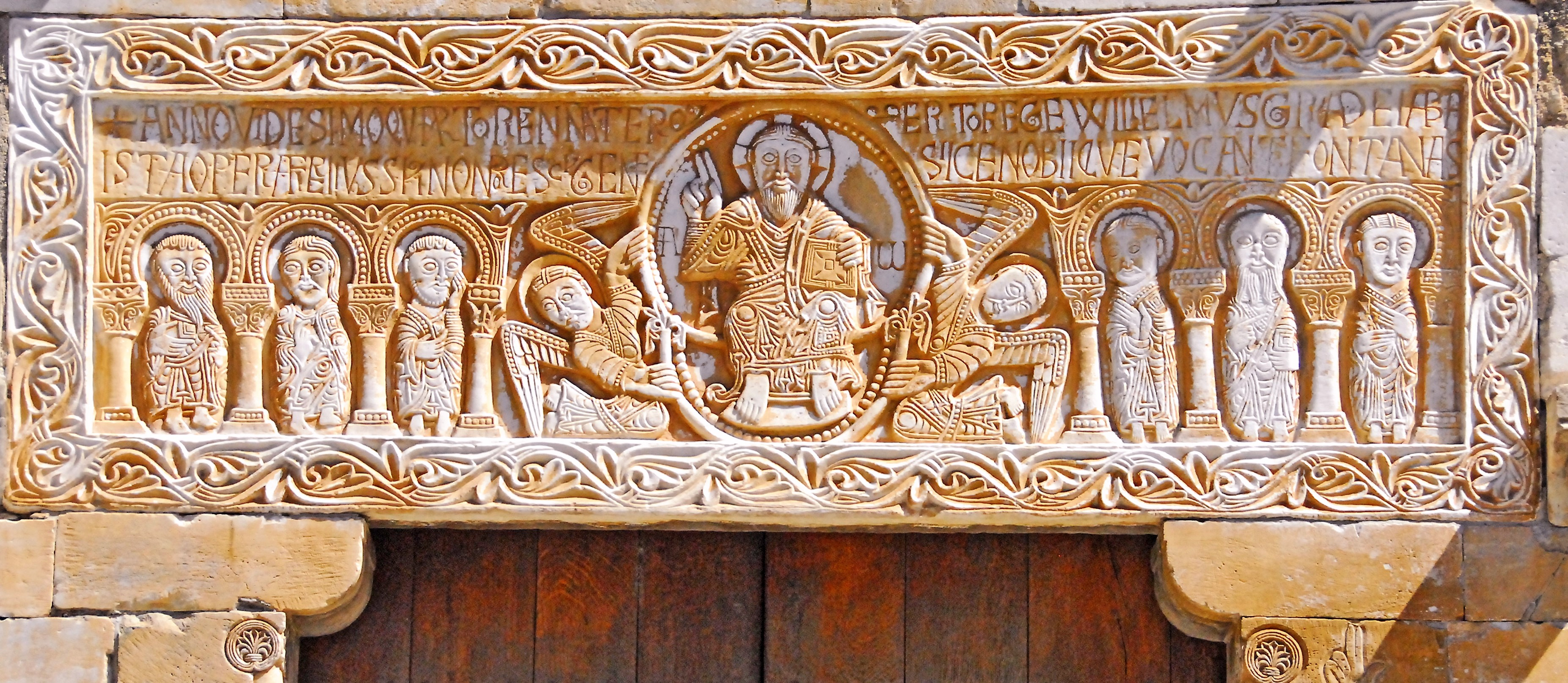
Dintel de la abadía de Saint-Genís-des-Fontaines (1120)
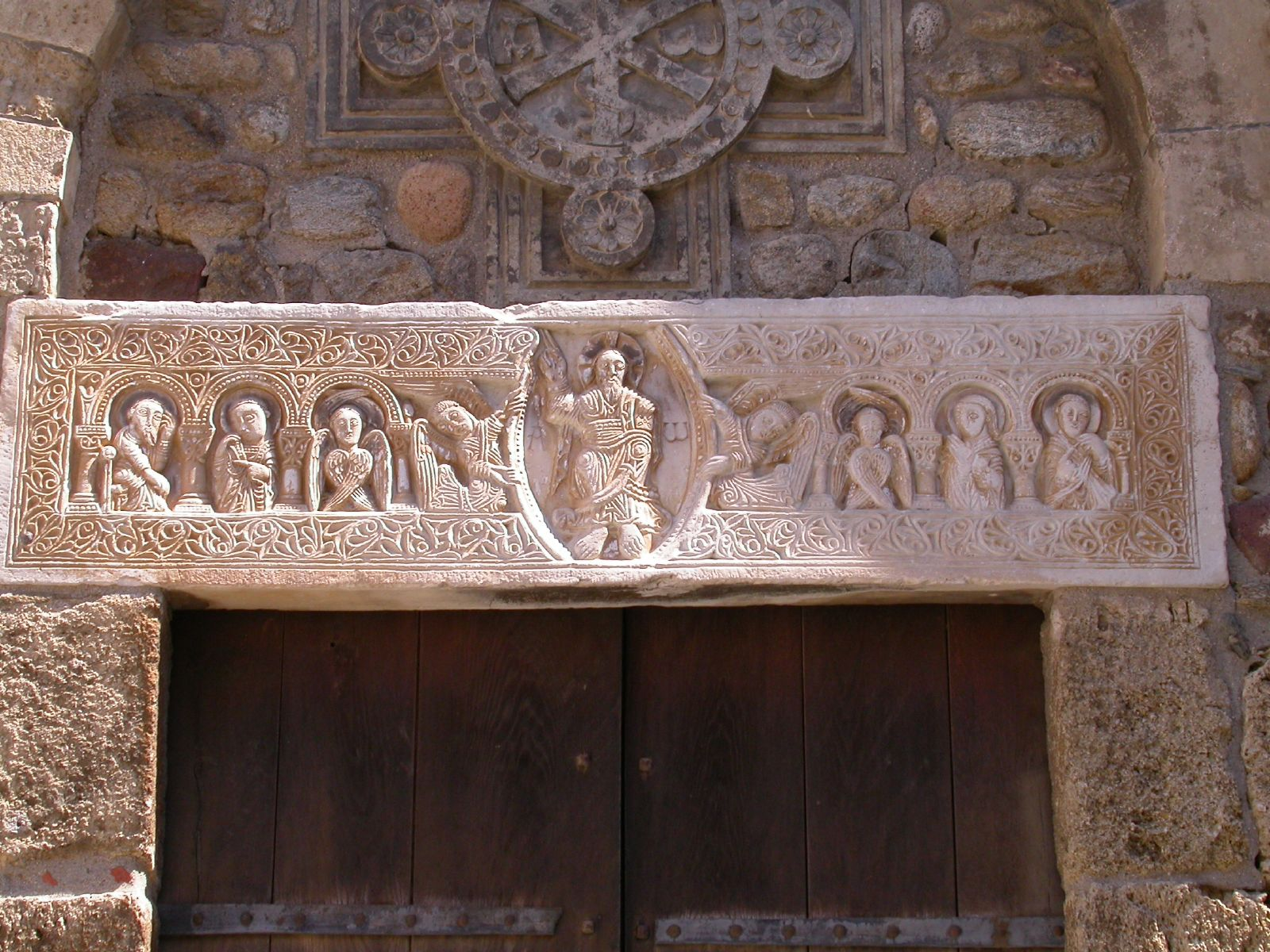
Dintel de Monasterio de Sant Andreu de Sureda
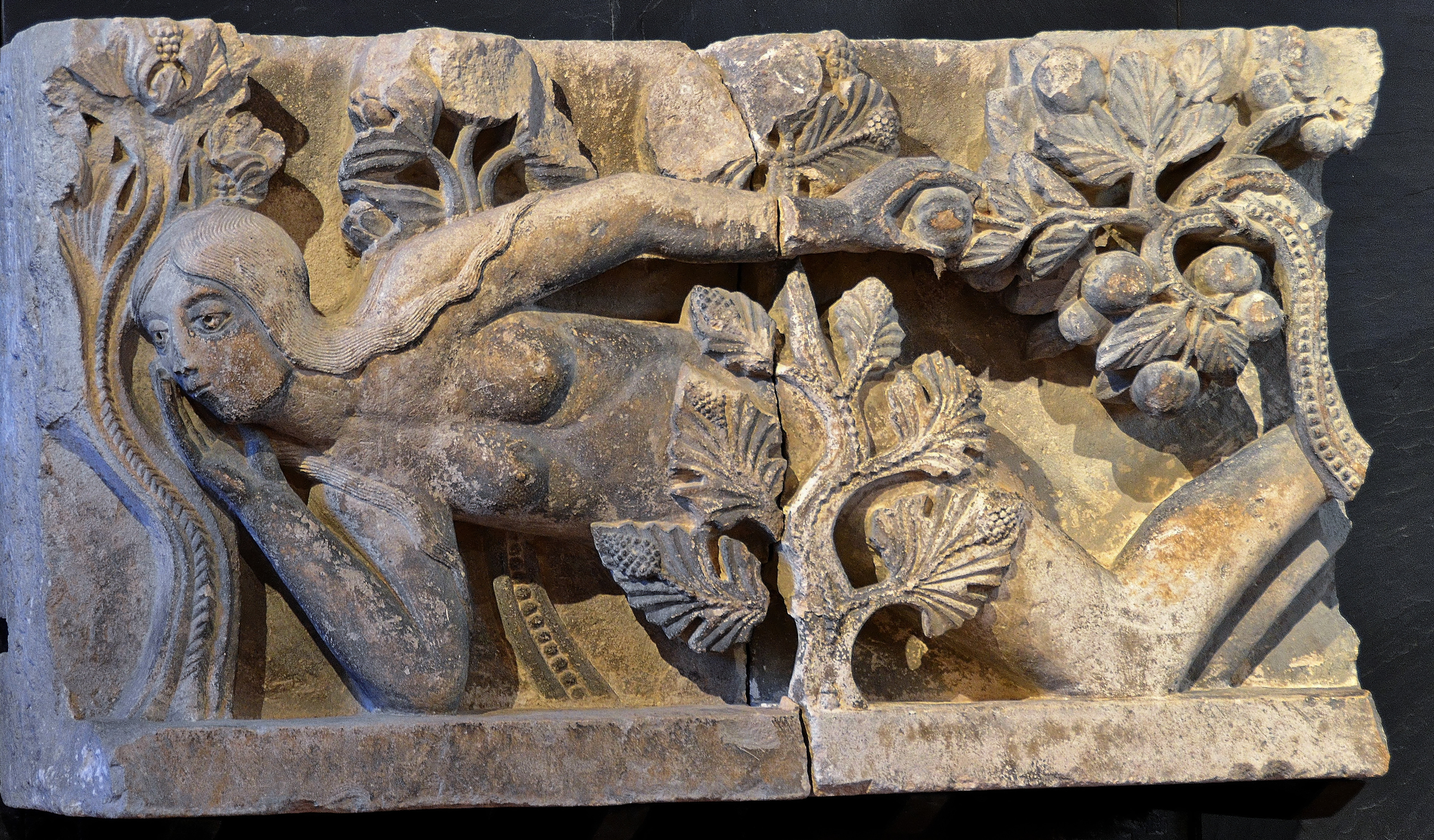
Dintel de Eva por Gislebertus, en la catedral de Autun (ca. 1130)

### Tímpanos

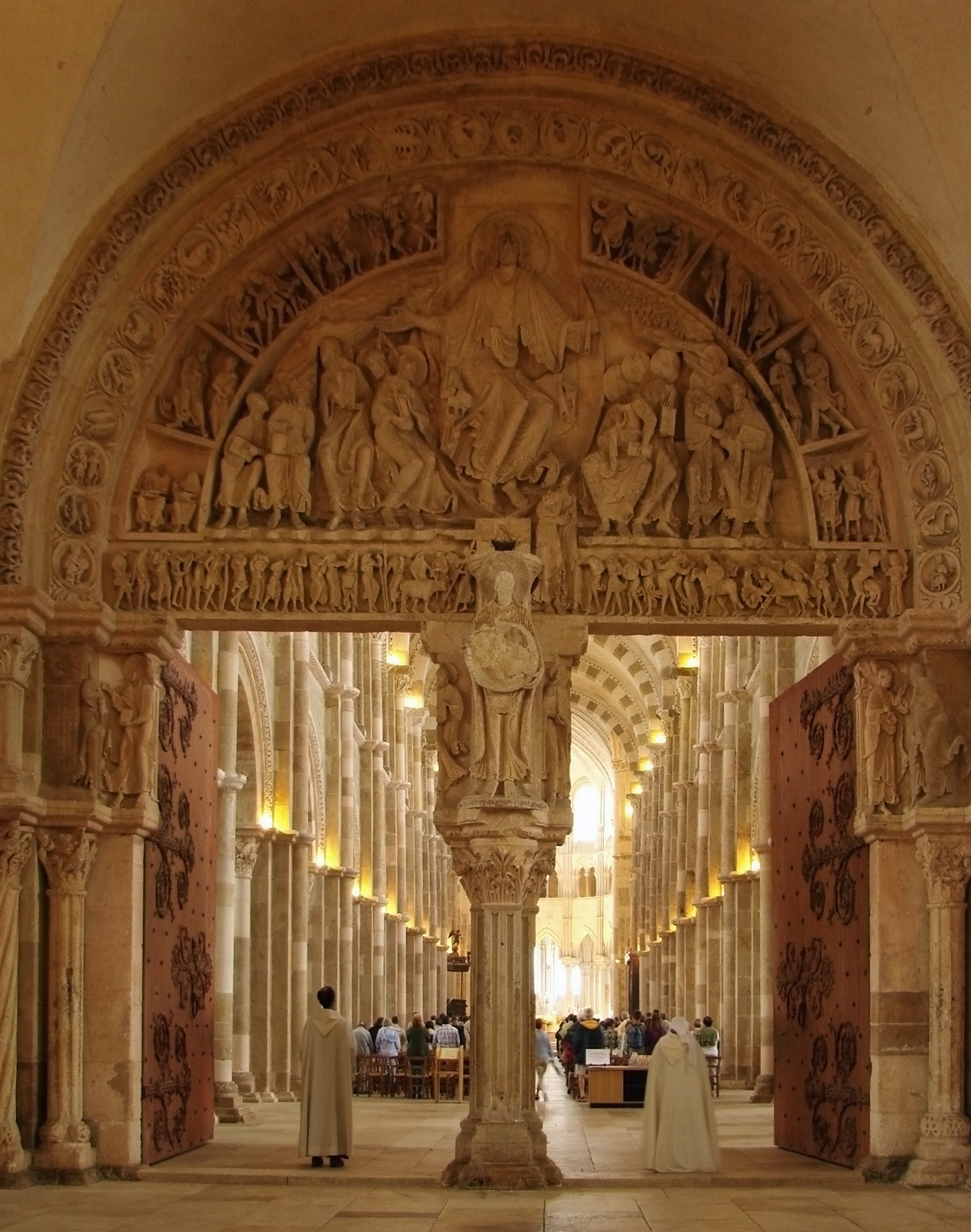
El tímpano del portal central de la Basílica de Vézelay

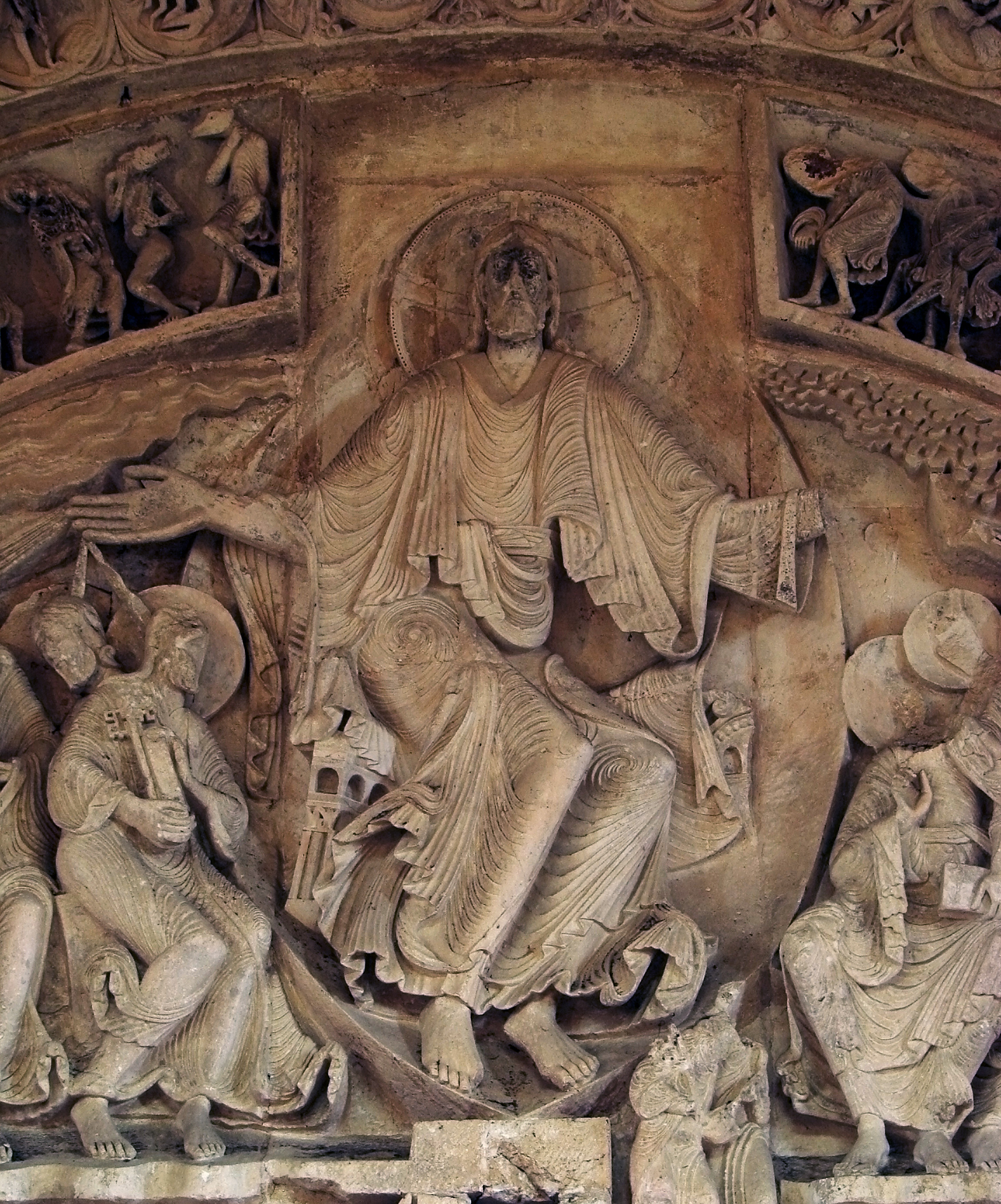
Detalle del tímpano de Vézelay

Los comienzos del desarrollo de las grandes portaladas fueron lentos y modestos, debiendo superar el buen entendimiento entre los dos gremios participantes, los artistas tallistas y los maestros de obra. El centro principal en las dos últimas décadas del siglo XI estuvo localizado principalmente en Toulouse. El taller más importante de Toulouse cerca de 1090, estuvo dirigido por Bernard Gilduin y entre sus trabajos se encuentran unos relieves en mármol en el deambulatorio de la basílica de San Sernín, entre ellos un Maiestas Domini. Su evolución dentro de la talla, se aprecia en la puerta conocida con el nombre de Porte de Miégeville (1100-1118), para la misma iglesia, donde en el tíimpano se representa la Ascensión de Cristo con representaciones a los dos laterales del lado del portal a tamaño natural de san Pedro y Santiago el Mayor. Durante esta etapa, los trabajadores de Toulouse debieron haberse trasladado a la catedral de Santiago de Compostela, porque hay indicios de trabajos similares, en los pórticos de los transeptos de este templo. También se encuentran esculturas con estilo similar a los pórticos de la basílica de San Isidoro de León y de la catedral de Jaca, pudiéndose llamar a esta serie de obras como «escultura de peregrinaje».
Otra iglesia de peregrinaje del Languedoc con un colosal tímpano fue Santa Fe de Conques, con la representación del Juicio final (c. 1135). Las figuras tienen la misma forma estilizada que las del tímpano del Apocalipsis de la abadía de Moissac, construida entre 1100 y 1125. Esta abadía fue una entre el gran número que continuaron las pautas artísticas del cenobio de Saint Pierre de Cluny en Borgoña, su tímpano está caracterizado por una escultura muy expresiva, con Cristo que domina en posición frontal toda la representación, que aunque la disposición general respete la simetría, los personajes tienen posiciones asimétricas. Los detalles en los vestidos y adornos están tratados con una gran maestría que produce efectos de naturalismo. Aunque no quedan restos del tímpano occidental de Cluny, los pórticos de Autun realizados por Gislebertus y de la abadía de Vézelay por un maestro anónimo, son muestras evidentes de las grandes obras románicas realizadas en Francia.

Tímpanos románicos en Francia
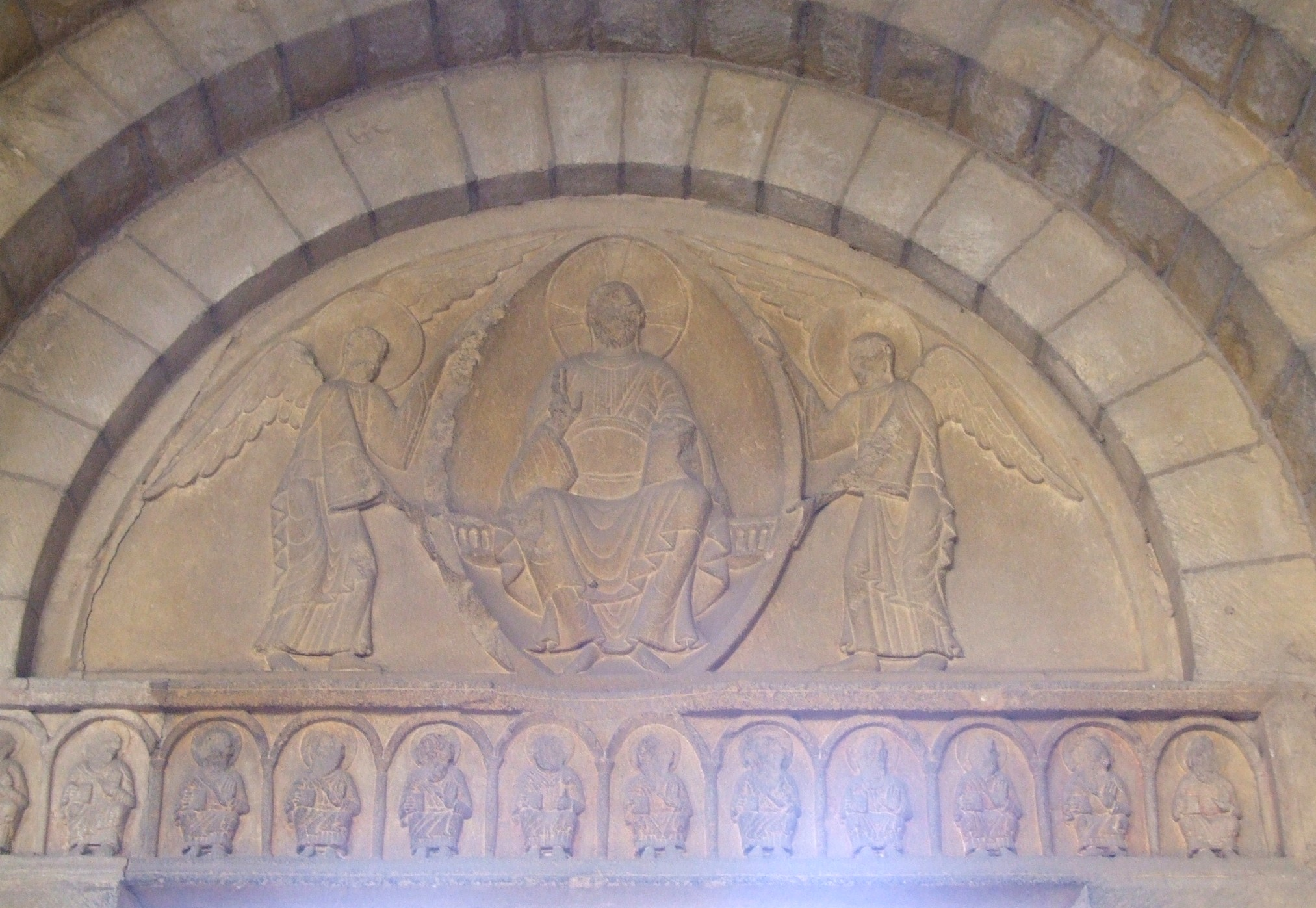
Tímpano oeste de la abadía de Charlieu
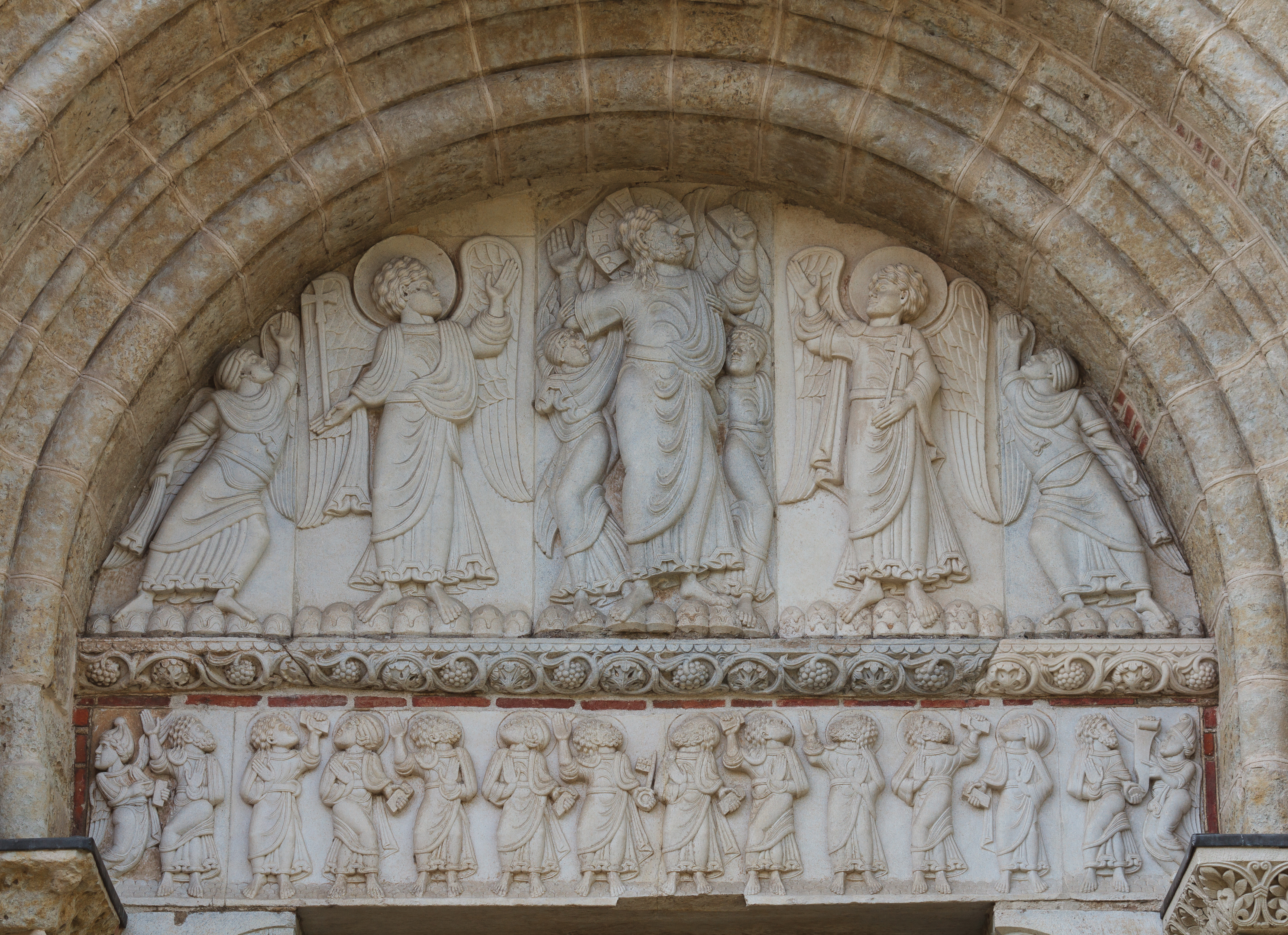
Tímpano de la puerta Miègeville de la basílica de San Sernín de Toulouse
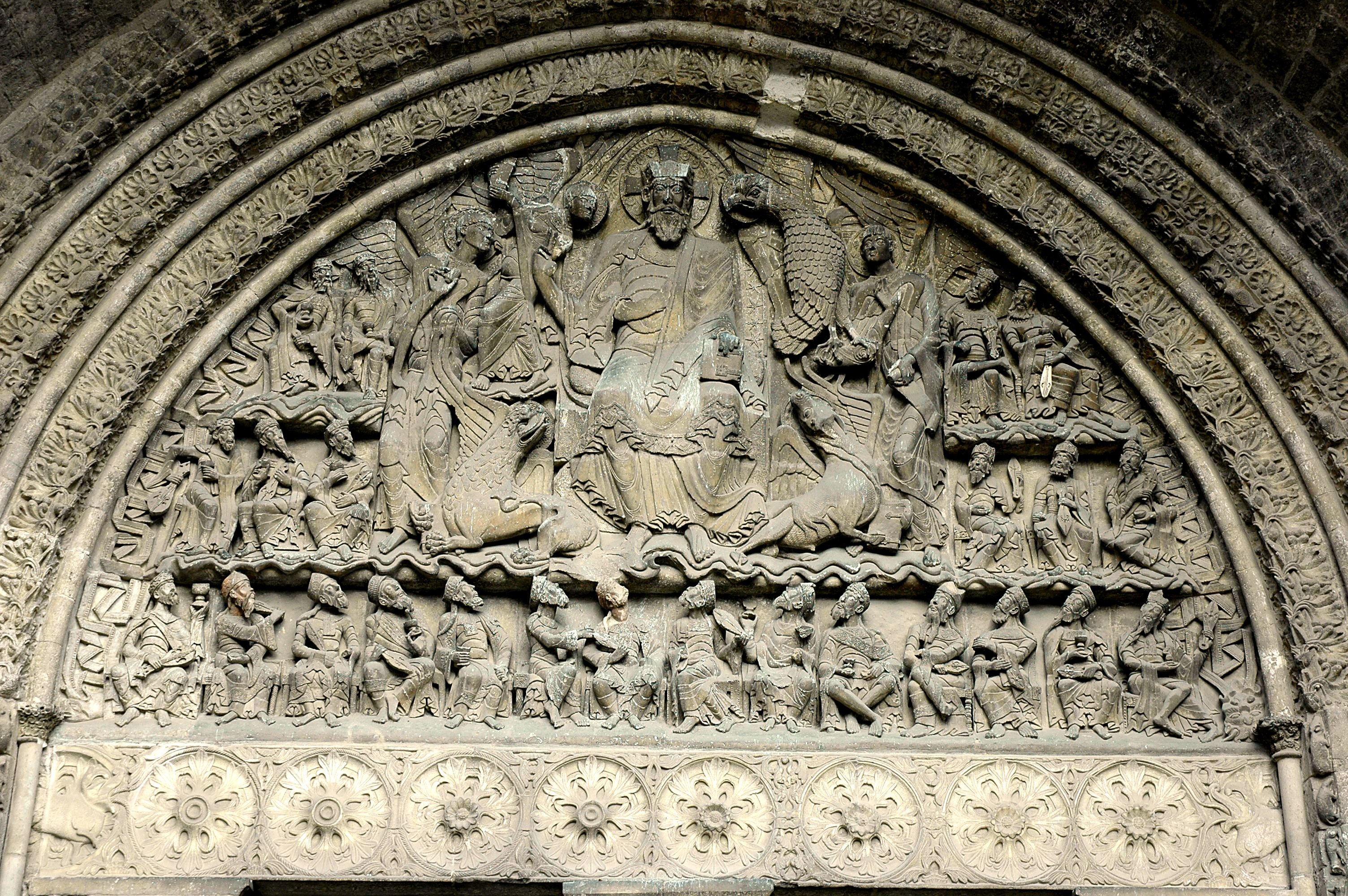
Tímpano de la abadía Saint-Pierre de Moissac
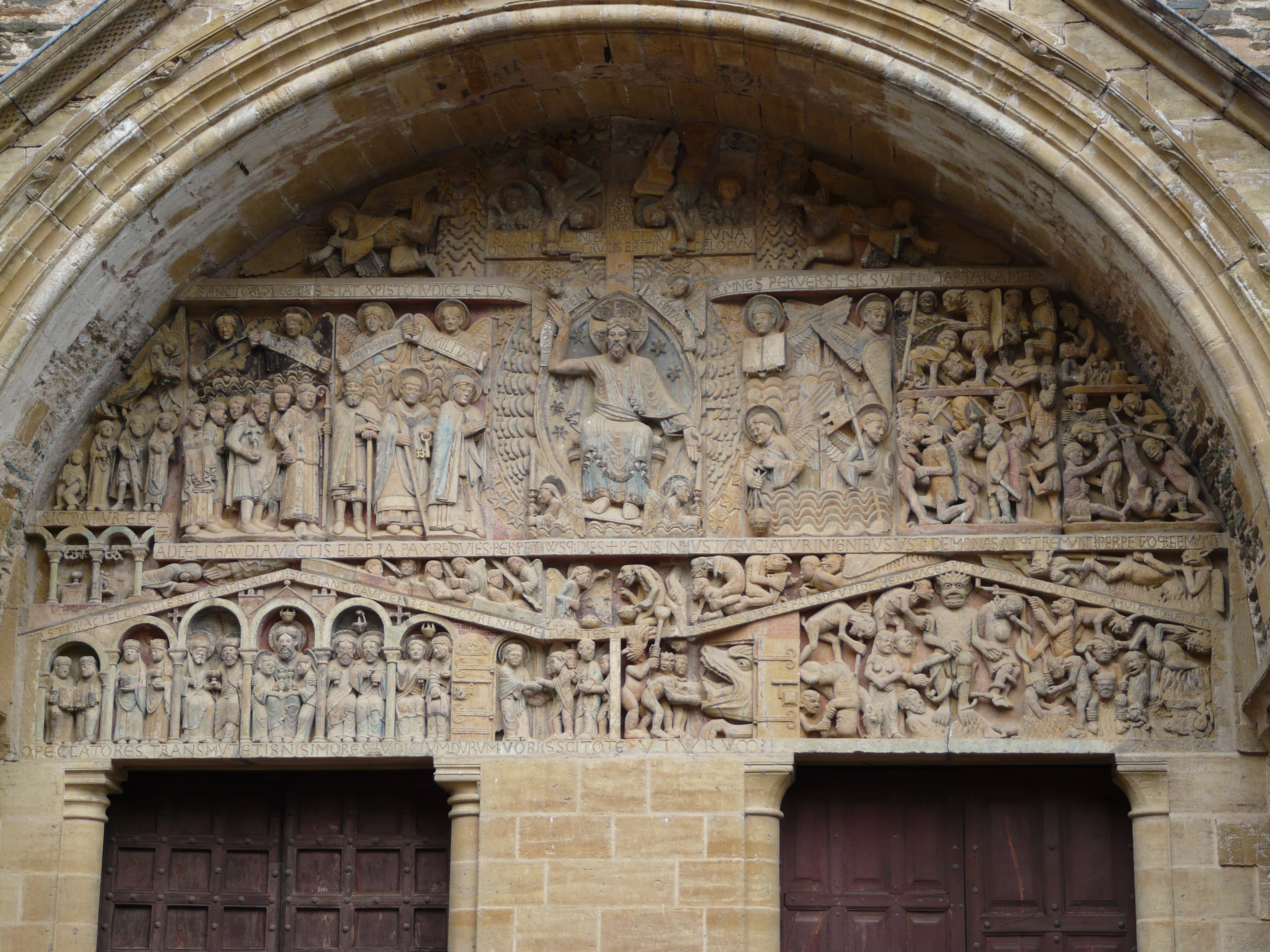
El tímpano de Sainte-Foy de Conques

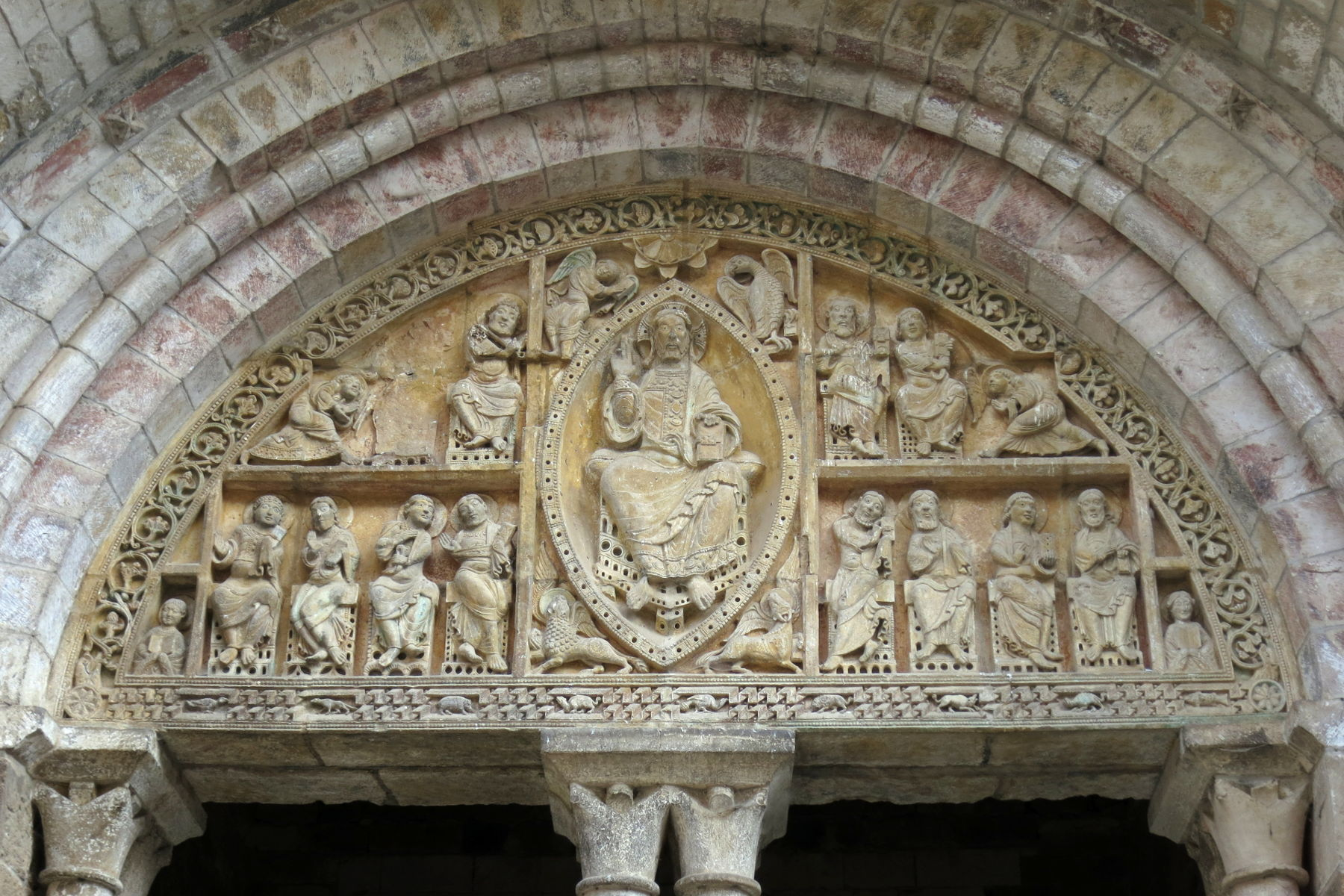
Tímpano de Saint-Pierre de Carennac
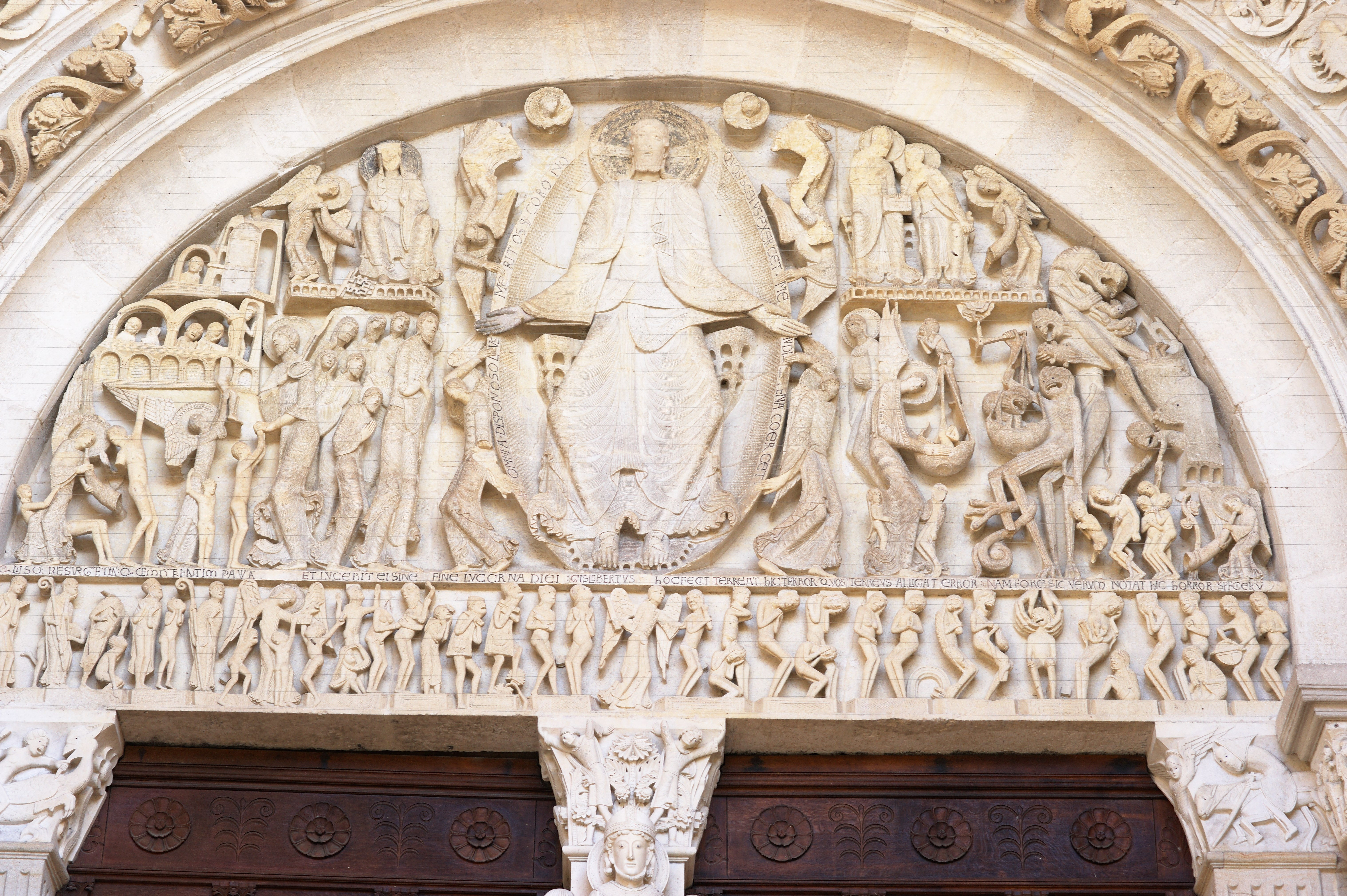
El tímpano de de la catedral de Autun
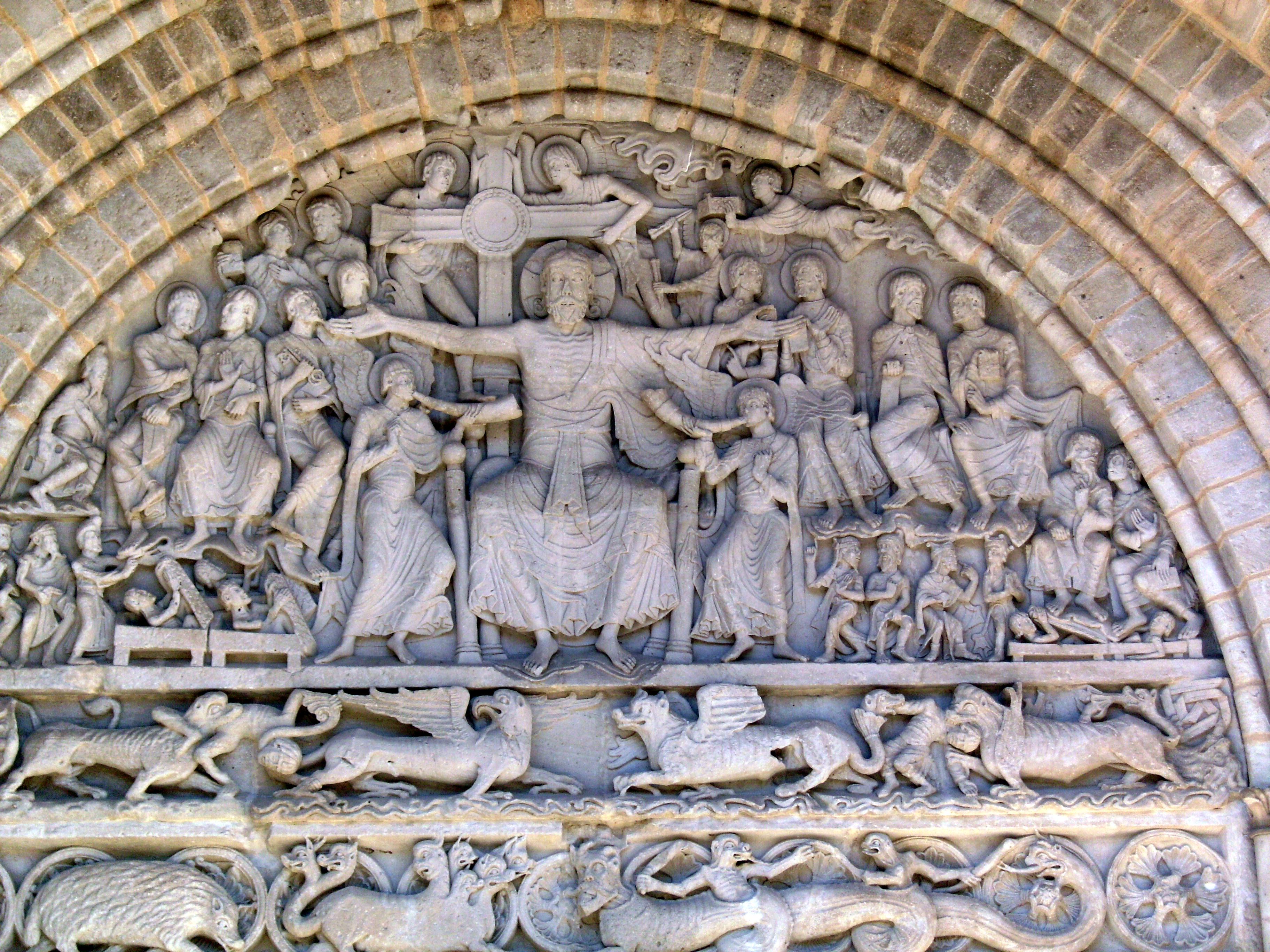
Tímpano de l'abbaye de Beaulieu-sur-Dordogne

El románico de Castilla y León fue rico en portadas artísticas, historiadas o con ornamentación geométrica y vegetal, empezando por las que se consideran como las más antiguas: la portada del Cordero y la portada del Perdón, ambas en la colegiata de San Isidoro de León. El tímpano del Cordero es el primero conocido del reino de León, conteniendo varias escenas escultóricas, está datado hacia el año 1100. Se representa el Sacrificio de Isaac con el cordero místico sujetado por dos ángeles y a ambos lados de otros dos ángeles portadores de los símbolos de la Pasión de Jesús. A la derecha se ve a Sara en la puerta y dos sirvientes que tomó Abraham, uno montado a caballo y otro que se descalza porque pisará un lugar sagrado. Abraham, también descalzo oye la voz que llega desde el cielo, simbolizada en la Dextera Domini. En el costado izquierdo se encuentran otras dos figuras del Génesis: Ismael con un arco y su madre Agar: «Y Dios estaba con el muchacho; y creció, y habitó en el desierto, y fue tirador de arco»  (Génesis 21:20). Estas representaciones de los personajes de Ismael con Agar sólo se dan en la península ibérica del siglo XI.
El otro tímpano del Perdón de esta basílica muestra tres relieves con las escenas de la Ascensión donde Cristo es ayudado por dos apóstoles a su subida a los cielos, en cuyo centro el Descendimiento es tratado con un gran realismo y a la derecha está la Resurrección con el sepulcro de Cristo vacío, guardado por un ángel y con las tres Marías. Estos temas realizados por el maestro Esteban, fueron muy extendidos por los escultores del Camino de Santiago que a su regreso lo llevaron a Francia.
En Santo Domingo de Soria se encuentra uno de los tímpanos más originales, cuatro arquivoltas de dovelas labradas coronan el frontón en el que se observa en su parte central el pantocrátor, con su mandorla oval y los cuatro evangelistas (tetramorfos), además de José y María completando la escena. La singularidad de este pantocrátor, es que es uno de los cinco únicos ejemplos en el mundo (todos en la península ibérica) de la iconografía románica llamada trinitat paternitas, es decir está representado Dios Padre con Cristo sentado sobre él.
Los arcos descargan sobre artísticos capiteles soportados por columnas adosadas que, a su vez, descansan en un banco corrido. En los capiteles se representan escenas del Antiguo Testamento, desde la génesis de la Tierra y los astros que pueblan el universo, hasta la creación de Adán de una figura de barro y la de Eva de una costilla de éste. En la arquivolta interior se representan los veinticuatro ancianos del Apocalipsis (dos por dovela), todos ellos llevando varios instrumentos musicales en actitudes de beatífica serenidad. La segunda arquivolta escenifica la matanza de los santos inocentes, cuyo responsable, Herodes, es aconsejado al oído por un demonio con alas. La tercera arquivolta exhibe una sucesión de eventos evangélicos, como la Asunción, la Visitación, la Anunciación, el Nacimiento de Jesús y la Adoración de los Magos, etc. Por fin, la última arquivolta contiene episodios de la Pasión y de la Resurrección. La fachada de Nuestra Señora de Poitiers sirvió posiblemente de modelo para la de Santo Domingo y es posible que fueran maestros de Poitiers los que intervinieron en su realización. Lo cierto es que este frontis, cuya portada se encuentra magníficamente conservada por haber dispuesto incluso hace poco de un tejado, representa uno de los mayores logros del románico español.

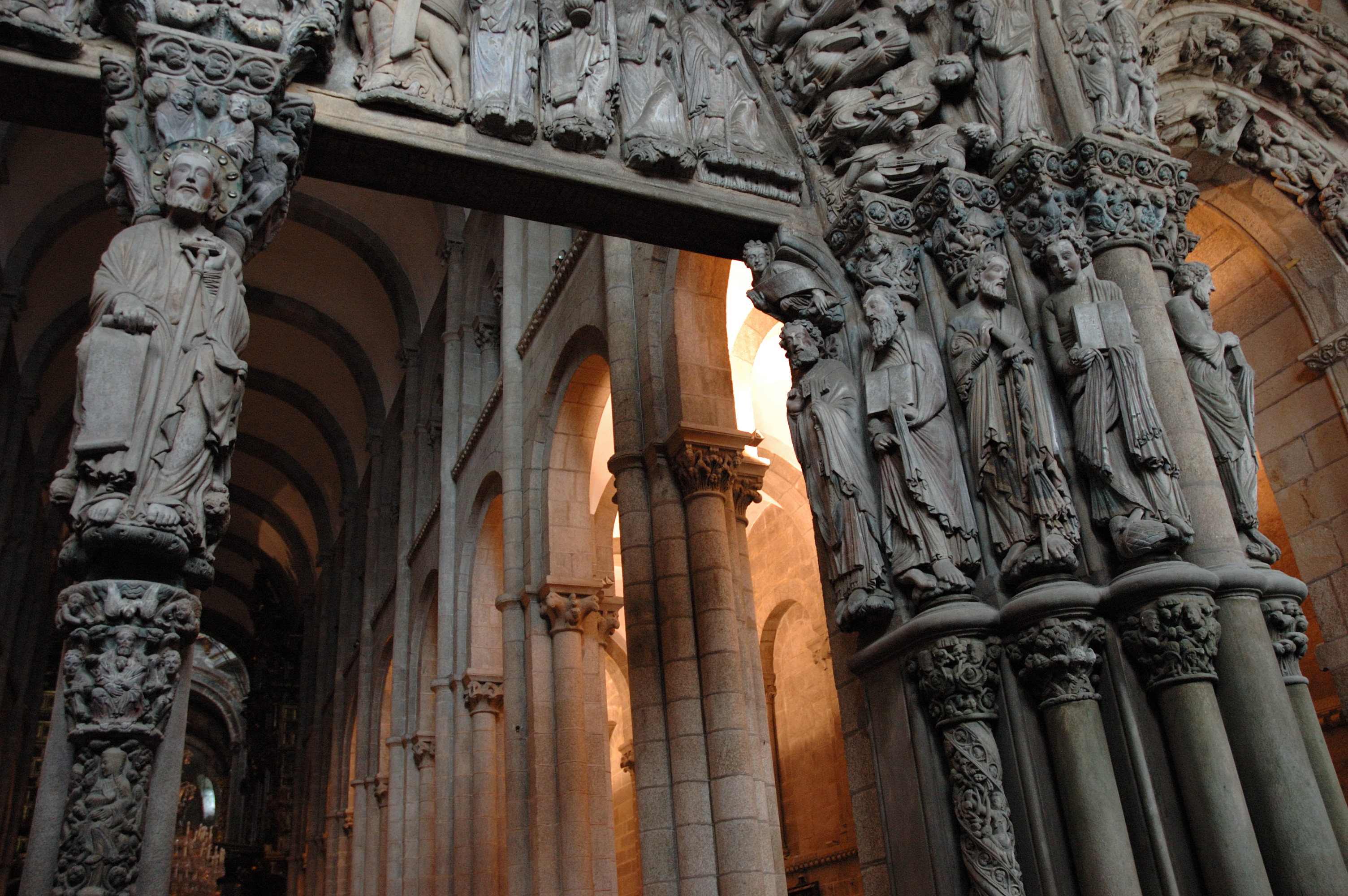
Pórtico de la Gloria en la catedral de Santiago de Compostela

La escultura románica tardía se ve en el pórtico y tímpano de la Gloria de la catedral de Santiago de Compostela donde el tratamiento en la figura humana es mucho menos rígido y con un estilo de transición del románico al gótico. Todo el pórtico está lleno de imágenes por el horror vacui (se encuentran doscientas esculturas). La obra fue realizada por el maestro Mateo y está presidido por la Maiestas Domini acompañada por el tetramorfo y rodeada por los ancianos del Apocalipsis. En el mainel hay una imagen del apóstol Santiago y haciendo de fuste de las columnas se encuentran el resto de profetas y apóstoles. El autor firmó la obra: «El año 1188 de la Encarnación del Señor el maestro Mateo ha dirigido la obra desde el principio».

Tímpanos románicos en España
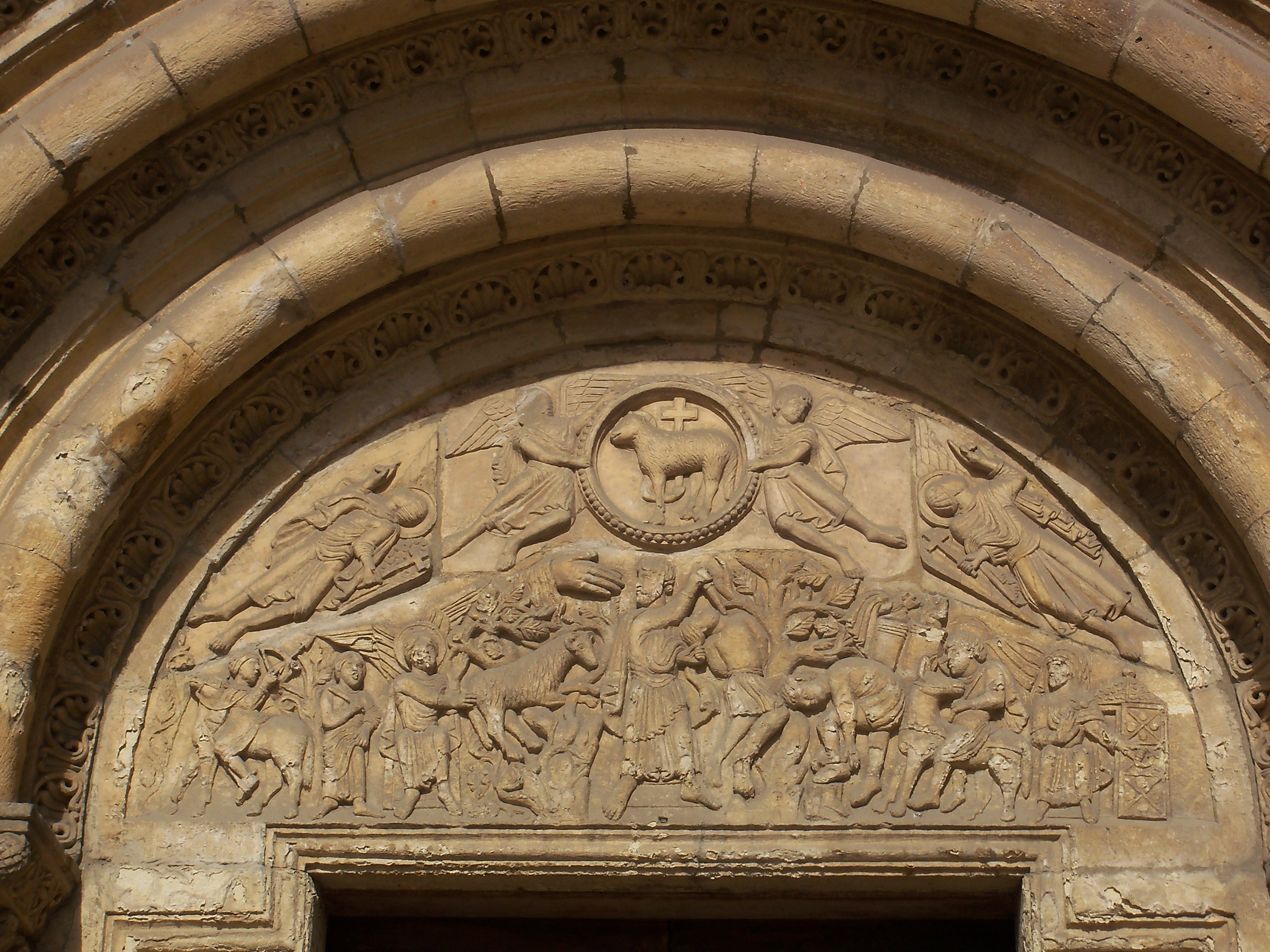
Puerta del Cordero en San Isidoro de León
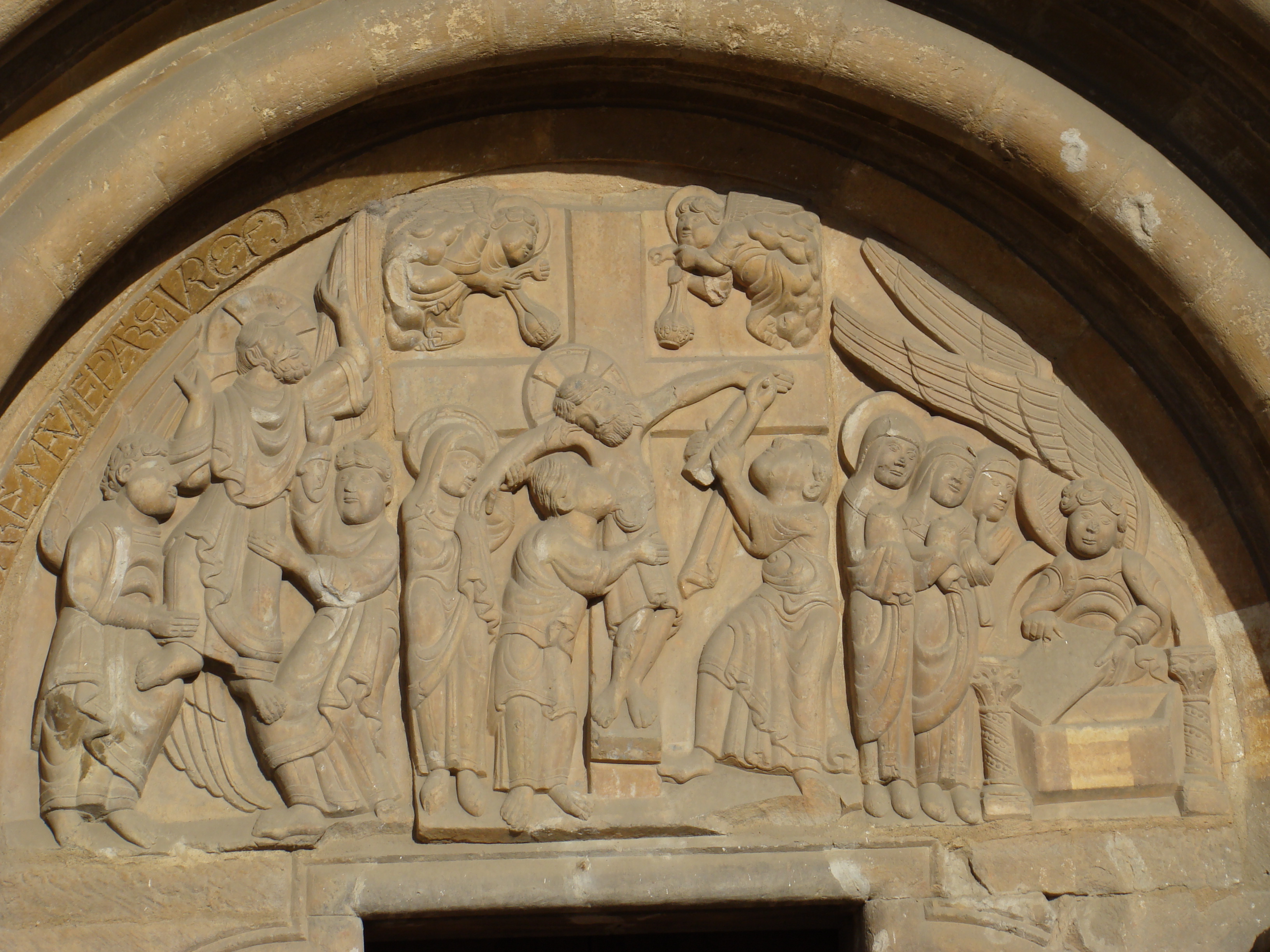
Puerta del Perdón en San Isidoro de León
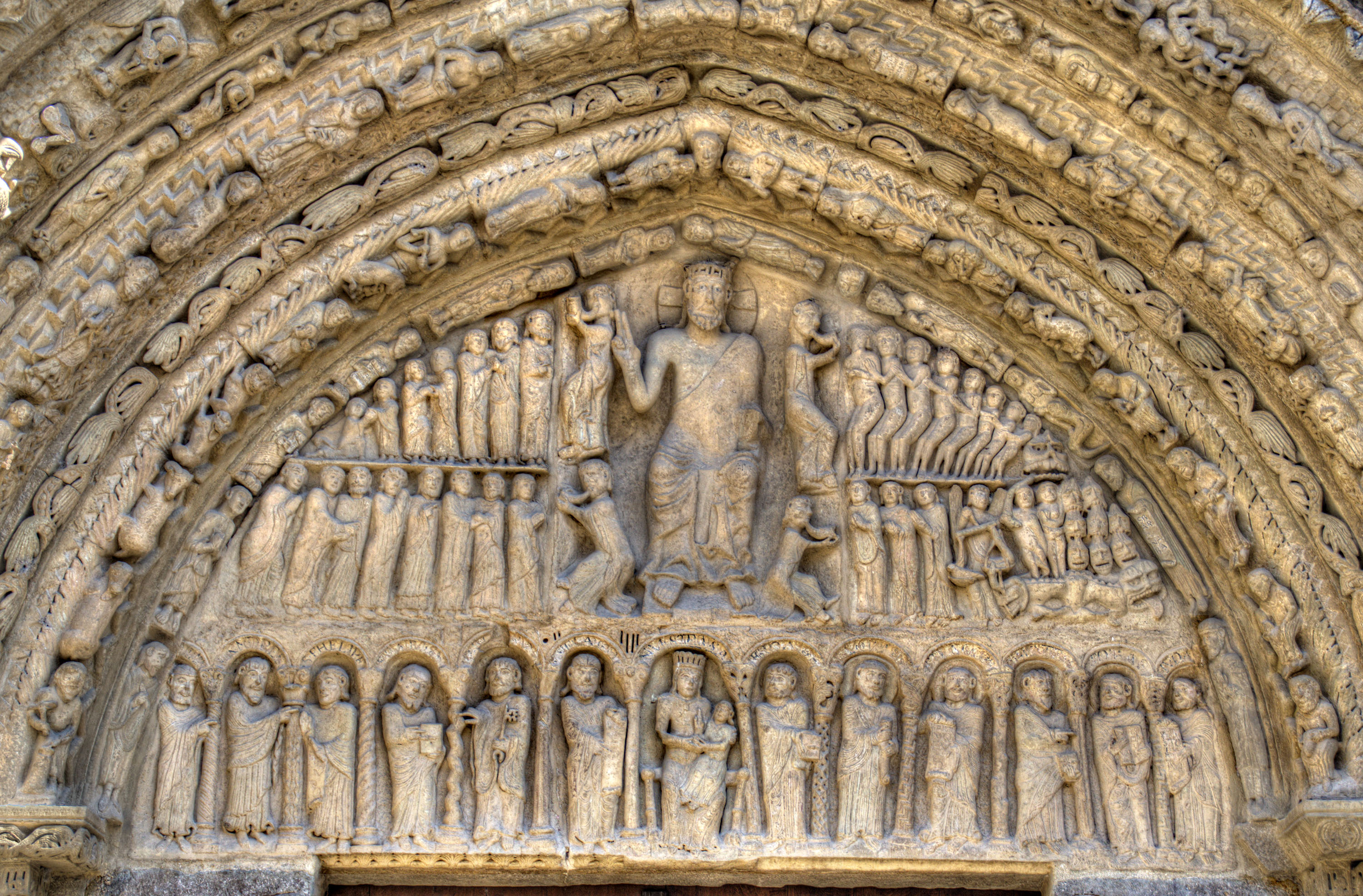
Tímpano de Santa María la Real, Sangüesa
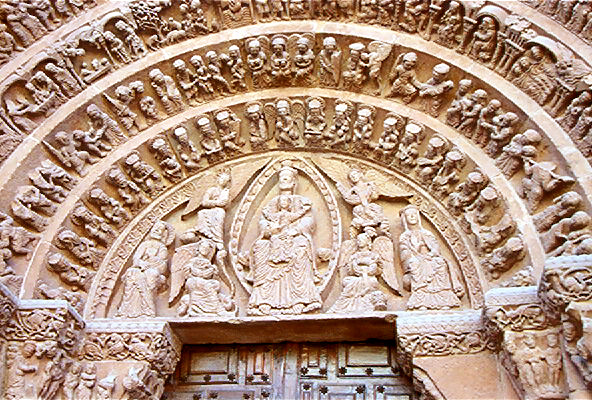
Tímpano de Santo Domingo de Soria

En Italia, se desarrollaron varias escuelas en las que la influencia de la antigua Roma estaba muy marcada. Una obra de finales del siglo XI fue la cátedra de mármol de la iglesia de San Nicolás de Bari (Bari), inspirada en modelos de obras romanas. Esta cátedra forma parte de una serie que se puede encontrar por la Campania, donde varios artistas se dedicaban a la decoración de los pórticos o elementos interiores de las iglesias. Estas cátedras o sitiales estaban por lo general apoyados sobre figuras de atlantes humanos, elefantes o leones y es normal encontrar estos mismos soportes bajo las columnas de los pórticos, estos pórticos fueron evolucionando hasta adquirir mayores dimensiones hasta convertirse en atrios grandes como en la catedral de Módena.
Dos grandes escultores románicos italianos destacaron Wiligelmo de Módena y Niccolò el primero en la llamada escuela de Emilia, fue un escultor muy expresivo con gran influencia de la Antigüedad, trabajó en la catedral de Módena, sus últimas figuras talladas en las jambas de las puertas ya se encontraban a un paso del nuevo arte gótico. Niccoló realizaba unos modelados de figura más suaves y aunque trabajó en varios lugares, sus obras más exitosas se encuentran en Ferrara y en Verona.
De todas las escuelas italianas la más influyente fue la de Lombardía, que se caracterizó por la exuberante decoración de los pórticos, llegando a cubrir fachadas enteras como la de San Miguel de Pavía, mezclando ornamentos vegetales, animales, monstruos y temas religiosos. En la Toscana el maestro Gulielmo trabajó en Pisa con un estilo relacionado con la escuela de Provenza. En sus fachadas, los pórticos están flanqueados por estatuas situadas en hornacinas al estilo romano y los dinteles se transforman en frisos continuos por toda la fachada. Esta escuela realizó arquivoltas muy ornamentadas talladas en forma radial.

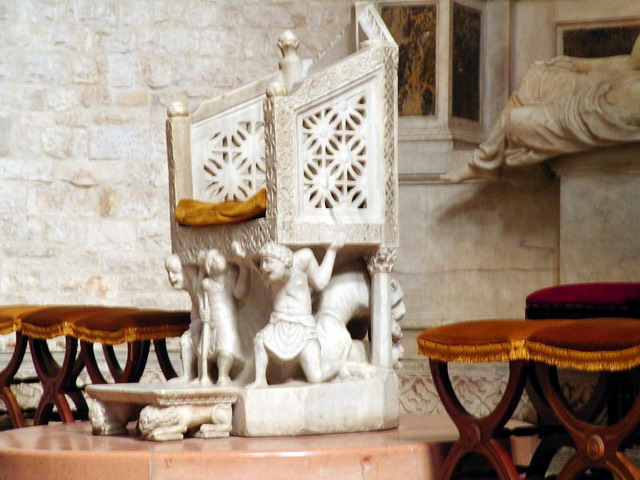
Cátedra del obispo (ca.1098) en Sant Nicolau de Bari
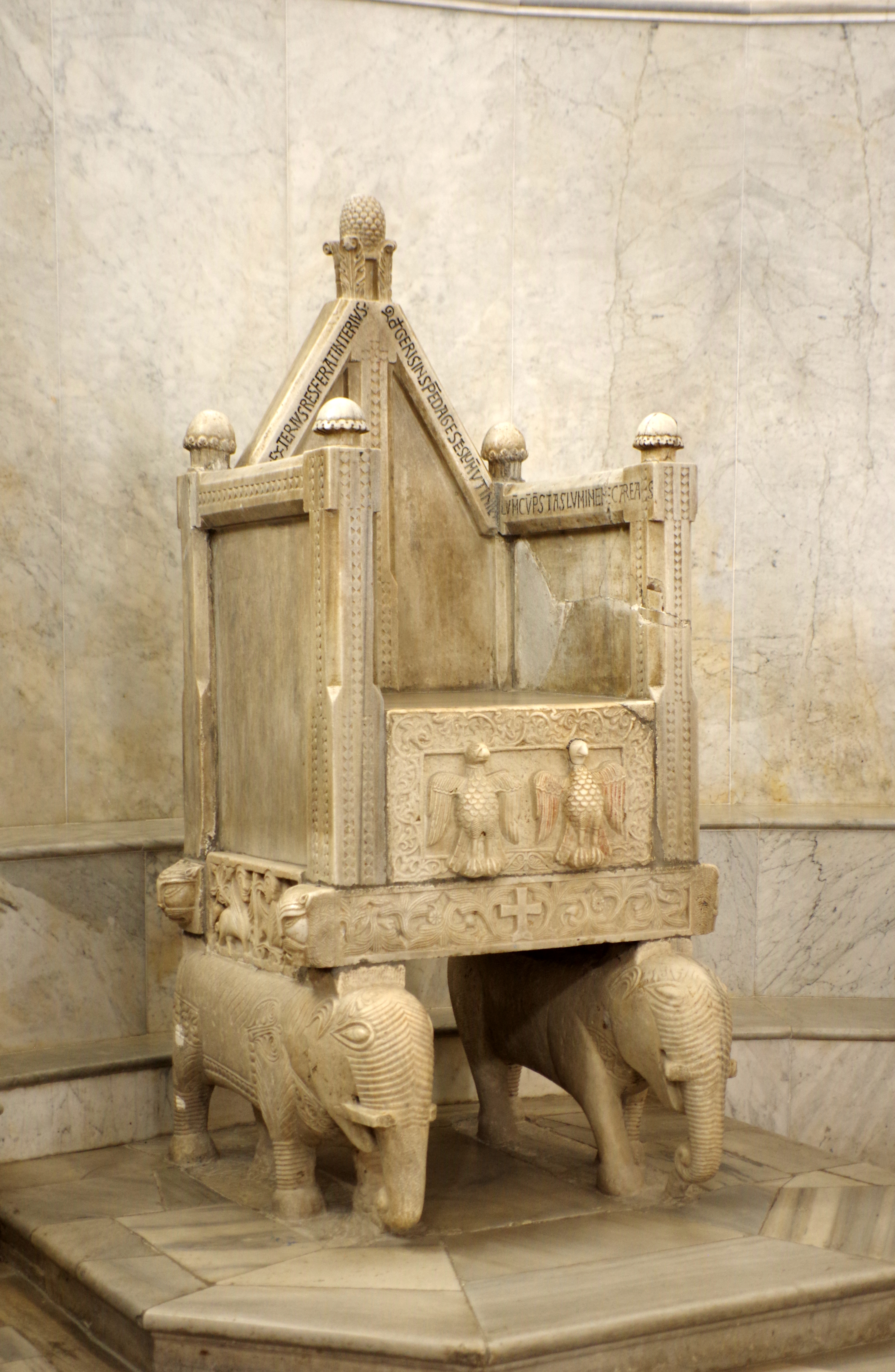
Cátedra de San Sabino
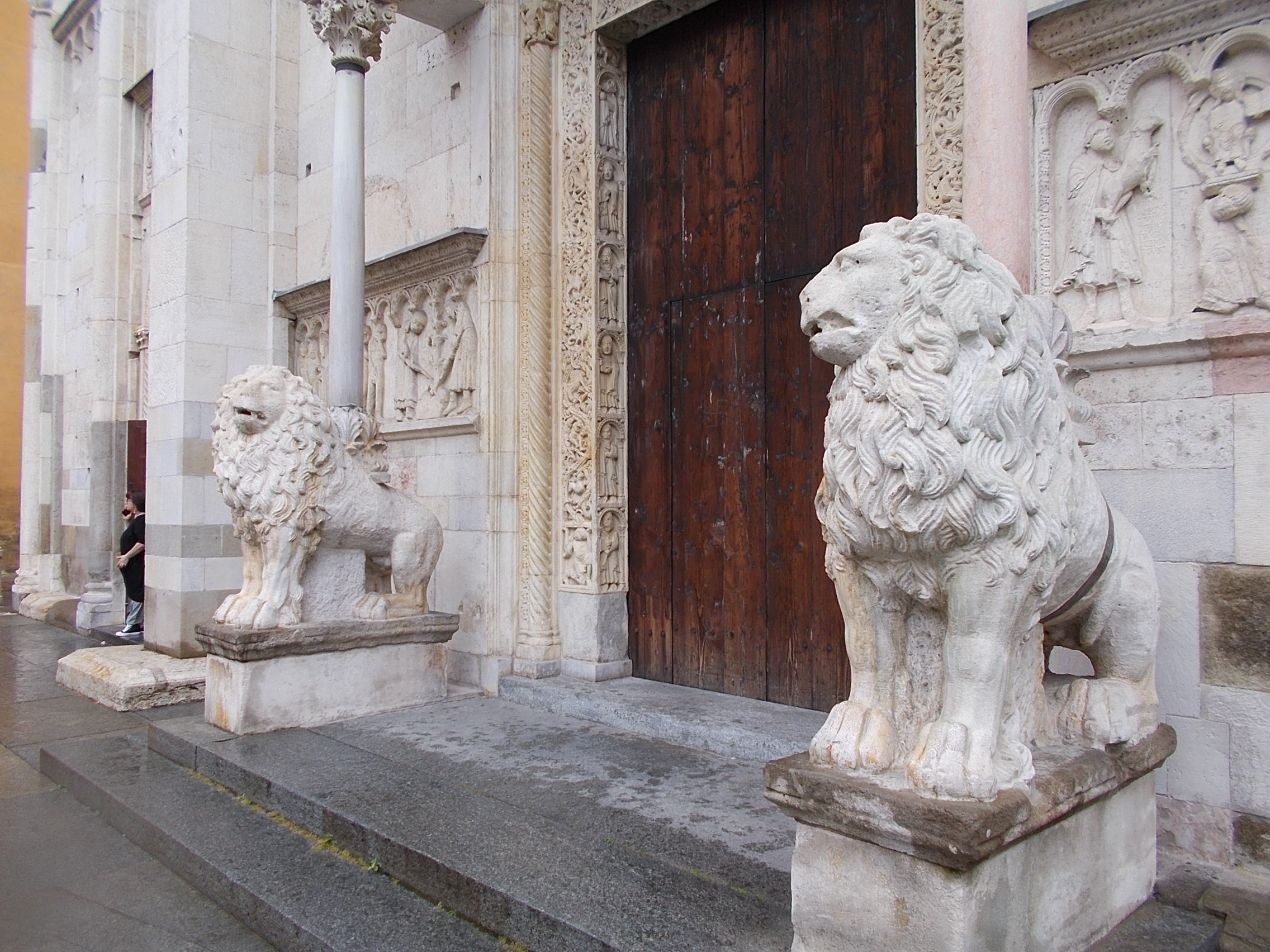
Leones estilóforos de Wiligelmo de Módena en la entrada de la catedral de Módena
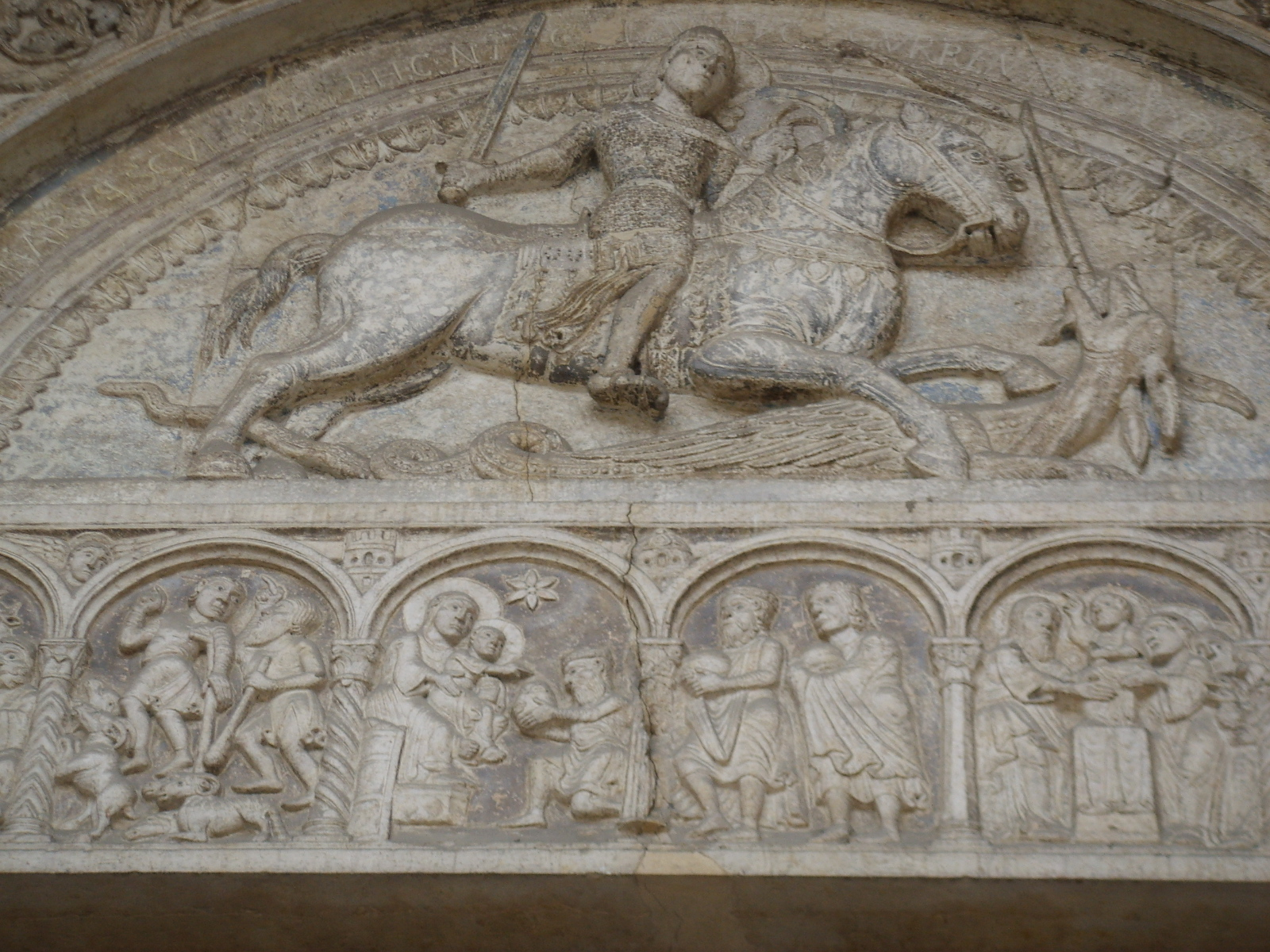
Detalle del tímpano en Ferrara por Niccoló

Este método fue adoptado rápidamente en Inglaterra, donde las dovelas radiales se convirtieron en una manera favorita de adornar los arcos, sistema que continuaron realizando durante todo el siglo XII. Las fuentes de la escultura románica inglesa fueron de Lombardía y del oeste de Francia, pero con las tradiciones locales con los estilos zoomorfos vikingos; en general, su escultura no fue monumental, sino realizada con pequeños detalles.

### Fachadas de triunfo

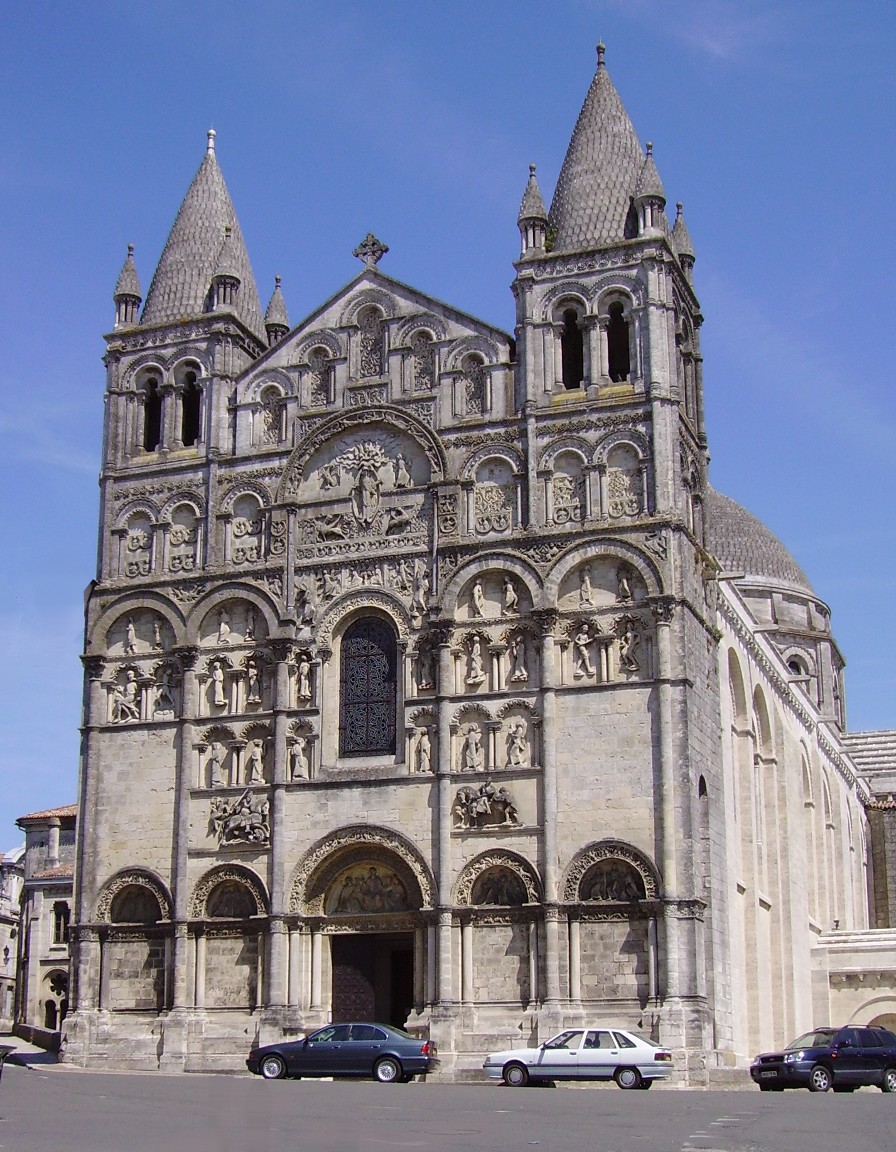
Fachada de la catedral de Angulema

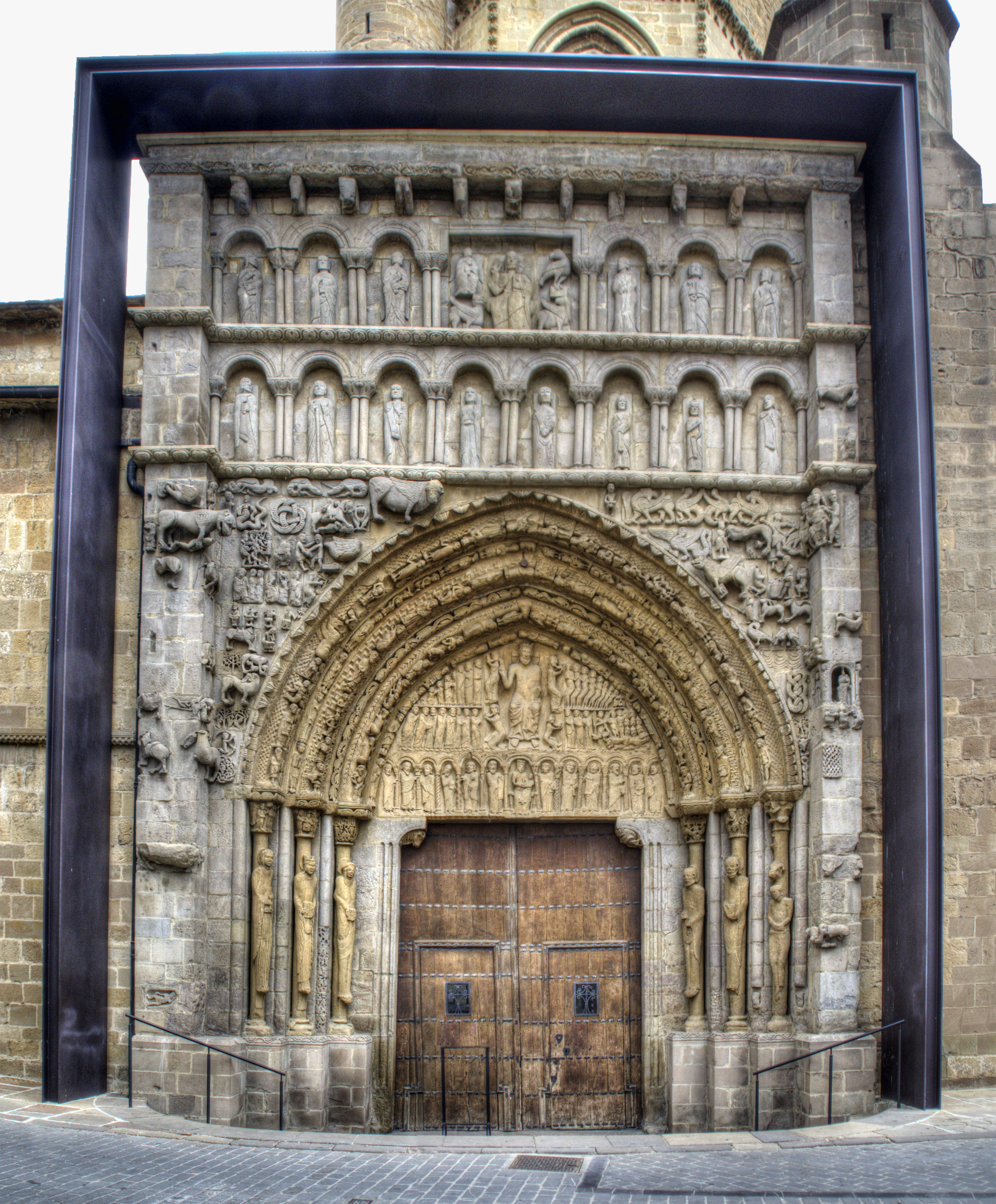
Portada de Santa María la Real de Zaragoza (la visera metálica es reciente para proteger la portada)

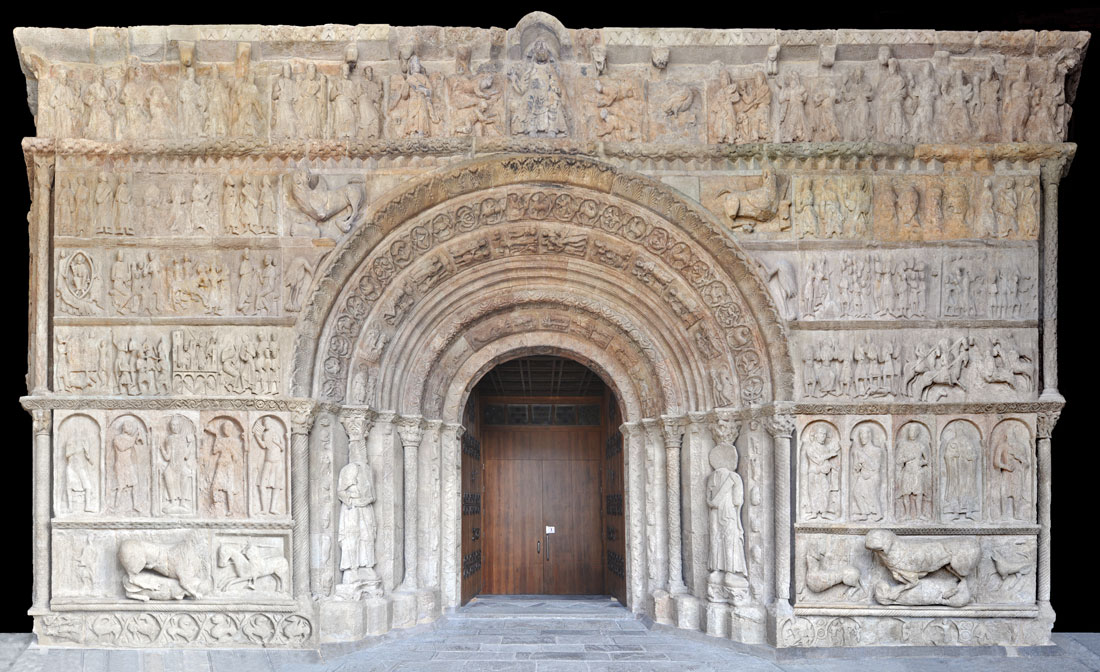
Pórtico del monasterio de Santa María de Ripoll

Las llamadas portadas esculpidas son las que se presentan como un arco de triunfo con composiciones lineales cubriendo toda la entrada. Poco después de 1100, estimulados por el redescubrimiento de la Antigüedad, la escultura románica del norte de Italia, de Toulouse y del noroeste de España, los escultores consiguen la conquista de la fachada para convertirla en una gran exposición de escultura monumental en distintas formas. Un ejemplo especialmente vistoso, a pesar de las numerosas restauraciones que ha tenido desde la Edad Media, es la fachada de la catedral de Angulema, que reproduce una visión escatológica distribuida en todo el frente.
El frente de la abadía de Saint-Gilles puede ser considerado un verdadero «libro de piedra», dirigido a los fieles, a menudo analfabetos en el momento de su construcción. Hecha por monjes de la abadía entre 1120 y 1160, la fachada sigue siendo una reconocida obra maestra del arte románico de la Provenza. La decoración de la fachada está formada por tres portadas, la central mayor que las laterales. El portal izquierdo presenta una Adoración de los Magos en el tímpano y la Entrada en Jerusalén en el dintel; el portal central tiene representado a un Cristo en Majestad en el tímpano y en el friso inferior, que se extiende por los muros laterales, entre las puertas, se encuentran varias escenas relativas a la Pasión; el portal derecho tiene una Crucifixión en el tímpano, y debajo, varias escenas relativas a episodios posteriores a la Resurrección de Cristo (Noli me tangere, Santas mujeres en el sepulcro, Aparición a los apóstoles…). Entre las tres puertas se sitúan una serie de columnas recuperadas de la época romana, y entre ellas, varias figuras de grandes dimensiones: San Miguel, Los doce apóstoles y la Lucha de ángeles y demonios. En la parte inferior, junto al suelo, hay personajes del Antiguo Testamento, además de escenas no religiosas. Los elementos arquitectónicos de decoración están inspirados en el arte antiguo: capiteles corintios, base acanalada, óvalos y centauros.
La observación de la Antigüedad se une a la iconografía románica visionaria en la portalada occidental de la  iglesia de San Trófimo de Arlés, que, frente a la fachada de la iglesia, combina el tema de la visión apocalíptica con la del Juicio Final, y su estructura de arquitectura da gran relieve a los arquitrabes y al friso, así como a la columnata que sirve de marco para las grandes estatuas. El portal de San Trófimo de Arlés llega a su desarrollo románico alrededor de 1190 y sobre él se aprecia el curso seguido por los escultores en busca de una representación monumental de la fachada triunfal. Con la magnífica fachada de la abadía de Saint-Gilles, es una de las mejores colecciones de arte románico tallado en la Provenza. El porche incluye una variedad de elementos decorativos: pilastras estriadas, capiteles con hojas de acanto, frisos griegos, tiras de hojas de palmera, bajorrelieves adornados con volutas. El orden del portal se inspira en el arte antiguo, y evoca un verdadero arco de triunfo romano que se abre a la abadía. La influencia del arte antiguo, especialmente la de sarcófagos paleocristianos, se encuentra al estilo de figuras y motivos florales de la decoración. Los motivos decorativos determinan temas relacionados con el Antiguo Testamento, así como las bestias salvajes y criaturas malignas que se asocian a los dos patrones de la catedral: san Esteban y san Trófimo. La estructura general es similar a la de Saint-Gilles, pero aquí se ha reducido a una única puerta.

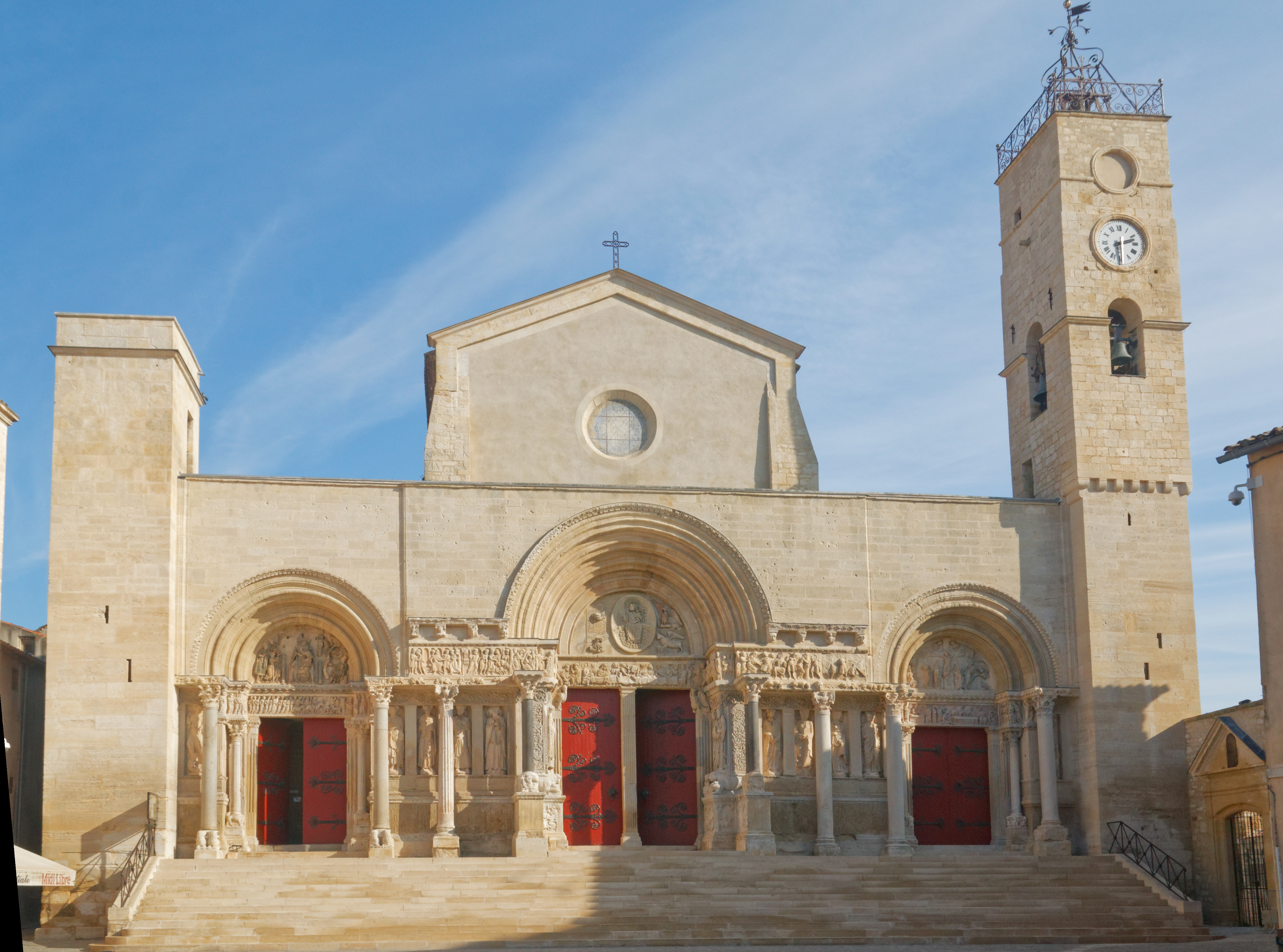
Pórtico con las tres puertas de la iglesia de la abadía de Saint-Gilles
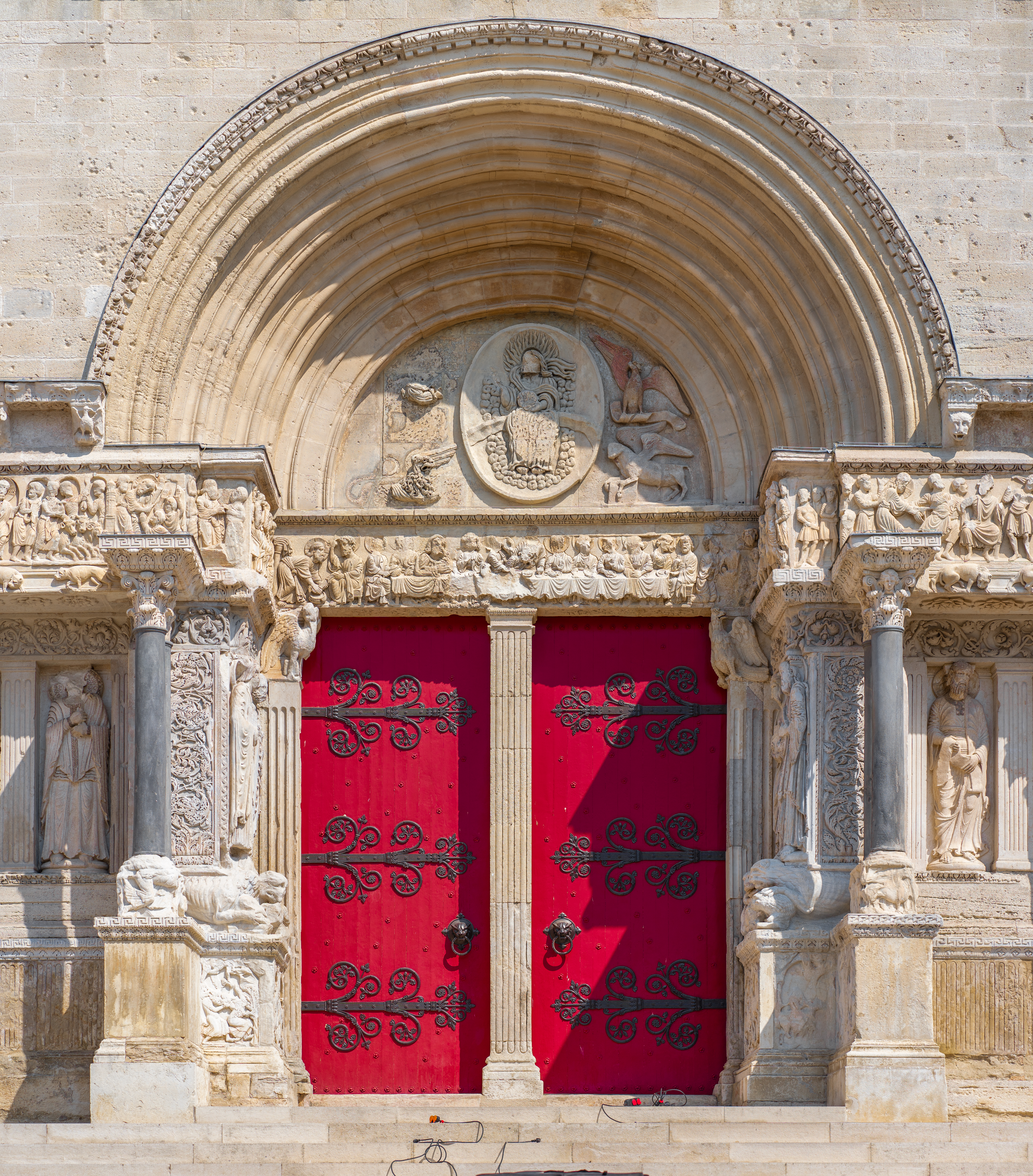
Portada central de Saint-Gilles
Portada izquierda de Saint-Gilles
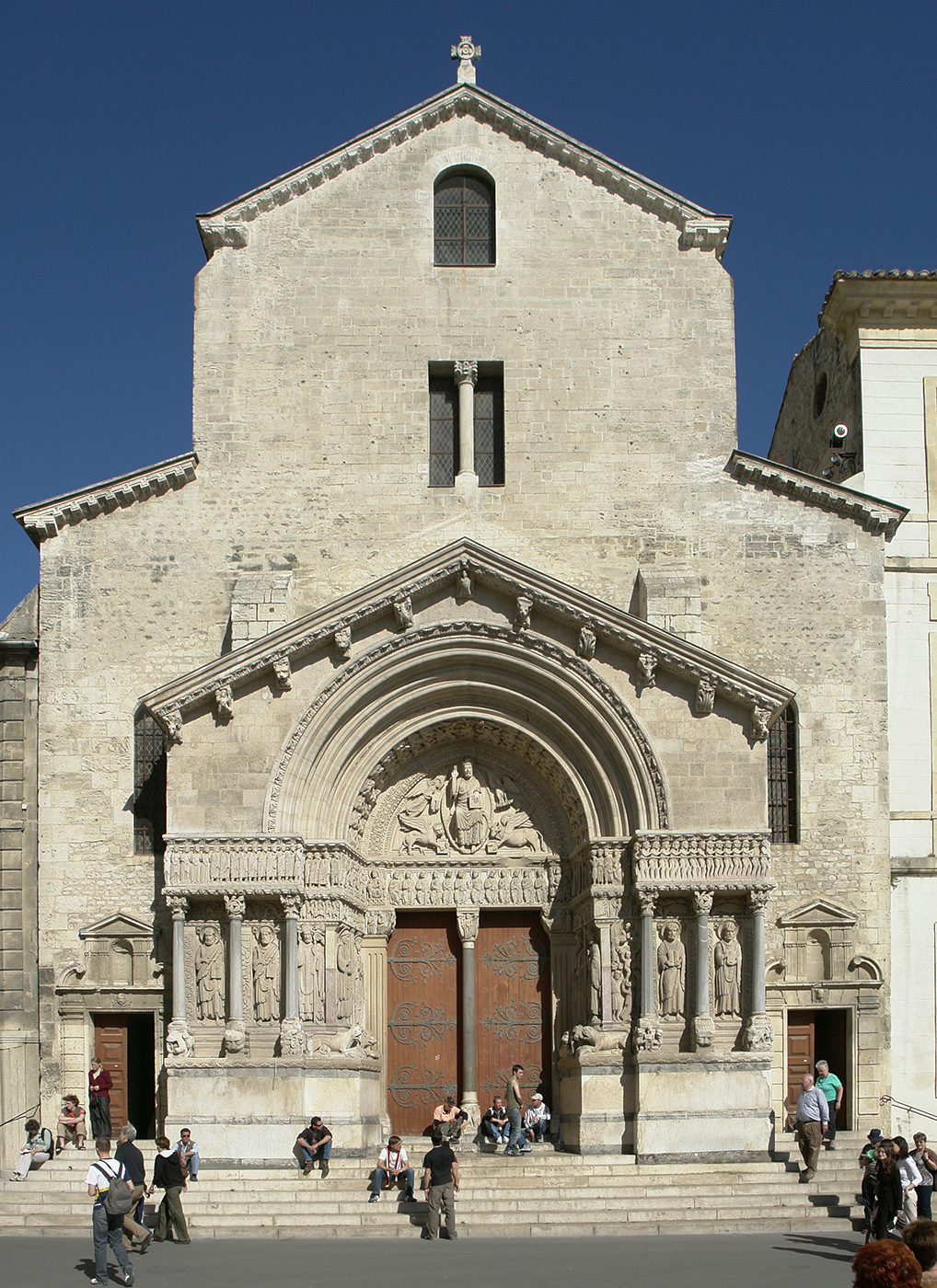
Fachada de la  iglesia de San Trófimo de Arlés
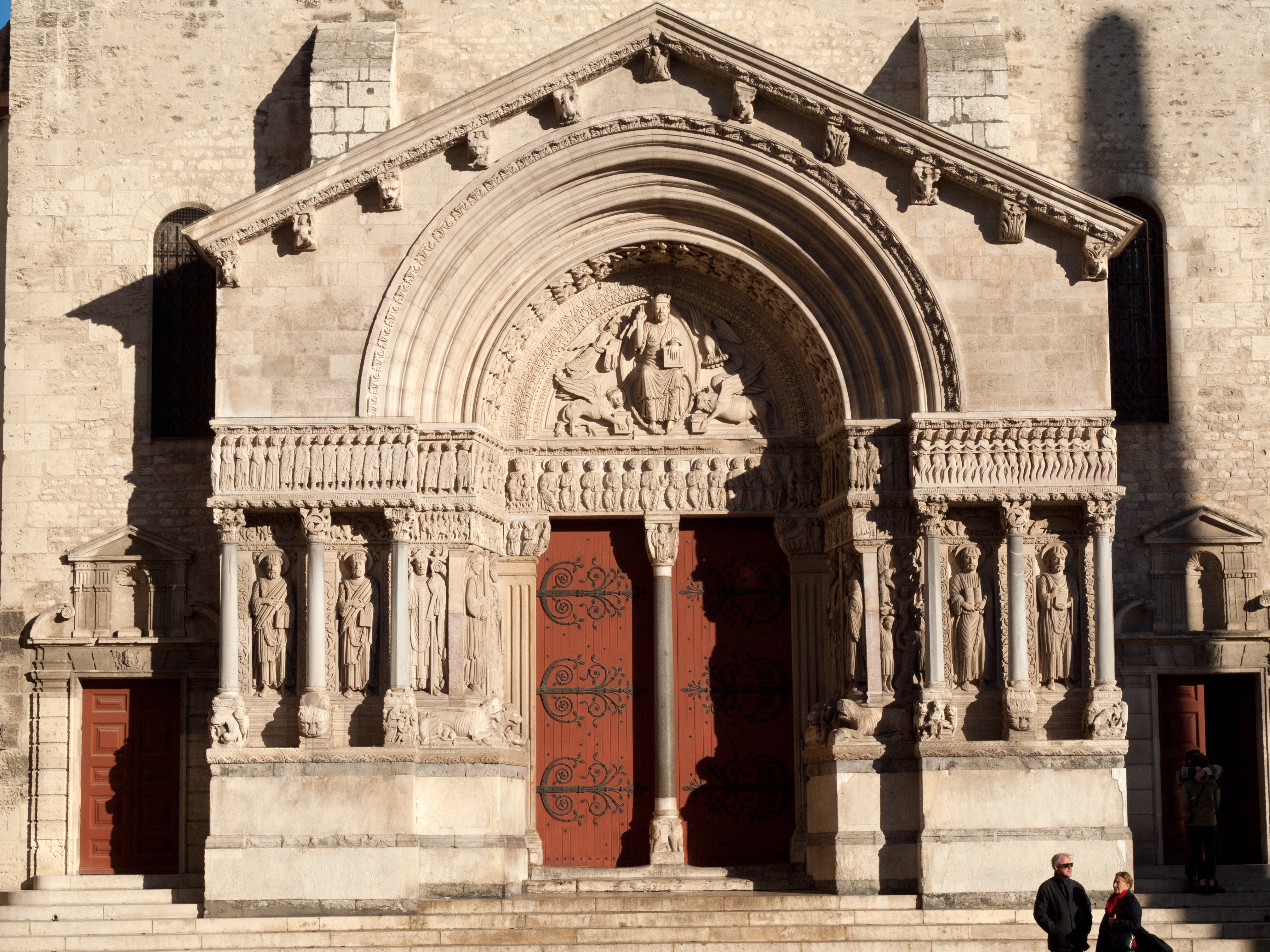
Portada de San Trófimo
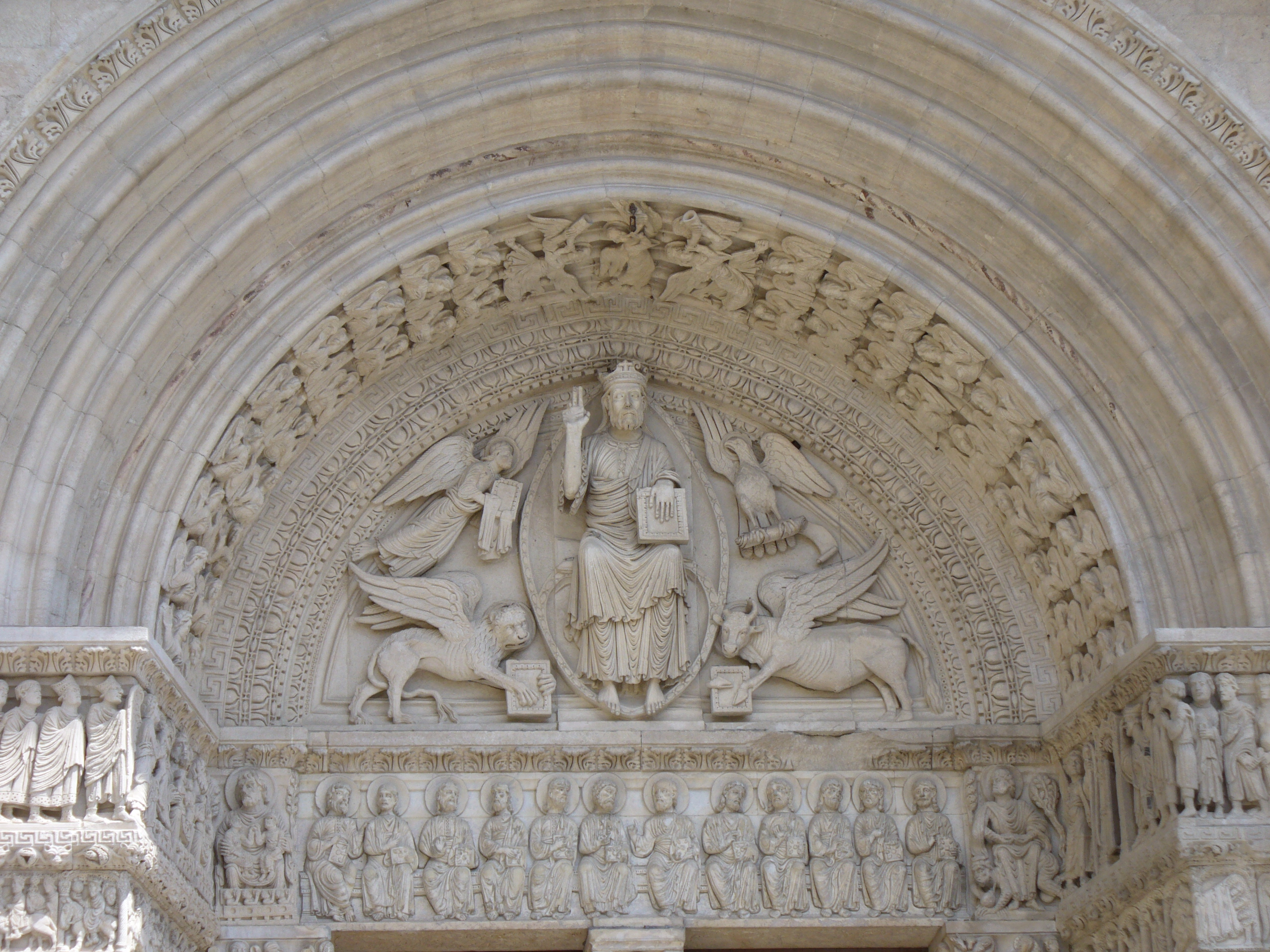
Tímpano del portal occidental de San Trófimo

Las columnas-estatuas en el portal de Santa María la Real de Zaragoza, constituyen una de las obras más interesantes y complejas del arte medieval navarro, además de representaciones religiosas, existen múltiples relieves de gran simbolismo. Han sido consideradas como inspiradas en la escultura de Chartres, sea directa o a través de la corriente de la escuela de Borgoña, por sus proporciones alargadas y la verticalidad de los estrechos pliegues de las vestimentas.
El pórtico de Santa María de Ripoll es una fachada realizada como un arco de triunfo romano y tiene una gran profusión decorativa con escenas del Antiguo Testamento, trabajadas por escultores anónimos, siguiendo los relatos de una Biblia que se conserva en el mismo monasterio. La fachada se adosó sobre la anterior del monasterio de Santa María de Ripoll, hacia mediados del siglo XII, para decorar la entrada principal de la iglesia, siendo uno de los ejemplos más monumentales, en cuanto a la decoración escultórica, en el ámbito románico catalán vinculado a la escuela de Toulouse de Languedoc.
Se ha establecido un punto de relación entre el arte realizado en Ripoll y el de Toulouse, por el estudio de los relieves y de las estatuas de las columnas así como de los pliegues de la ropa, llegando a proponer un cierto acercamiento con el arte del maestro Gilabert o su taller, también parece acercarse al estilo de las esculturas del portal norte de Grossmünster de Zúrich, quizá por el parecido de ambas con un origen italiano. Queda demostrado que los constructores conocían bien los arcos de triunfo, por la composición del frontón con el coronamiento final de un friso continuo y el conjunto decorativo a dos niveles superpuestos y enmarcados con un escalonamiento de siete franjas o registros horizontales y unas columnas situadas en las líneas laterales.

## Capiteles
Los capiteles son una de las muestras más importantes de la escultura románica y conducen a un mundo rico en simbología. La piedra esculpida era, en muchas ocasiones, un eficaz vehículo de comunicación entre la iglesia y los fieles y con su impacto visual ayudaba a convertir los templos en «el reino de Dios en la tierra» Así, los artesanos escultores tenían la misión de instruir con sencillez y emocionar con su arte. Los capiteles, con profusión de temas y donde el artista tenía más libertad creativa, cumplían plenamente estas funciones.
La escultura románica estaba integrada en la arquitectura formando un todo, siendo las portadas y los capiteles dos claros ejemplos. El escultor, por tanto, debía albergar su obra en espacios reducidos aprovechando la piedra al máximo. Esta «exigencia» provocaba que la escultura no se preocupara por representar imágenes fidedignas de la realidad y a menudo aparecen figuras desproporcionadas, aplastadas, contorsionadas u ocupando varias caras de los capiteles.
La falta de espacio era una de las razones de ese «antinaturalismo» que caracteriza a la escultura —y también a la pintura— del románico. Pero no la única: el objetivo principal del artista no era el tratamiento proporcionado y fidedigno de las figuras, sino su valor simbólico y el contenido del mensaje que querían transmitir al espectador. Esta forma de entender el arte propio del románico deriva de un concepto clásico, el neoplatonismo, una creencia que defendía que el mundo natural tan sólo era una apariencia que escondía la realidad verdadera y trascendente de Dios. Difundido por San Agustín, el neoplatonismo tuvo una influencia decisiva en la configuración del arte medieval.
La creación del hombre, el pecado original, la natividad o el juicio final son algunos de los temas representados en lo que se conoce como capiteles historiados. Pero sin duda, lo que más llama la atención es el rico, y a veces fantasmagórico, repertorio del bestiario medieval. Procedente del mundo clásico, romano de Oriente y persa, el cristianismo lo hizo suyo atribuyendo virtudes o pecados a los diferentes animales reales o fantásticos que formaban parte.
Así, entre los animales que representaban al bien se encontraban las aves, a menudo comparadas con el alma que se eleva hacia el cielo, el león o el grifo. Al otro lado de la balanza, el mono —caricatura grotesca del hombre—, la serpiente —símbolo universal del pecado—, la liebre y el conejo —por su fertilidad— el jabalí y el chivo. Dragones, arpías, basiliscos, sirenas y centauros completaban el repertorio de bestias enemigas del hombre y de Dios.

### SigloX

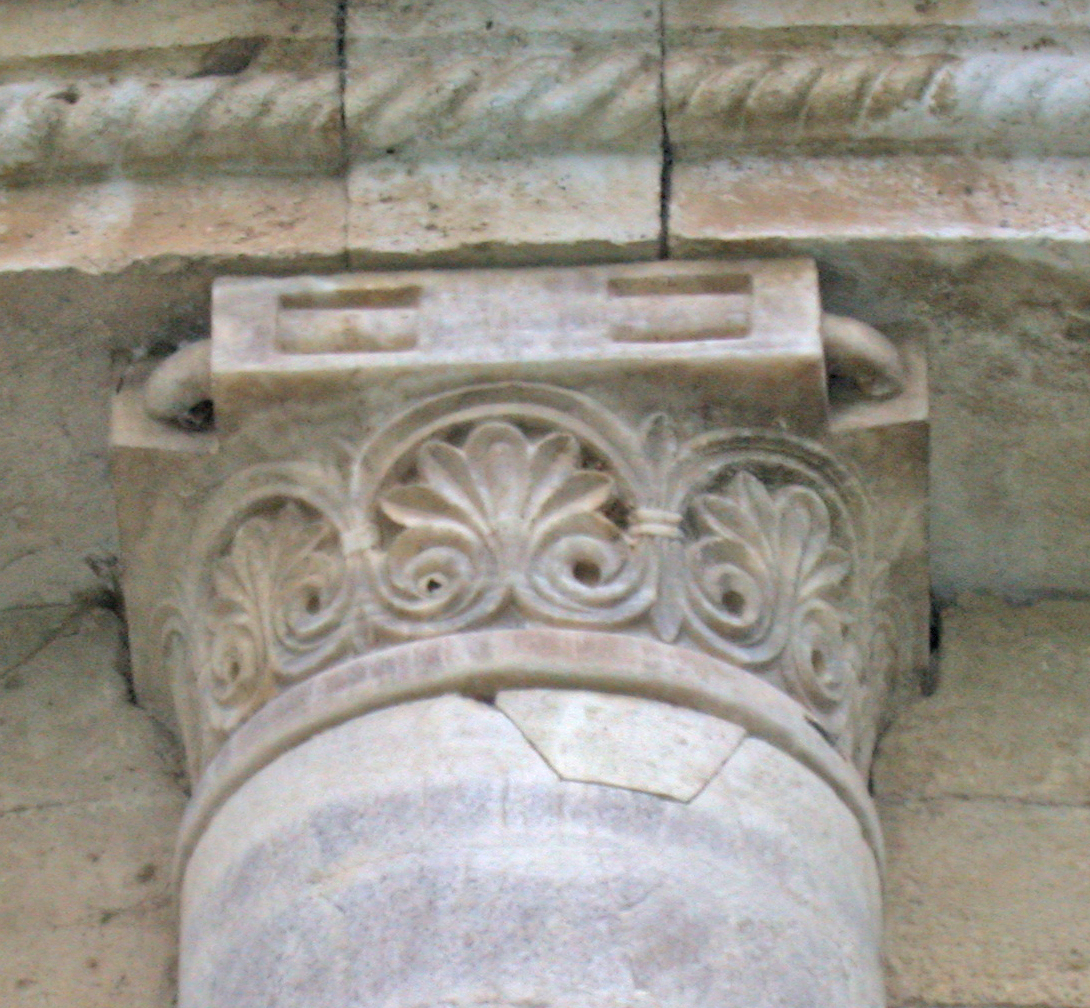
Capitel con decoración básica en la abadía de Sant'Antimo (Siena)

En la segunda mitad del siglo X, la decoración arquitectónica de los edificios religiosos era por regla general muy simple. Alguna placa en relieve decorado, impostas con molduras y algunos capiteles vueltos a utilizar de los períodos anteriores. En los grandes edificios se colocaban pilares rectangulares de gran tamaño como elementos de separación entre la nave y los pasillos laterales, por lo que era muy difícil encontrar grandes capiteles, puesto que sólo se colocaban en columnas más pequeñas para iglesias más pequeñas o criptas. Las primeras experiencias en la talla de capiteles representaron uno de los aspectos esenciales en el paso a la escultura románica monumental durante la primera mitad del siglo XI.
En el norte de Italia, los primeros capiteles con poca ornamentación se encuentran en criptas y deambulatorios como en la abadía de Sant'Antimo en Montalcino (Siena) y la Basílica de Santo Stefano de Verona. Durante la segunda mitad del siglo XI (cerca de 1038 en la catedral de Caorle) un grupo de capiteles se caracteriza por la imitación fiel y directa de los modelos antiguos corintios que se observan en las basílicas del Adriático, entre Venecia (Sant Nicolò en el Lido) y Trieste (catedral de San Giusto). Esta tendencia continúa en el deambulatorio de Tournus e Issoudun, antes de finales de siglo X, así como en la catedral de Clermont-Ferrand de Auvernia.

### SigloXI
Las hojas de acanto se tallaban y se representaban junto con volutas que se curvan hacia atrás en las esquinas y en las caras de los capiteles. Casi al mismo tiempo, en el sur de Francia y Cataluña, hubo una búsqueda de los medios técnicos para resolver el problema de adaptar los motivos utilizados en los relieves (entrelazados, palmetas y rosetas) a las superficies del capitel. Desde el final del primer tercio del siglo XI en la abadía de San Filiberto de Tournus y Sant Pere de Roda, aparecieron una serie de capiteles sobre imágenes corintias que mostraban el relieve superficial prerrománico dando paso al biselaje y con ranura de profundidad. Un segundo grupo de capiteles con proporciones más cercanas a las formas cúbicas muestran dibujos como cestas con follaje: San Pedro de Roda, Santa Fe de Conques y Aurillac. Vínculos con el trabajo previo de relieves románicos aparecen con mayor claridad en los capiteles esculpidos en la iglesia de Sant Martí del Canigó en Conflent, datados de comienzos del siglo XI.

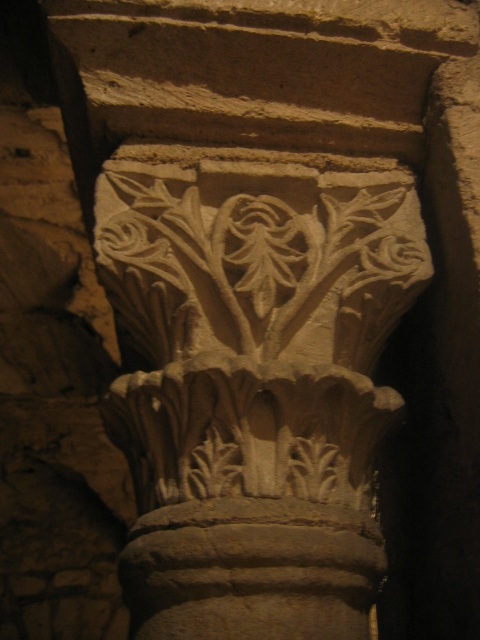
Capitel con vegetación en la abadía de San Filiberto de Tournus
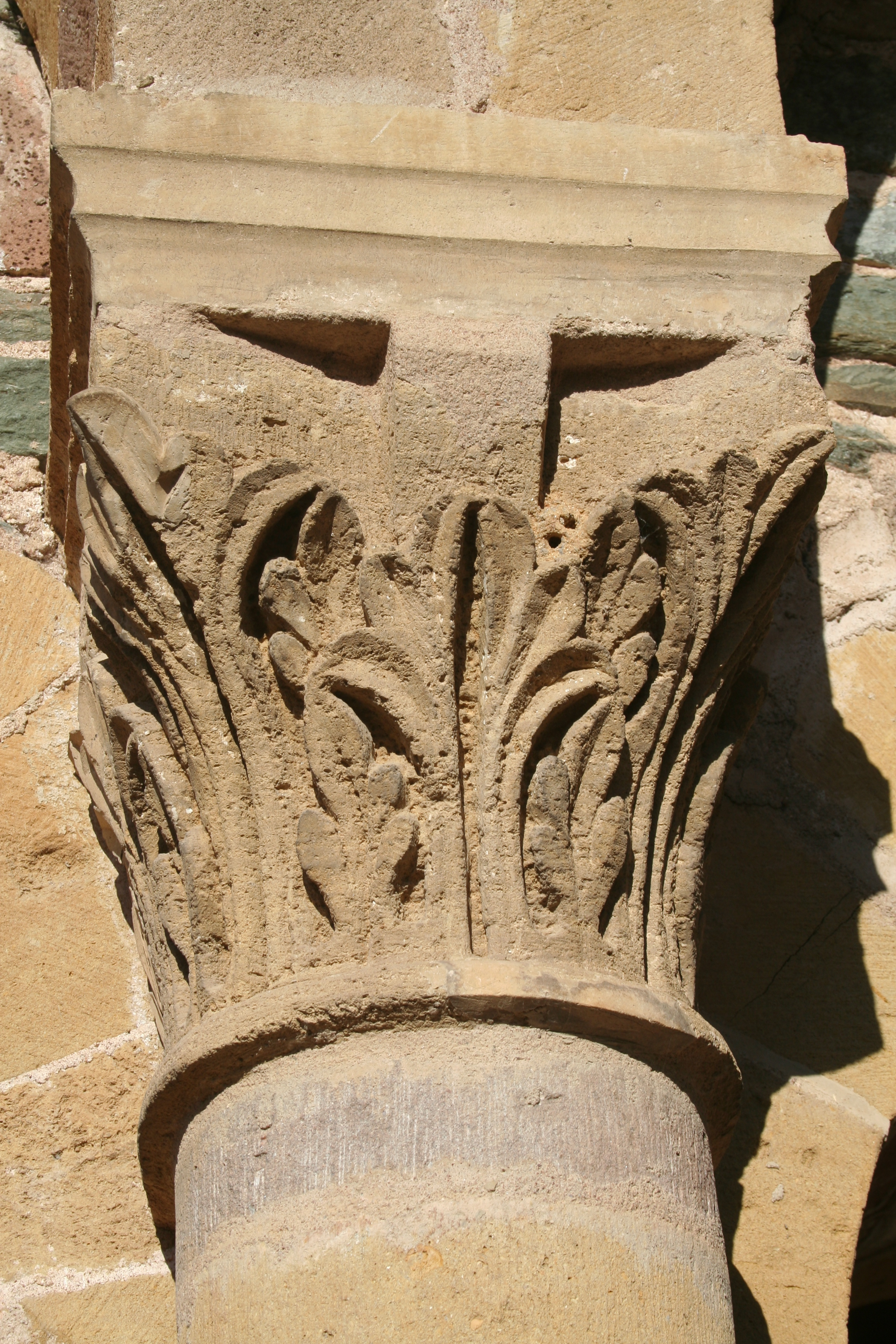
Hojas de acanto en Santa Fe de Conques
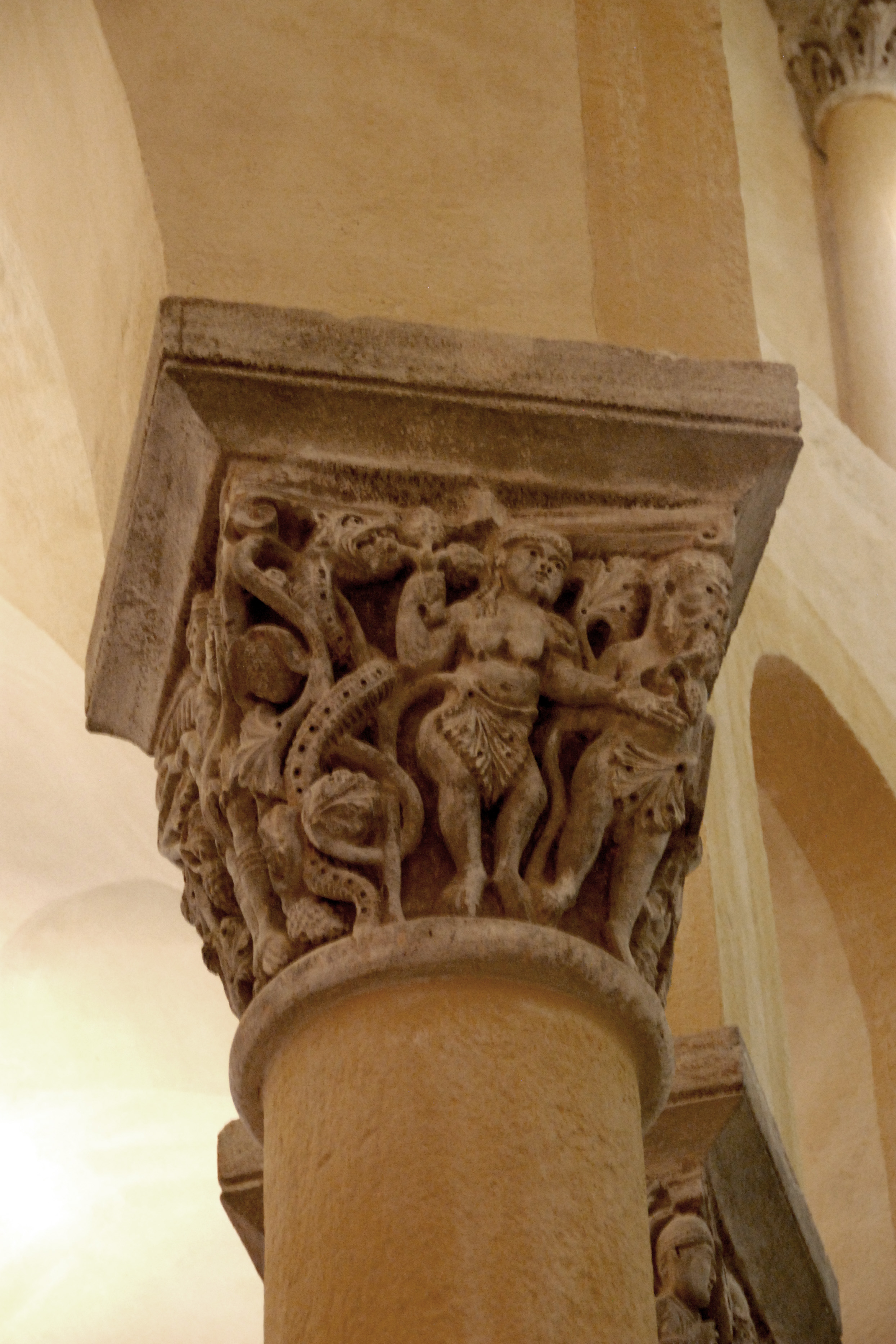
Adan y Eva en la basílica de Nuestra Señora del Puerto Clermont-Ferrand
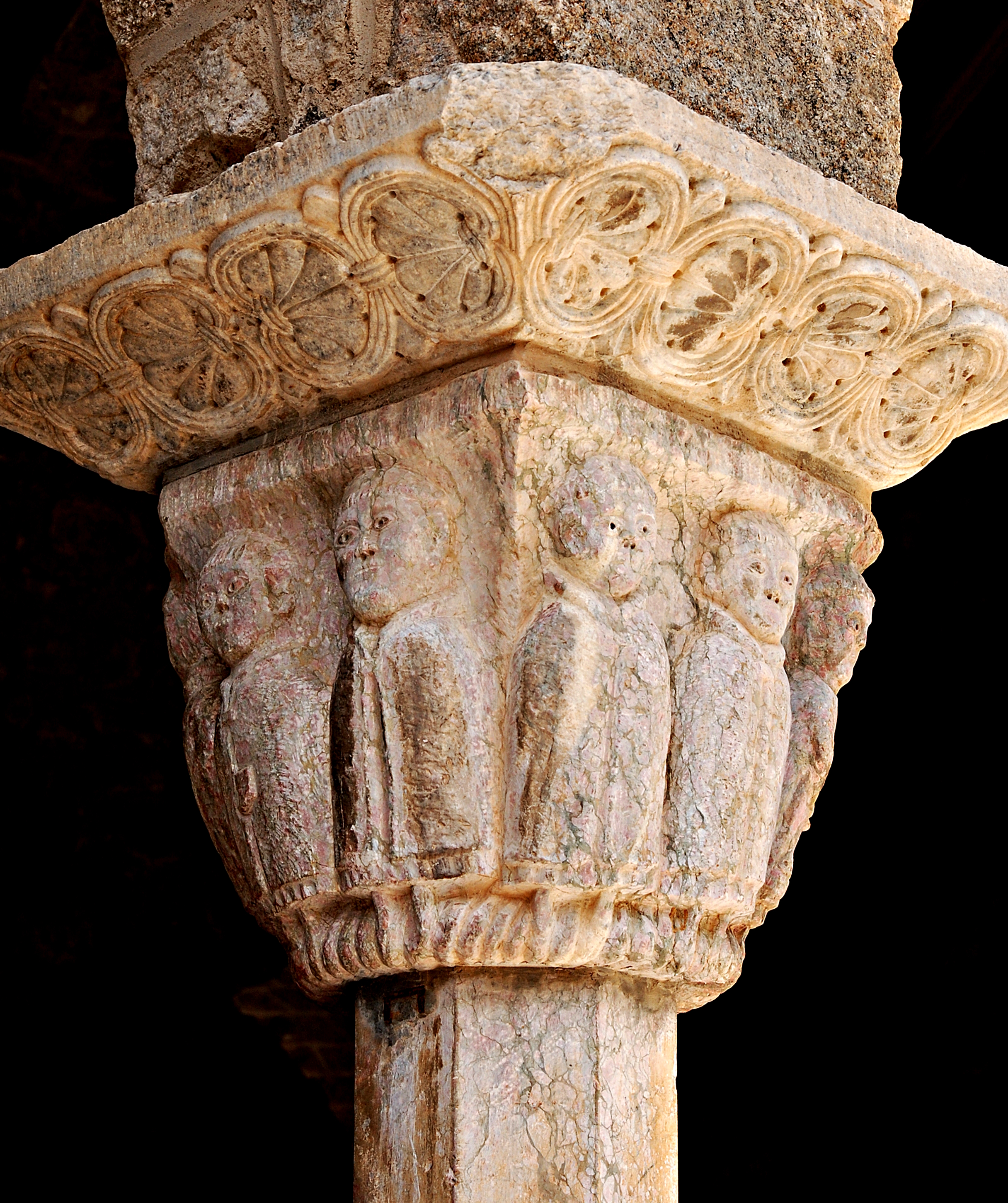
Capitel de Sant Martí del Canigó

La transición de la decoración vegetal al figurativo fue investigada por Henri Focillon que subrayó el papel de la figura que contribuyó a formar el estilo propio de la plástica románica, y los compara con los capiteles del arte otoniano de la iglesia de Vignory adornados con motivos geométricos, vegetales y animales, que muestran la técnica y una preocupación similar del trabajo, a los observados en el sur de Francia. Desde comienzos del siglo XI, Borgoña posee monumentos de gran importancia: Abadía de Cluny, Romainmôtier, abadía de San Filiberto de Tournus, San Benigno de Dijon, esta iglesia, tuvo un papel muy importante durante las dos primeras décadas del siglo, por las obras mandadas realizar por el abad de origen italiano Guglielmo da Volpiano, hoy en día aún conserva la cripta con algunos capiteles con una decoración de monstruos, máscaras y figuras: su naturaleza innovadora los hace uno de los más llamativos en este estilo. En París, los capiteles de Saint Germain des Prés (en el Musée de Cluny), contrastan con estas series anteriores por la monumentalidad del Cristo en majestad representados en ellos. La cuenca del río Loira era una zona geográfica con gran actividad artística. La abadía de Saint-Benoît-sur-Loire, tiene un importante conjunto de capiteles de gran calidad y detalle en las esculturas, con hojas de acanto y de palmetas y con una inscripción del escultor: «Umbertus me fecit». En otras series aparecen las figuras humanas con representación de historias de la Biblia, la Anunciación, la Visitación de María y la Huida al Egipto. La relación entre los capiteles del atrio de Saint Benoît y los de la abadía de Méobecq comparados con los de San Hilario el Grande de Poitiers, San Martín de Tours y Maillezais plantean interesantes problemas metodológicos de la cronología del escultura románica en Francia.

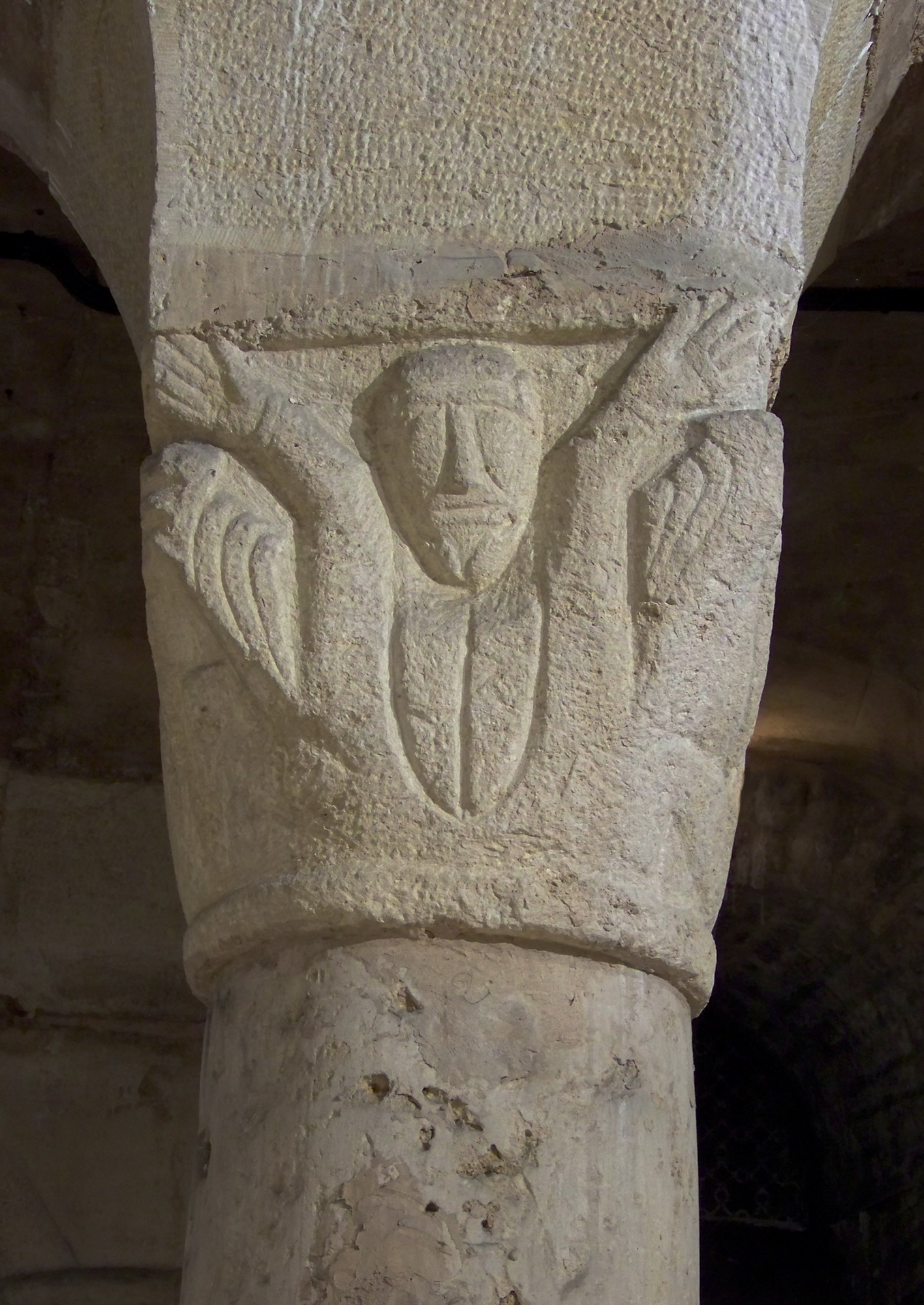
Hombre orante en un capitel de San Benigno de Dijon
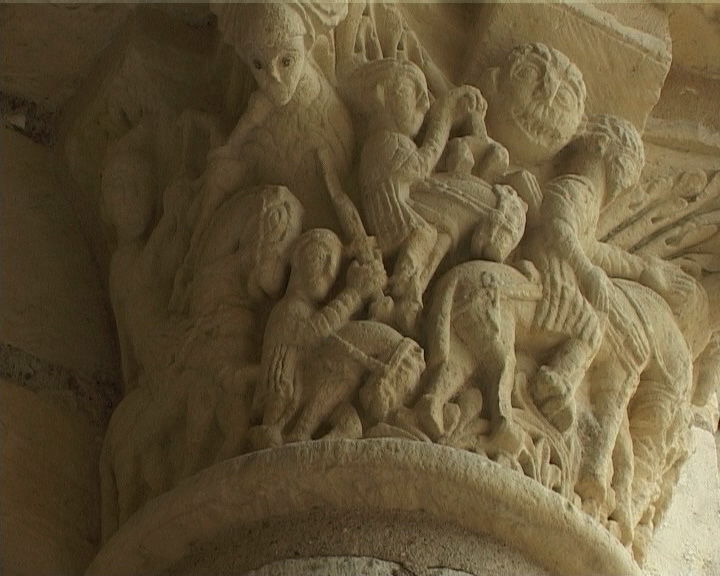
Capitel de la huida a Egipto de la abadia de Saint-Benoît-sur-Loire
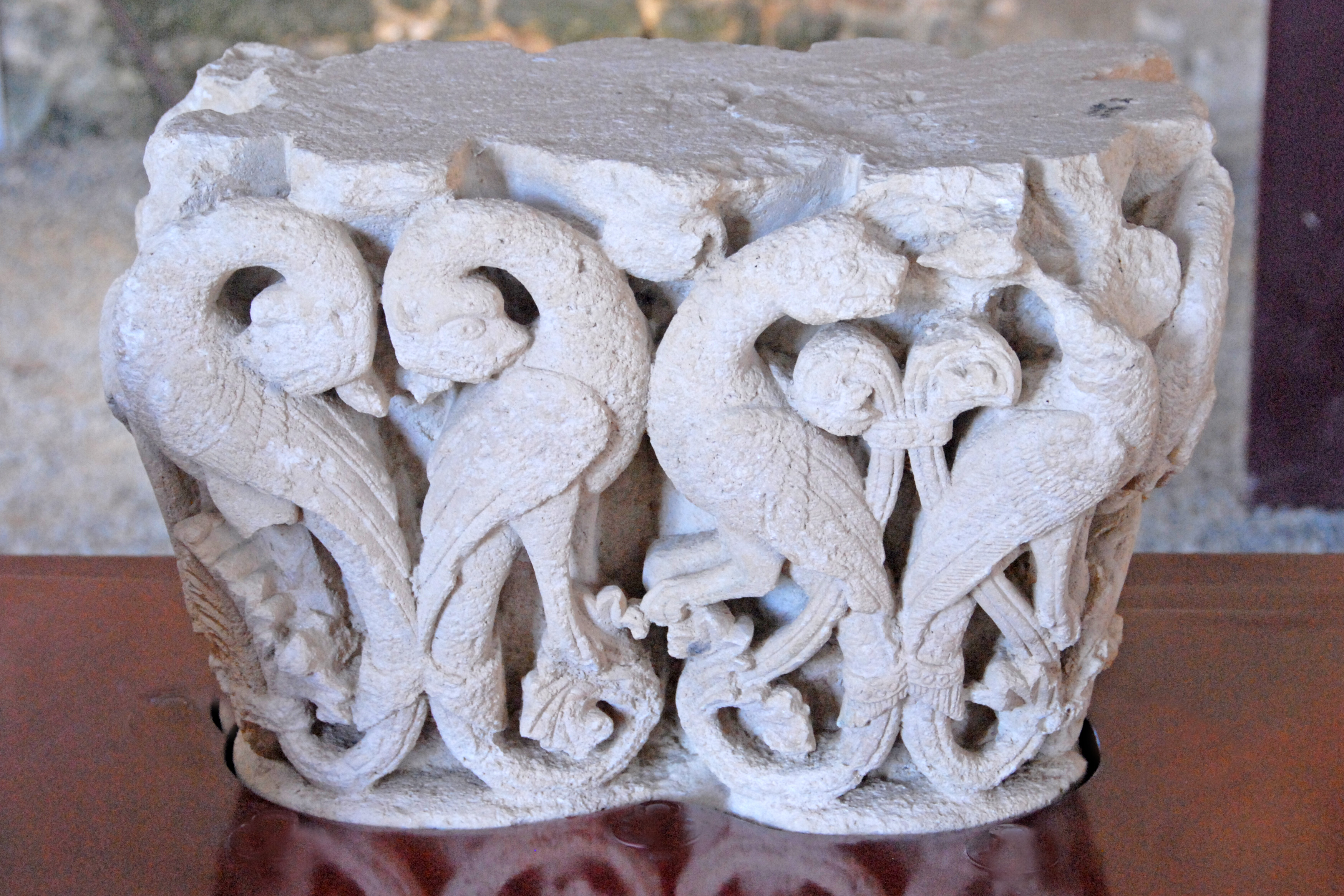
Capitel de animales en el museu de Maillezais
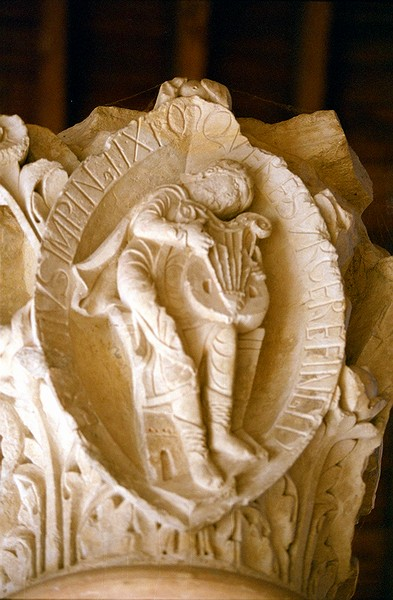
Capitel de Cluny

El origen de la escultura románica en la segunda mitad del siglo XI se evidencia tanto en el norte como en el lado sur de los Pirineos. El edificio más antiguo es la iglesia de San Salvador de Leyre, en Navarra, consagrada en 1057, con sus dos grupos de capiteles situados en la cripta y la decoración de flores y palmetas, que estaba destinada a convertirse en uno de los temas favoritos de la escultura románica en el sudeste de Francia y el noroeste de España; la ornamentación se impuso progresivamente en el último cuarto del siglo en Santa María de Ujué, antes de 1089. La historia de la escultura románica depende directamente del acierto de la datación de los trabajos de Toulouse, Moissac, Jaca, León y Compostela. La catedral de Santiago de Compostela y la basílica de San Sernín de Toulouse son dos edificios de importancia comparable. Sus plantas son similares y la construcción de ambos comenzó casi a la vez, poco después de 1070. Ambos contienen un programa de escultura similar. Cerca de 260 capiteles románicos se conservan en San Sernín, situados en el arranque de los arcos de medio punto en el interior del edificio. Mostrando gran continuidad estilística y una progresión del ábside hacia la nave, los siguientes grupos se pueden distinguir capiteles densamente decorados en la parte inferior del coro y del crucero en el interior del ábside y finalmente los del pasillo de la nave central son casi exclusivamente con adornos de hojas. La cronología de estas obras se evalúan con el período de reforma que se realizó en Sant Serni entre 1075 y 1083. Los capiteles más antiguos en Santiago de Compostela constan de decoraciones de animales y de motivos vegetales y con similitud allí son los capiteles del Panteón de reyes de San Isidoro de León, donde también los hay con temas bíblicos. Hoy en día Toulouse, León, y Compostela son consideran lugares de trabajo contemporáneo desde 1070.

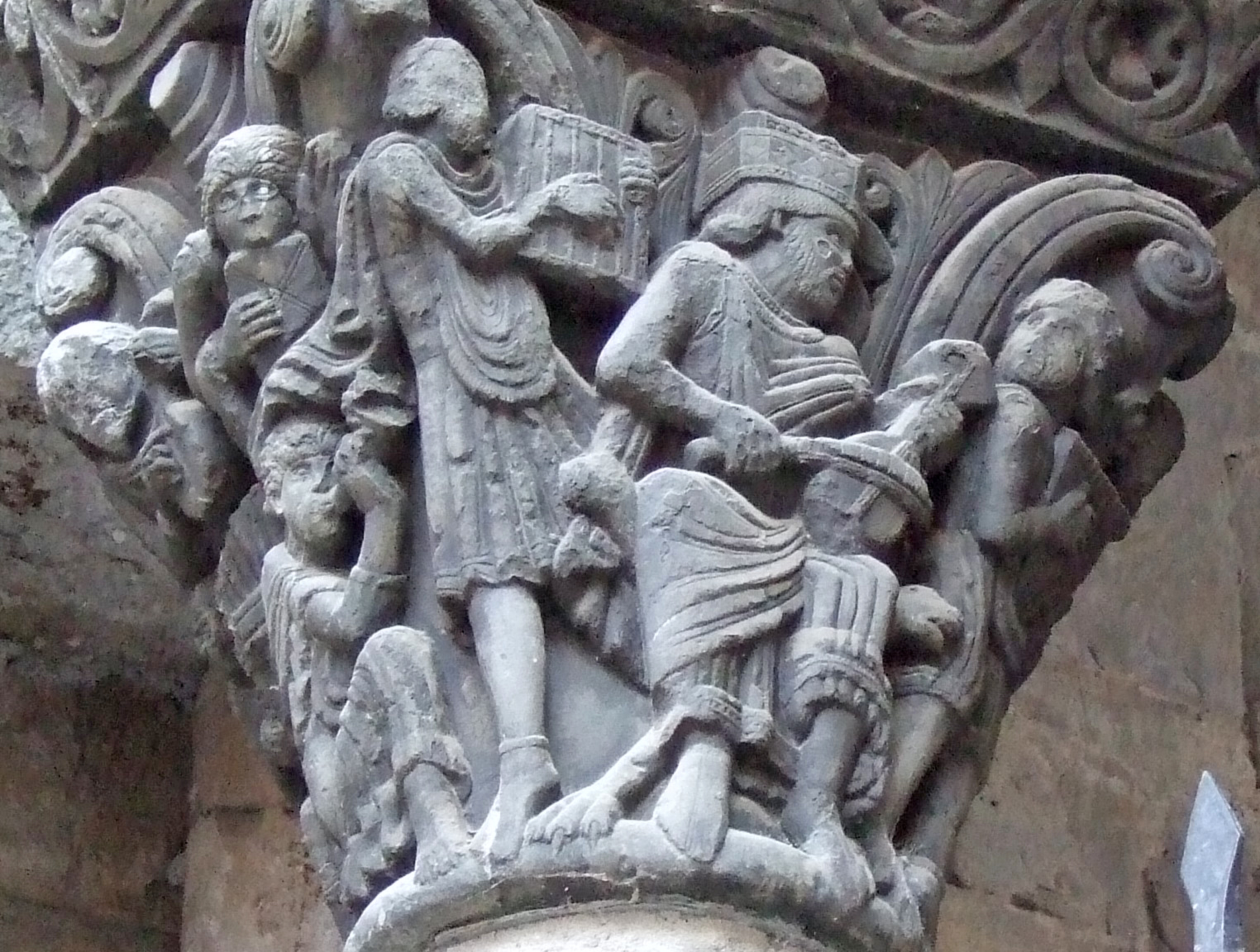
El rey David con músicos, catedral de Jaca
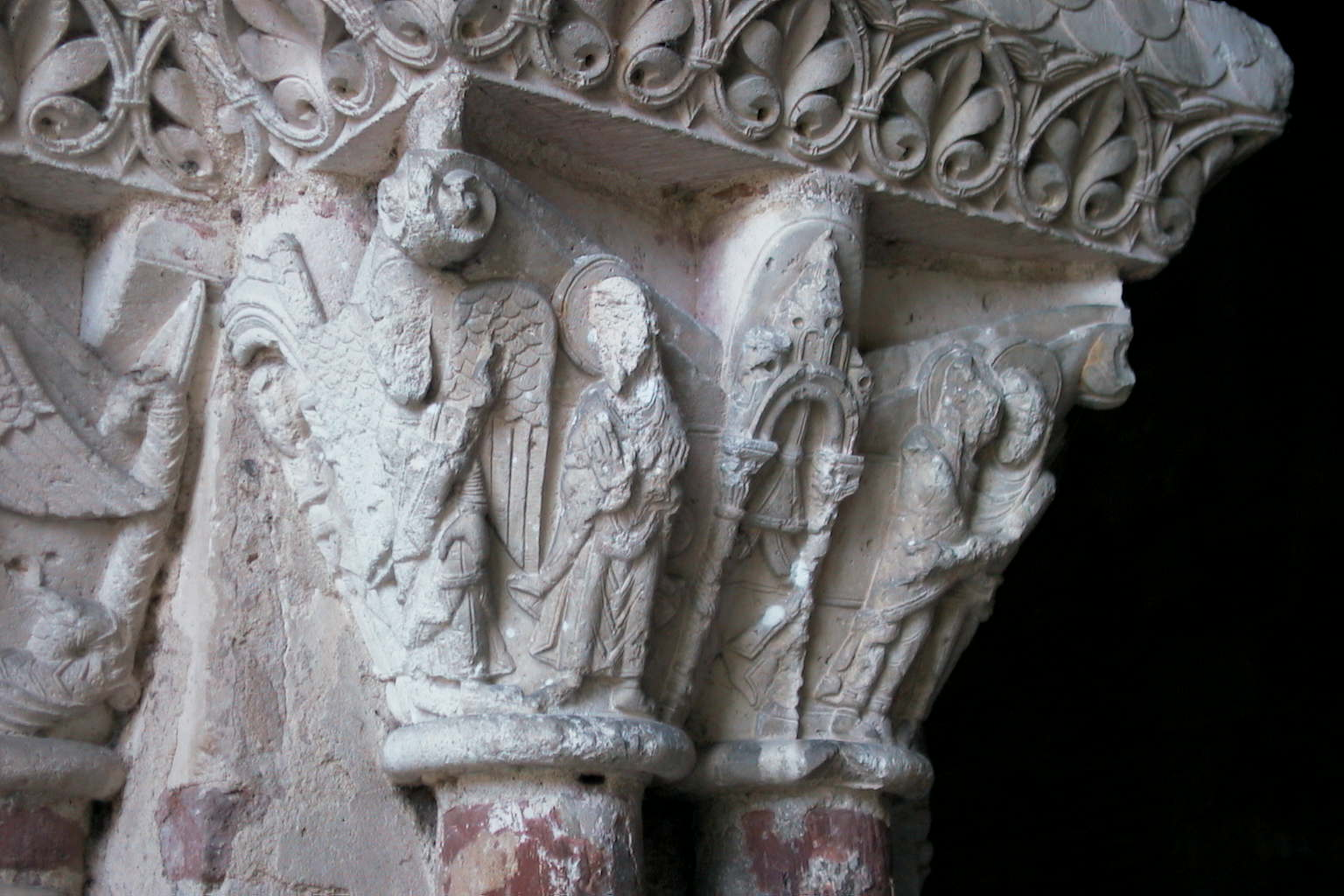
La visitació a la abadia de Sant Pere de Moissac
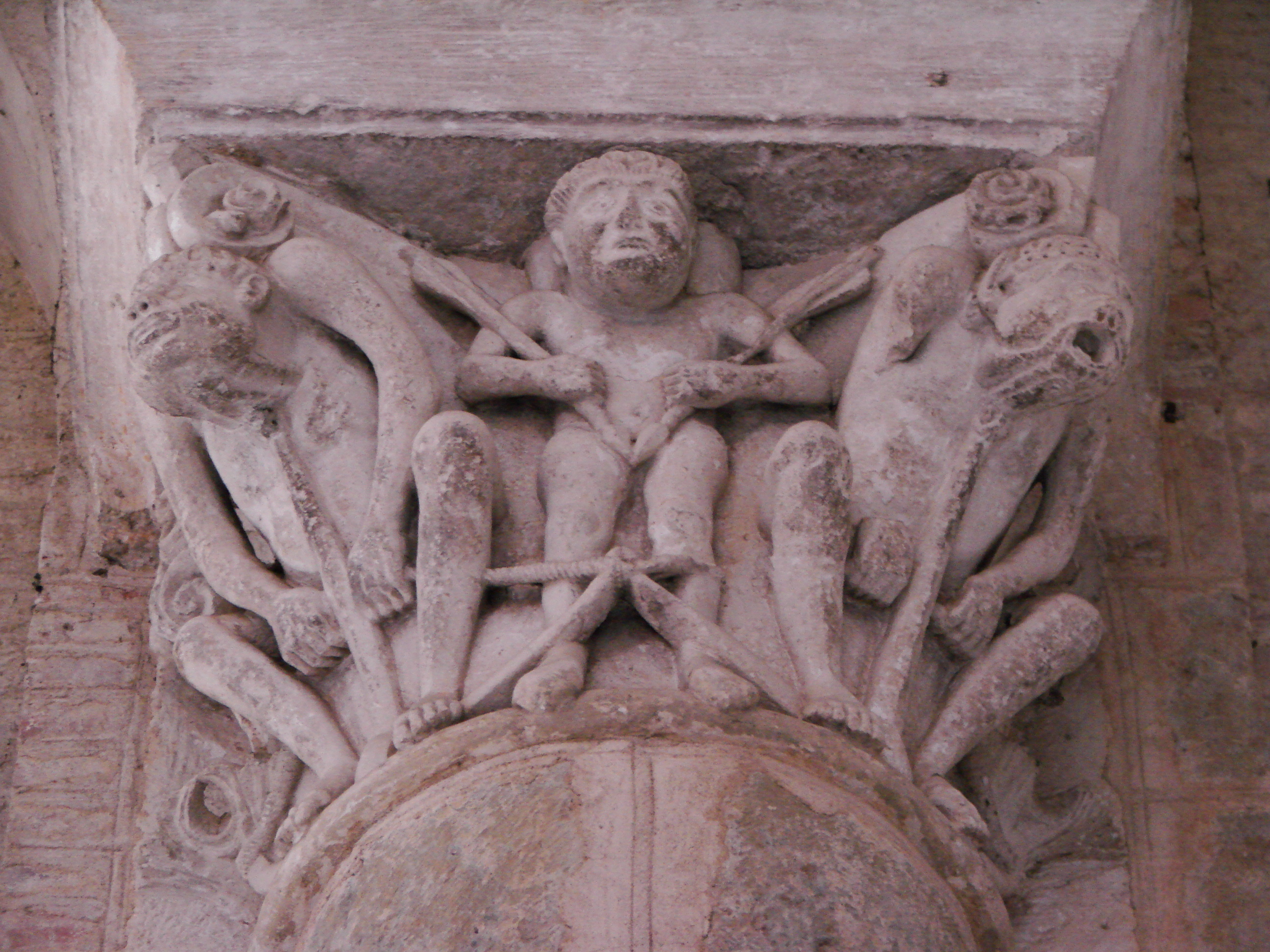
Capitell figurativo de la basílica de San Sernín de Toulouse
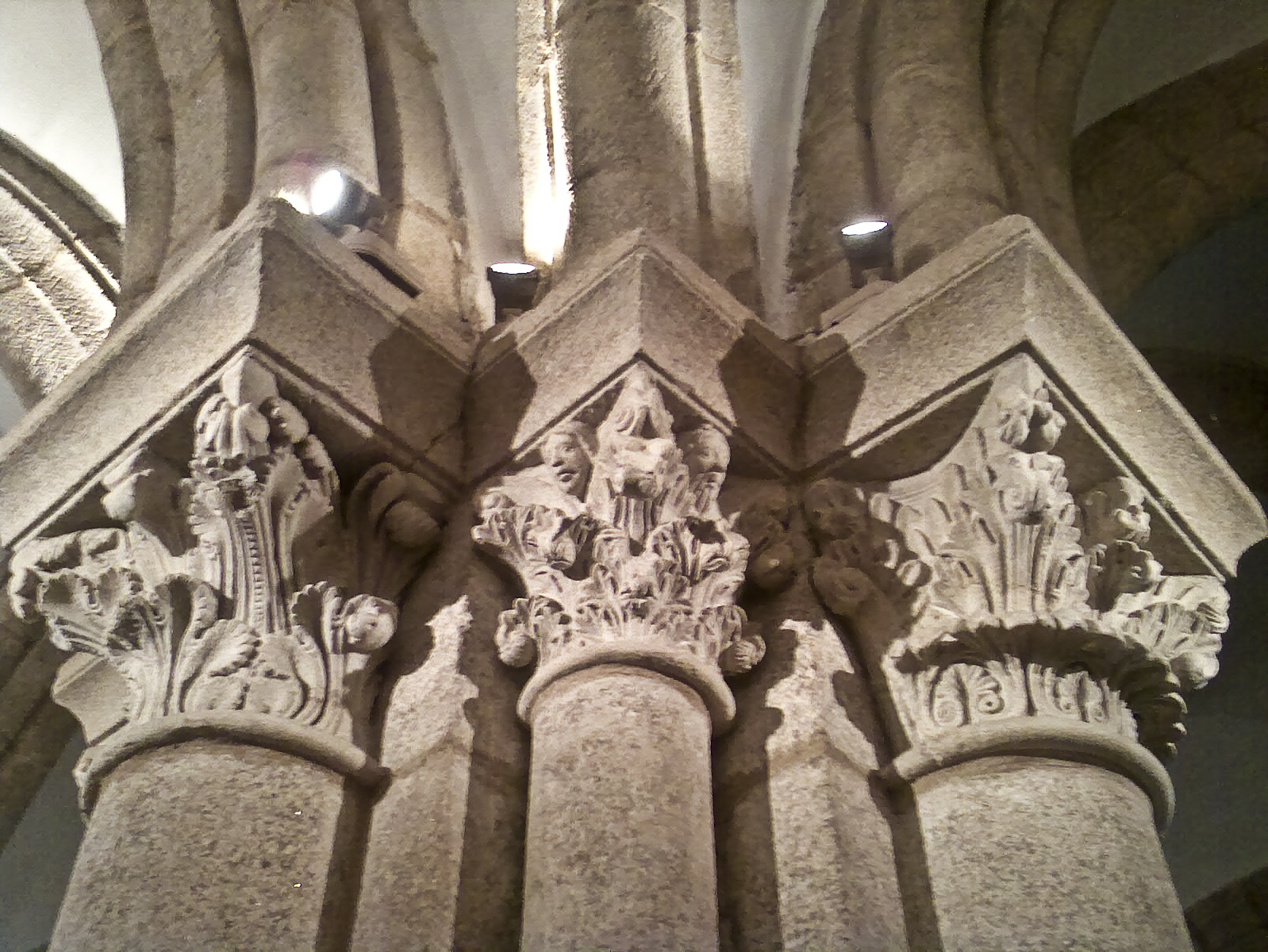
Diversos capiteles de la serie «O mundo terrenal» en Santiago de Compostela

### SigloXII
A medida que se avanza en el tiempo los temas escultóricos van representando temas reales y fantásticos, así se mezclan los temas cristianos con toda una serie de bestiario, los monstruos de leones con cabeza de águila o pájaros con cuerpo de mujer, sirenas aladas y centauras en monstruosas representaciones con el propósito de su interpretación como el bien y el mal, sin olvidar los temas obscenos. Los capiteles de muchos claustros son modelo de estas series historiadas como puede observarse en el monasterio de Santo Domingo de Silos en Burgos, el monasterio de Sant Cugat en Cataluña y el claustro de Elna del Rosellón. A toda esta imaginación desbordante, se dio fin con el texto escrito por san Bernardo de Claraval en el siglo XII contra los capiteles historiados.

¿Qué hacen en nuestros claustros donde los religiosos se consagran a las lecturas sagradas, esos monstruos grotescos, esas extraordinarias bellezas deformes y esas bellas deformidades? ¿Qué significan aquí los monos inmundos, los leones feroces, los extraños centauros que no tienen de hombre más que la mitad? ¿Por qué tigres rayados? ¿Por qué guerreros en combate? ¿Por qué cazadores tocando las trompas? Aquí en cuanto se ven varios cuerpos bajo una única cabeza, como varias cabezas sobre un solo cuerpo. Aquí un cuadrúpedo lleva una cola de reptil, allá un pez presenta un cuerpo de cocodrilo. Aquí un animal monta a caballo. En fin, la diversidad de estas formas aparece tan múltiple y tan maravillosa que se descifran los mármoles en lugar de leer los manuscritos, que el día se pasa en contemplar estas curiosidades, en lugar de meditar la ley divina. Señor, si no producen rubor esas absurdidades, que se deplore cuanto menos su coste...
Què fan als nostres claustres on els religiosos es consagren a les lectures sagrades, aquests monstres grotescs, aquestes extraordinàries belleses deformes i aquestes belles deformitats? Què signifiquen aquí els micos immundes, els lleons ferotges, els estranys centaures que no tenen d'home més que la meitat? Per què tigres ratllats? Per què guerrers en combat? Per què caçadors tocant les trompes? Aquí tan bon punt es veuen diversos cossos sota un únic cap, com diversos caps sobre un sol cos. Aquí un quadrúpede duu una cua de rèptil, allà un peix presenta un cos de cocodril. Aquí un animal munta a cavall. En fi, la diversitat d'aquestes formes apareix tan múltiple i tan meravellosa que es desxifren els marbres en lloc de llegir els manuscrits, que el dia es passa a contemplar aquestes curiositats, en lloc de meditar la llei divina. Senyor, si no produeixen rubor aquestes absurditats, que es deplori quant menys el seu cost...

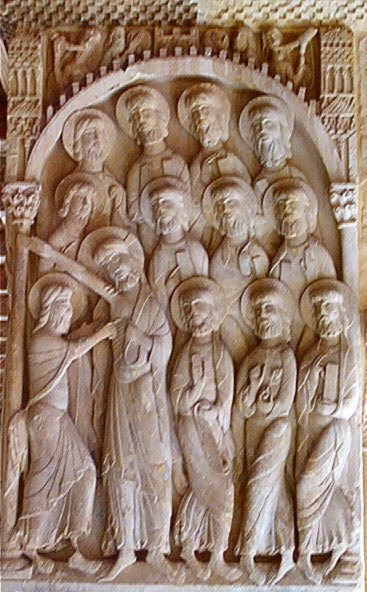
La duda de Santo Tomás en el monasterio de Santo Domingo de Silos
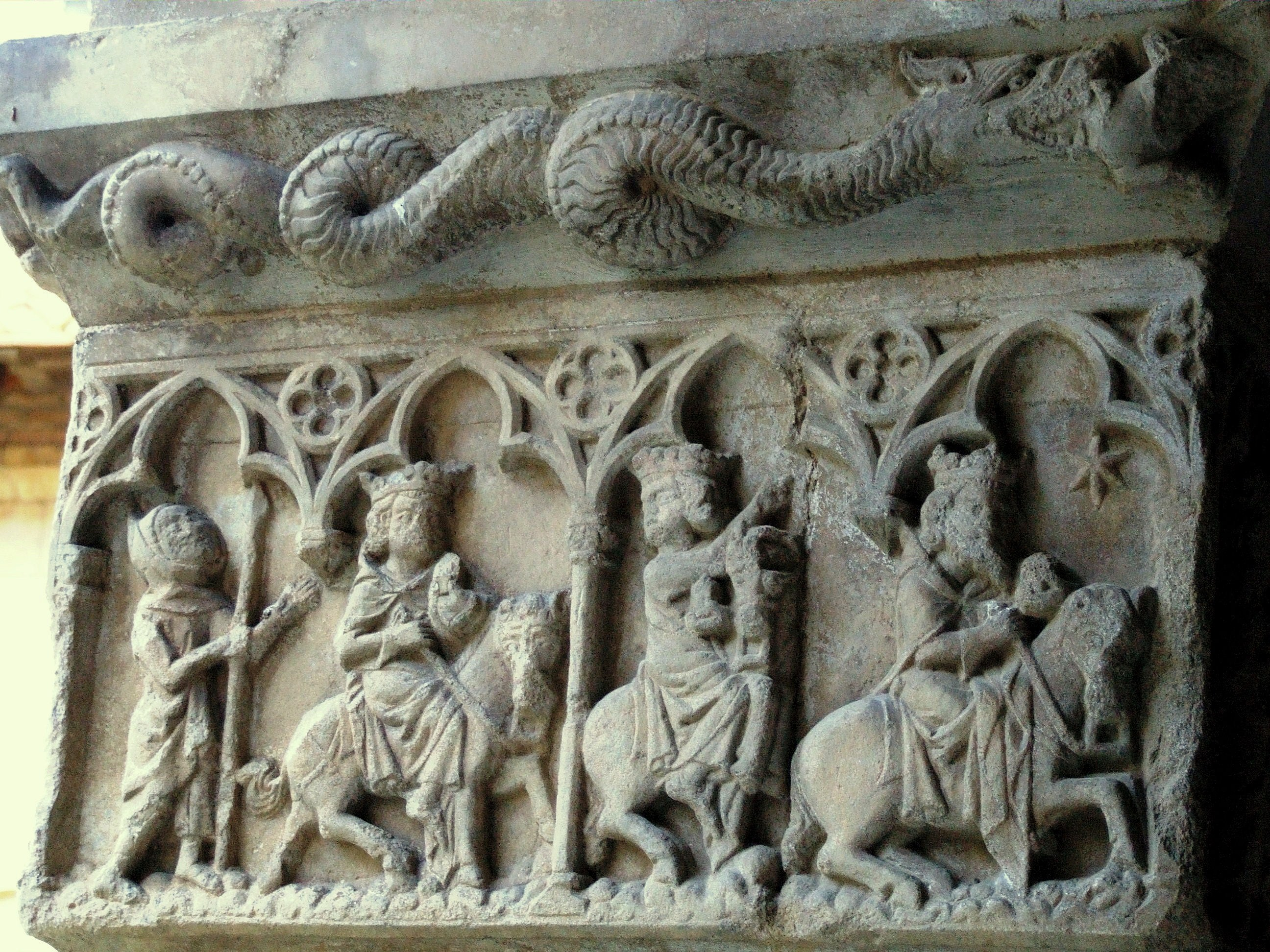
Capitel con los Tres magos en la Catedral de Elna
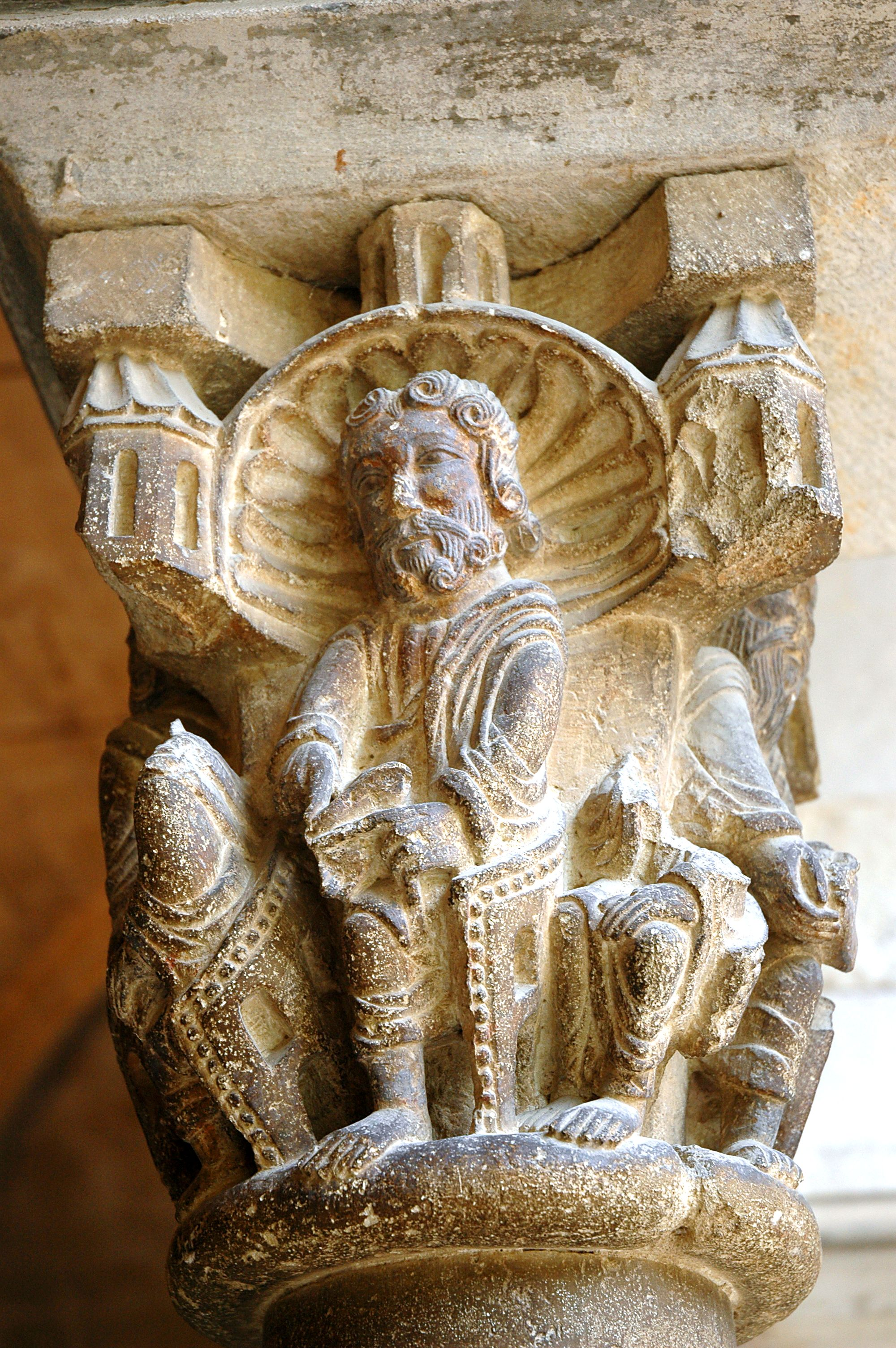
Lavado de pies de Cristo a los apóstoles en el monasterio de Sant Cugat
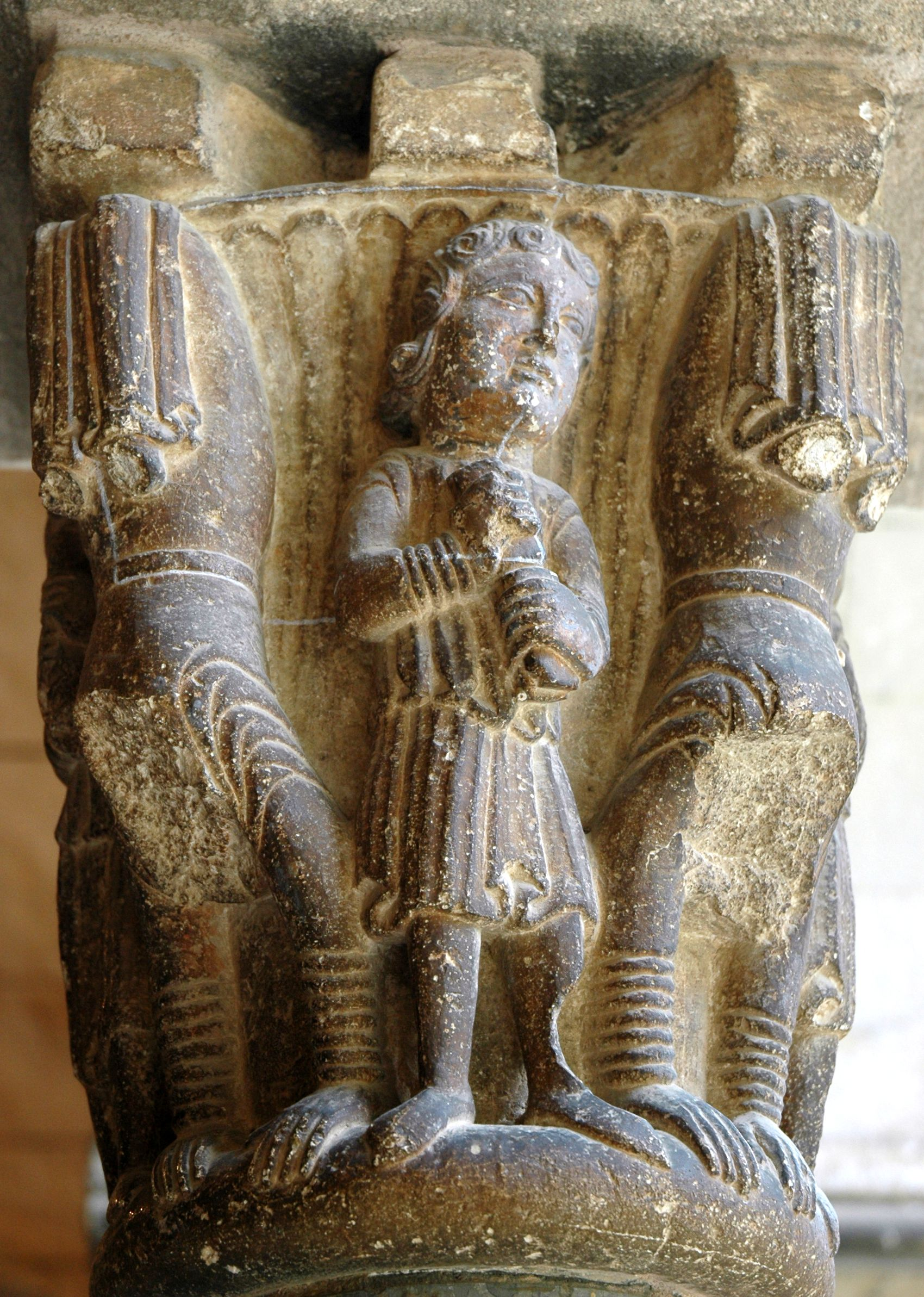
Músicos y juglares en el monasterio de Sant Cugat

## Imaginería de culto

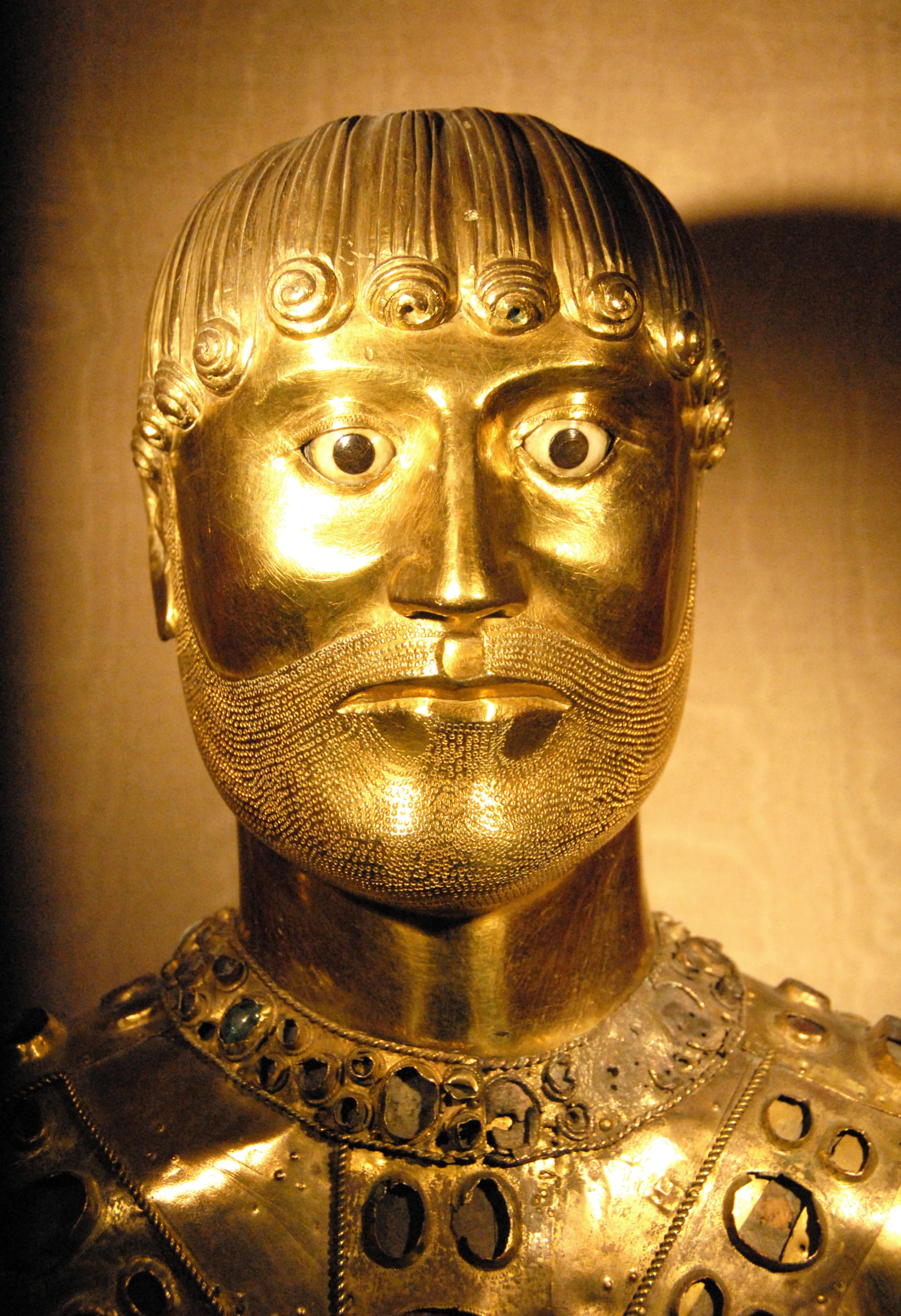
Busto de san Baudimus en Saint-Nectaire (Puy-de-Dôme), talla de madera cubierta con hojas doradas de cobre.

En el período románico la madera fue uno de los materiales más empleados para la elaboración de las imágenes para el interior de los templos. Las esculturas representando a Cristo Majestad y la Virgen María con el Niño llamada Sedes sapientiae, eran las representaciones más numerosas que se hacían para venerar en cada iglesia. Casi todas se han datado a partir del siglo XII o principios del XIII.
Los artesanos especializados en trabajo de madera en el período románico y, a juzgar por el tratado del monje Teófilo: «no debían confundirse con los que trabajaban otros materiales». Étienne Boileau, en el siglo XIII en su Livre des métiers, ilustra la creciente especialización que separaba a los carpinteros de los tallistas asociados a los santcristos. Los cristos de madera se realizaban a partir de dos o tres piezas, dos troncos se ensambaban para formar la cruz, una única pieza era utilizada para el cuerpo y otras dos para los brazos. De acuerdo con el Livre des métiers, el encaje era una de las principales cualidades de los artesanos de la madera. En cuanto la obra estaba tallada, se preparaba para recibir la policromía, lo que demuestra claramente las relaciones que existían entre los creadores de imágenes y los pintores, salvo que ambos trabajos fueran realizados por las mismas personas. Se sabe que en muchas de las abadías románicas había talleres de talla de madera junto a los de pintura. La mayoría de estas imágenes estaban destinadas a ser policromadas, pero también a muchas de ellas se las cubrió con una capa metálica, si los recursos económicos lo permitían. Muchas de estas imágenes estaban realizadas para su uso como un relicario. Así, el busto relicario de san Baudime en Saint-Nectaire (Puy-de-Dôme) está realizado sobre una base de madera cubierta con hojas doradas de cobre repujado, con la cabeza y las manos de fundición de cobre (finales del siglo XII). El busto de san Cesario de Arlés conservado en la iglesia de Maurs (Cantal), recibió una capa de plata y cobre dorado en el cuerpo solamente, mientras que la cabeza y las manos fueron pintadas directamente sobre la madera.

### Cristo en Majestad

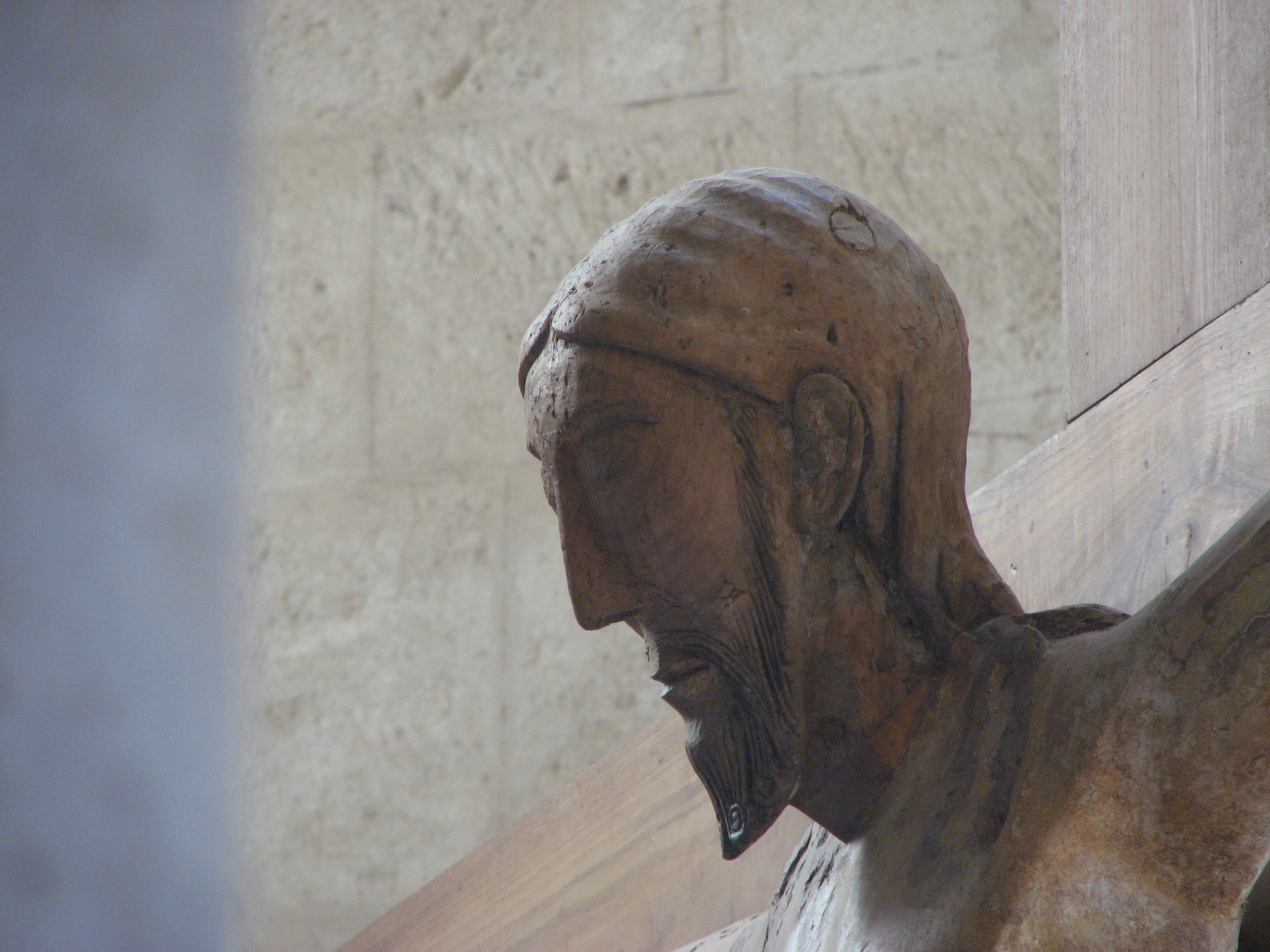
Detalle del Santcrist en la abadía de Sant'Antimo (Italia).

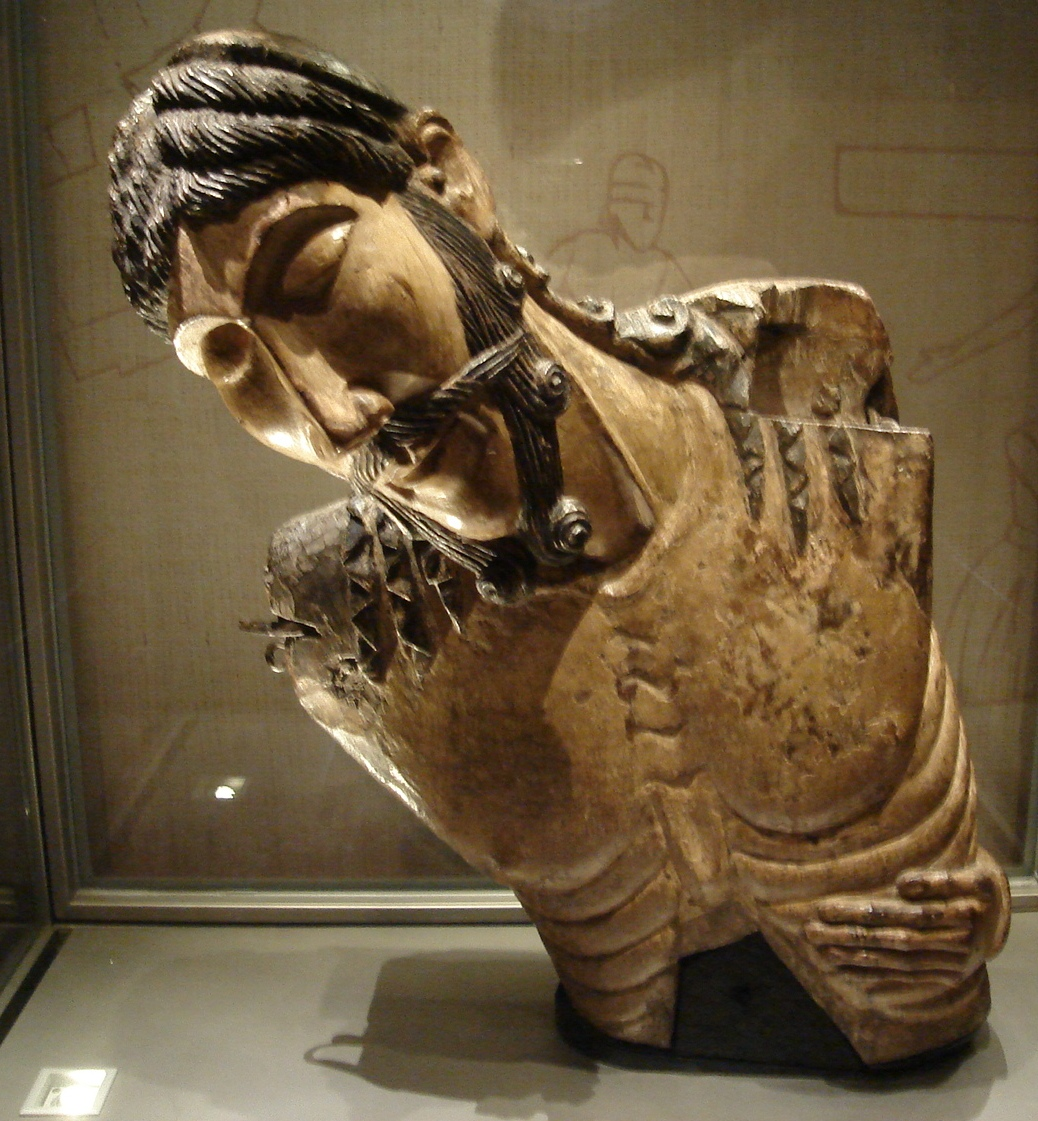
Cristo de Mig Aran (Viella)

Majestad de Batlló.

La imagen del cristo crucificado, en la Edad Media, se representaba en varios tipos de iconografía: con el torso desnudo y con el perizonium o falda corta atada a la cintura y muerto en la cruz con los ojos cerrados y el rostro con dramatismo y cierta tensión y el Cristo en Majestad que se presenta sobre la cruz con la túnica larga hasta los pies, ceñida a la cintura y triunfante, con la particularidad de tener los ojos abiertos y sin ningún signo de dolor. Esta representación fue la más abundante en Occidente durante todo el siglo XII siguiendo el prototipo del cristo romano de Oriente.
Representa la inmortalidad, sin sufrimiento humano sino que triunfa como Dios, tampoco se presenta con la corona de espinas si alguno de ellos está coronado es con la corona real. La anatomía sigue la verticalidad de la madera que forma la cruz, las manos están abiertas con los dedos estirados y los miembros clavados cada uno individualmente (cuatro clavos).
Entre las imágenes en madera de Cristos en Majestad destaca la del Volto Santo de Lucca, el de la catedral de Braunschweig de 1173 (firmada por su autor Imervard, en el cinturón de la túnica), el de la catedral de Milán, la conservada en el Museo de Arte Sacra de San Gimignano. En la región del Mosa y de Renania, el Cristo de Notre Dame de Tongres y el de San Jorge de Colonia muestran una tradición otoniana.
Se dieron en gran cantidad por los valles de los Pirineos donde destaca el Cristo de Mig Aran conservado en la iglesia de Viella en el Valle de Aran y la Majestad Batlló, una imagen en madera policromada del siglo XII, que representa a Cristo crucificado, en actitud de Cristo Majestad o triunfante, sin rastros de sufrimiento. Es una de las muestras más interesantes de imaginería medieval de este tipo iconográfico en Cataluña. Parece que su introducción en Cataluña se debió a los pisanos, cuando llegaron hacia el año 1114 para ayudar al conde Ramón Berenguer III de Barcelona en su lucha por la conquista de las islas Baleares.

### Madre de Dios con el Niño

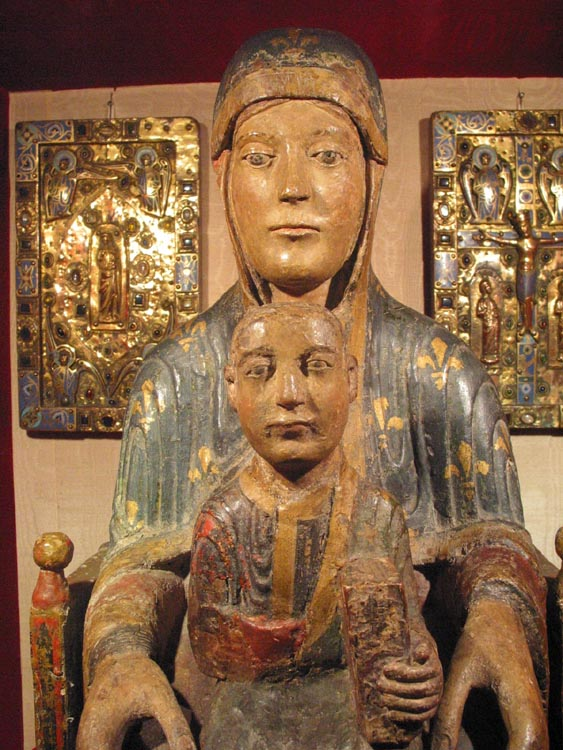
Detalle de Notre-Dame du Mont Cornadore en la iglesia de Saint-Nectaire (Francia).

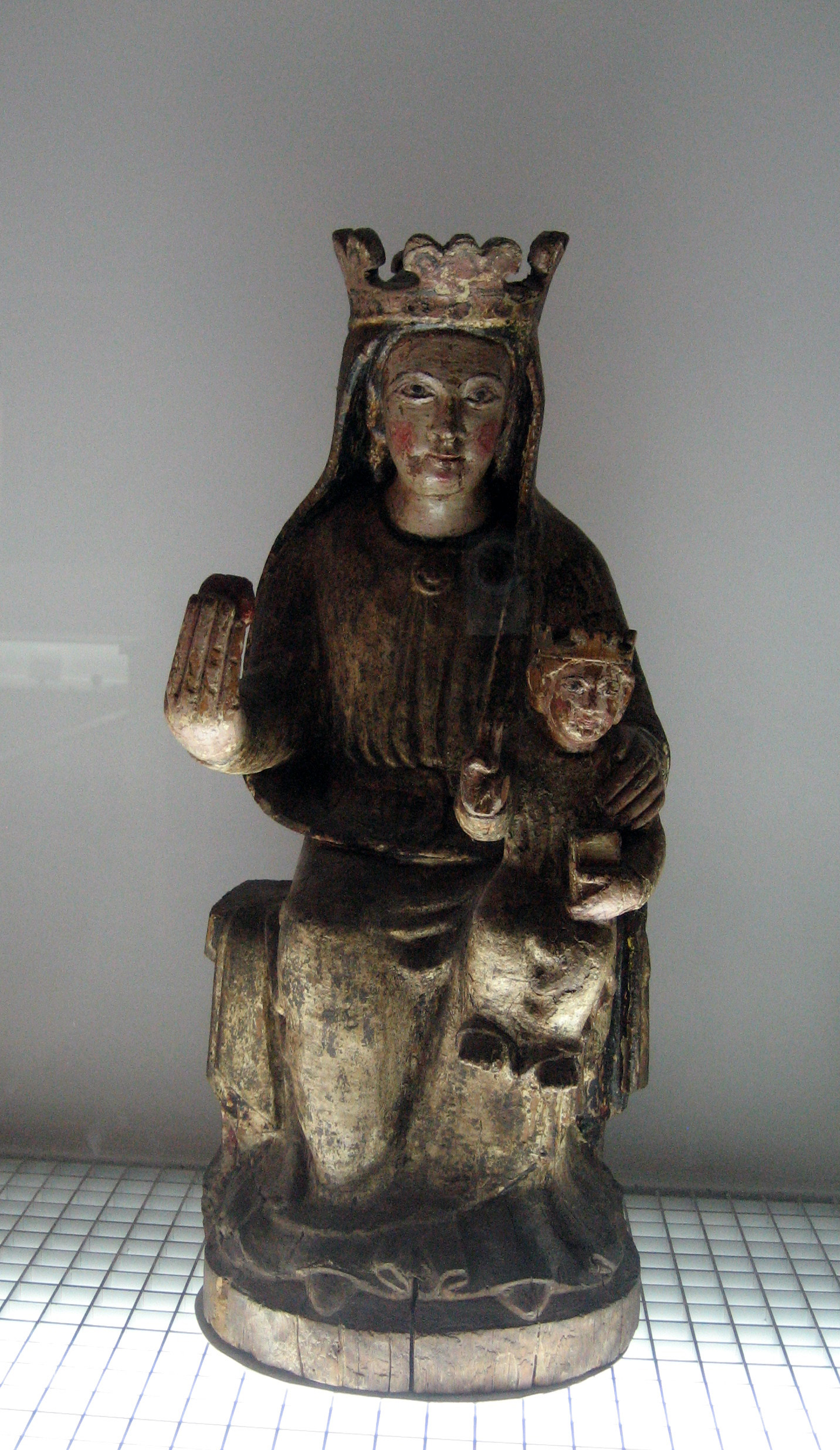
Madre de Dios de la Muntanya de Caregue (Museo Diocesano de Urgel)

Durante el románico la imagen más característica de la Madre de Dios se representa sentada en un trono, vestida con túnica, manto y en general con corona, el Niño se encuentra sobre sus rodillas, mirando ambas imágenes de frente, en versiones posteriores se ve con el Niño ya sentado en la rodilla izquierda y con una aptitud menos hierática. Parece que no hay comunicación entre ambos personajes incluso es difícil encontrar alguna escultura en la que lleguen tan sólo a tocarse, las manos de la madre están en posición abiertas como para proteger al Hijo pero sin llegar a frotarlo. Esta representación de María como Trono de la Sabiduría, coincide con el dogma de la Encarnación. Desde 1200 fue desapareciendo la rigidez en favor de la expresión de los sentimientos de ternura entre la madre y el hijo. Estas estatuas fueron objetos de gran veneración y culto, y la piedad de los fieles les atribuían milagros, casi siempre eran usadas también como relicarios y se utilizaban para ser colocadas en un altar, pero también para las procesiones.
Los escultores del Rosellón elaboraron una gran serie de imágenes sedentes durante la segunda mitad del siglo XII, entre las que se encuentran la Madre de Dios de Cornellà de Conflent. En la iglesia de Saint-Nectaire se encuentra una Vierge à l'Enfant, en madera policromada. Esta virgen «Sedes Sapientiae» se la conoce con el nombre de Notre-Dame du Mont Cornadore, ella encarna el trono de la Sabiduría eterna. Aparecen como extensiones de estas imágenes la gran cantidad de madres de Dios catalanas en torno a los talleres de la Seo de Urgel y Gerona. Son de remarcar obras como la imagen de la Virgen de Montserrat del monasterio de Montserrat del siglo XII, realizada en madera de álamo y de haya, mide 95 centímetros de altura y está policromada dorado, y la realizada en piedra, la imagen de la Mare de Déu del Claustre de la catedral de Solsona, por el maestro Gilabert de Tolosa, con gran virtuosismo y precisión de los detalles. La imagen mide 105 cm de altura. Otros tipos de imágenes pueden darse al norte de España, Borgoña, Italia, Suiza y Alemania, sobre todo las Vírgenes otonianas de Colonia, Hildesheim, Paderborn y Frankfurt, y otras en los países escandinavos. Muchas de estas obras se relacionan con la escultura monumental en piedra.

### Descendimientos
Los grupos de «descendimientos», fueron realizados para ocupar el ábside de las iglesias, en una distribución horizontal. Según la región, Cristo se presentaba en diferentes momentos del descendimiento de la cruz, en algunos todavía estaba clavado, en otros sólo tenía la mano derecha o cabeza y el cuerpo separado de la cruz. En Italia se conservan enteros dos grupos el de la catedral de San Lorenzo en Volterra y el de la catedral de Tívoli.
Estas esculturas pertenecen a un momento de gran florecimiento de la imaginería que se dio en Cataluña durante el siglo XII y son uno de los conjuntos escultóricos románicos más singulares y excelentes. Más de la mitad de estas obras se ejecutaron en las zonas pirenaicas repartidas entre los condados de comtats de Pallars, Ribagorça y Urgell y muchas de ellas se deben al patronaje y supervisión de la baronía de Erill en tiempos de san Ramón, obispo de Roda (1104-1126).
La iglesia de Santa Eulalia de Erill la Vall del valle de Boí, contó en su origen con un grupo de tallas policromadas románicas que representaban el tema del Descendimiento. Fueron descubiertas y dadas a conocer en 1907. Las siete figuras representan a Cristo, José de Arimatea, Nicodemo, los dos ladrones Dimas y Gestas y María con Juan el Bautista. Están realizadas con madera de álamo; sus vestimentas corresponden a lo tradicional en estos personajes. En el interior del templo se encuentra una reproducción del grupo escultórico mientras que las imágenes originales están en el Museo Episcopal de Vic y en el Museo Nacional de Arte de Cataluña. Del descendimiento de Santa María de Taüll se conservan cuatro imágenes, Cristo, María, Nicodemo y uno de los ladrones. En Durro conservan también el Nicodemo de otro descendimiento.
Aunque no se conoce el nombre de los escultores, por algún documento se ha podido saber el proceso de algunas obras, como el Descendimiento del monasterio de San Juan de las Abadesas, por el que un personaje llamado Dulcet adquirió la madera de nogal y abeto y encargó al canónigo Ripoll Tarascó «la imagen del Salvador crucificado con los ladrones además de otras cuatro figuras», seguramente aunque no fue su autor el canónigo fue el que realizó la iconografía del grupo escultórico.

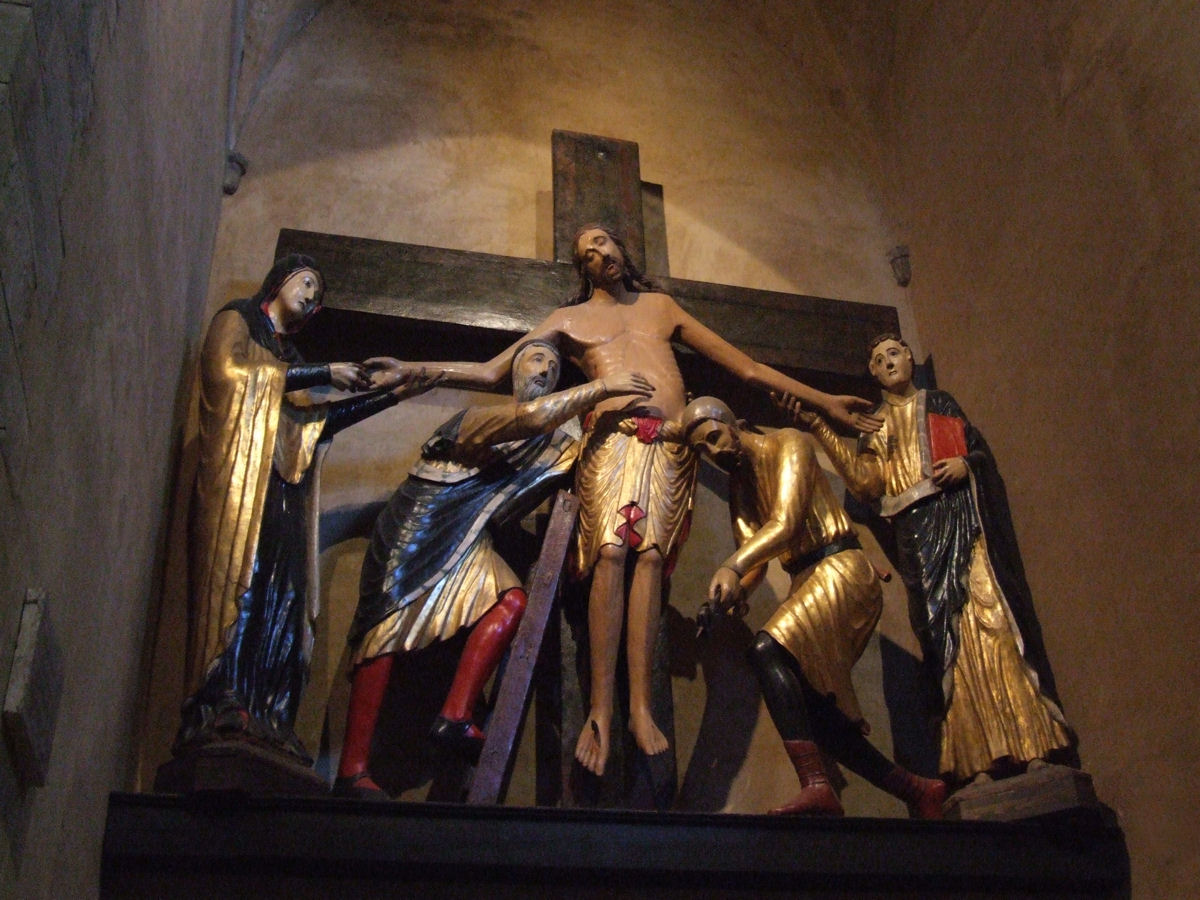
Catedral de Volterra
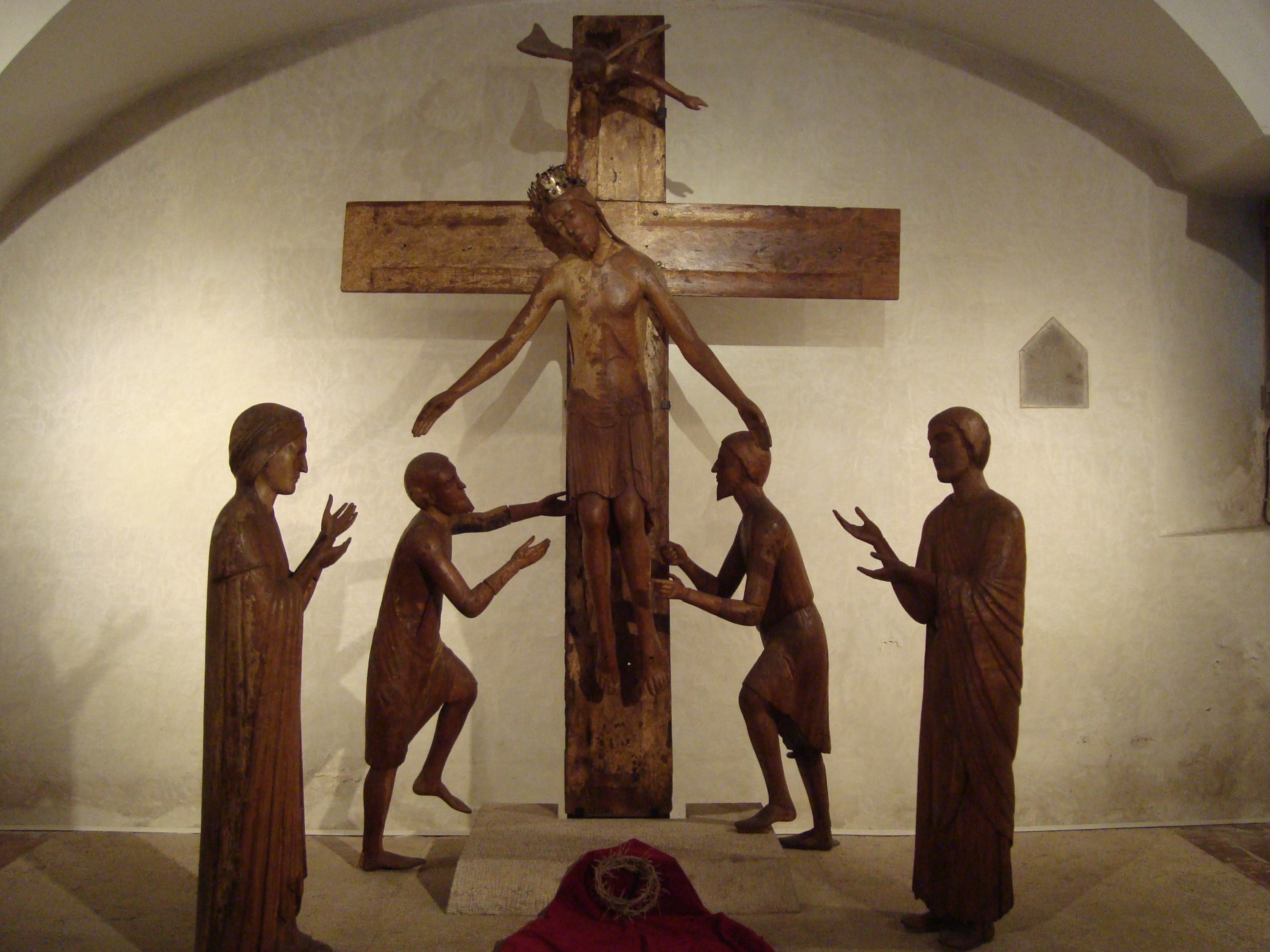
Catedral de Tívoli
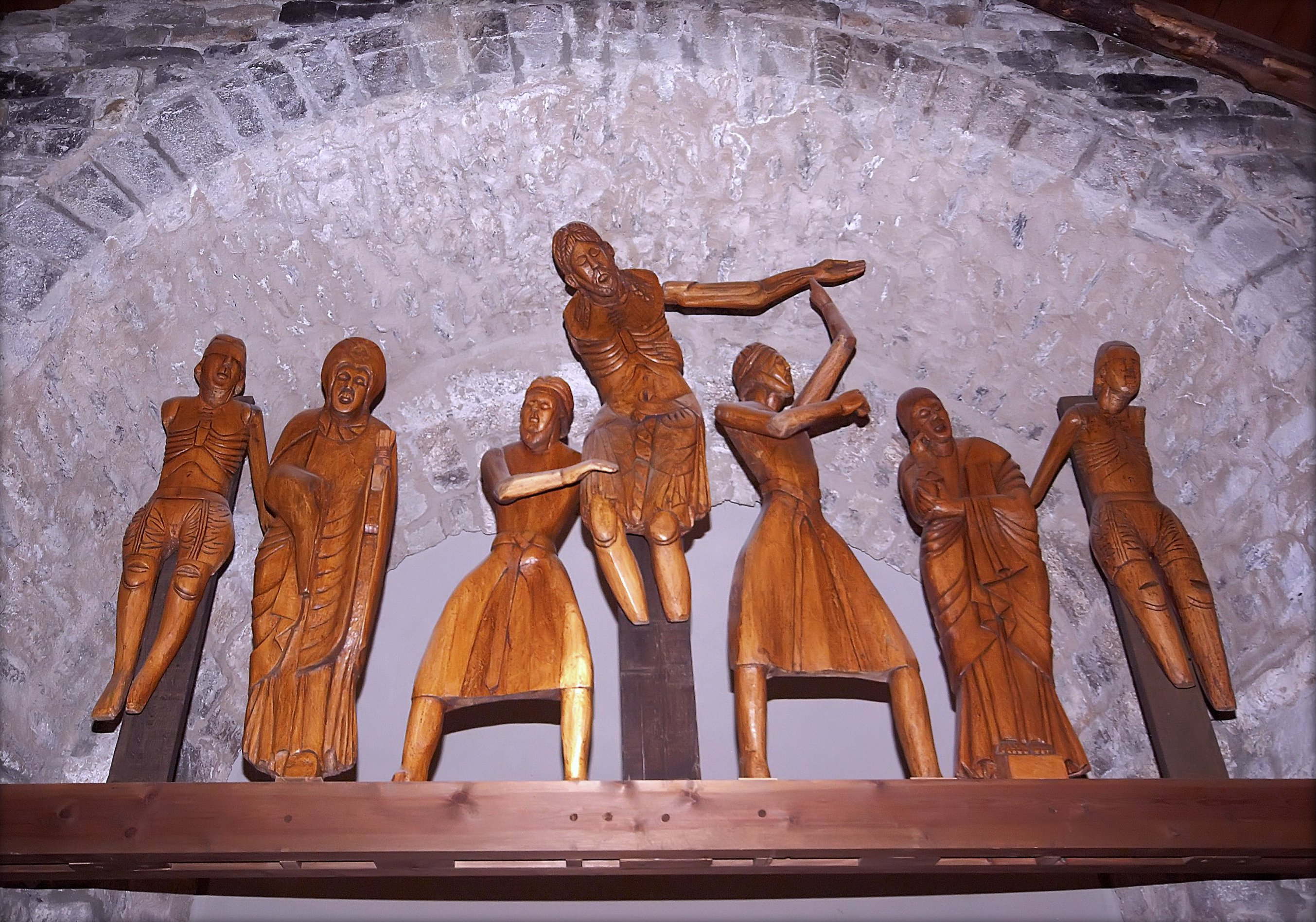
Reproducción del Descendimiento de Erill la Vall
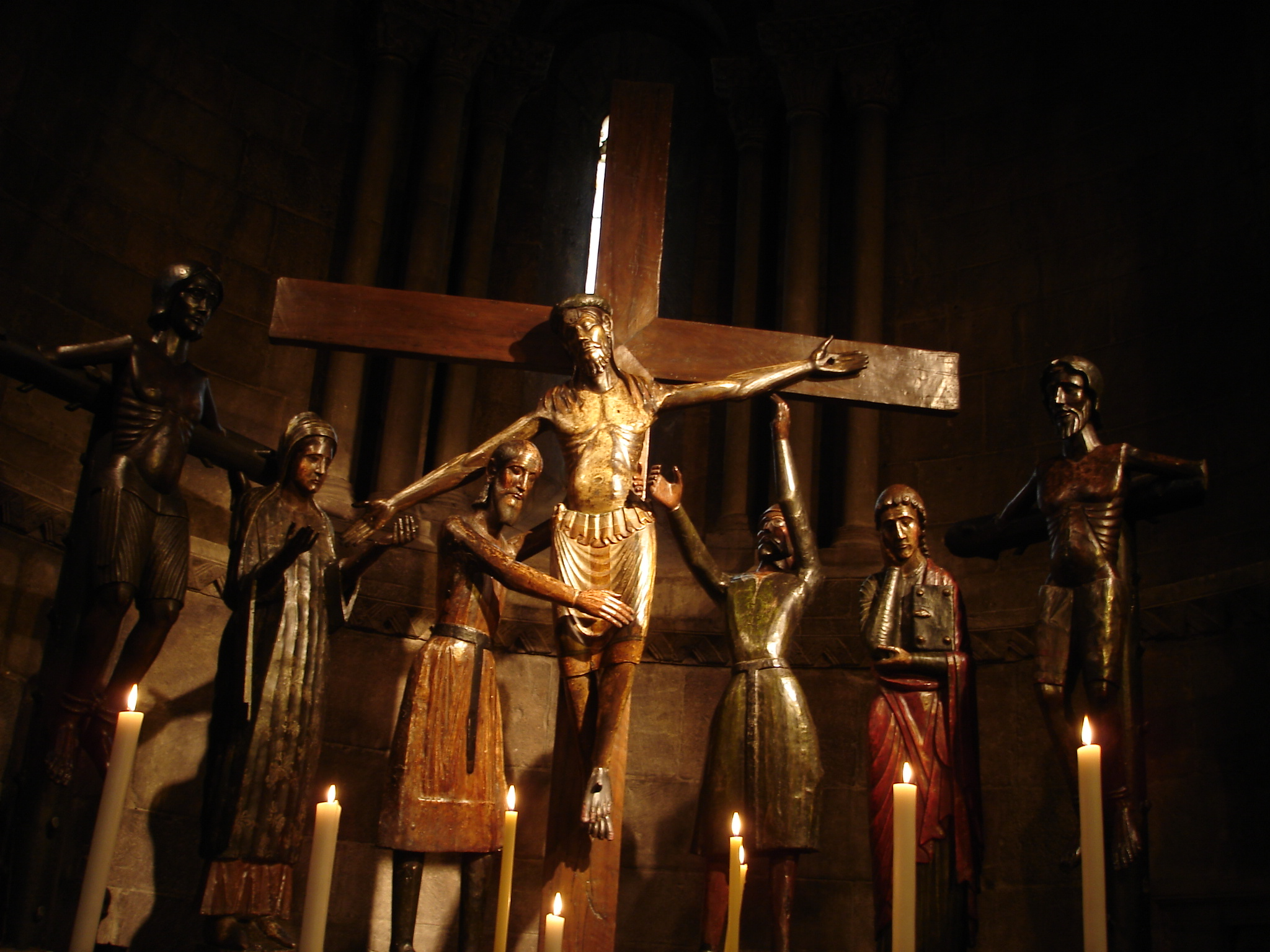
Monasterio de San Juan de las Abadesas

## Artes suntuarias

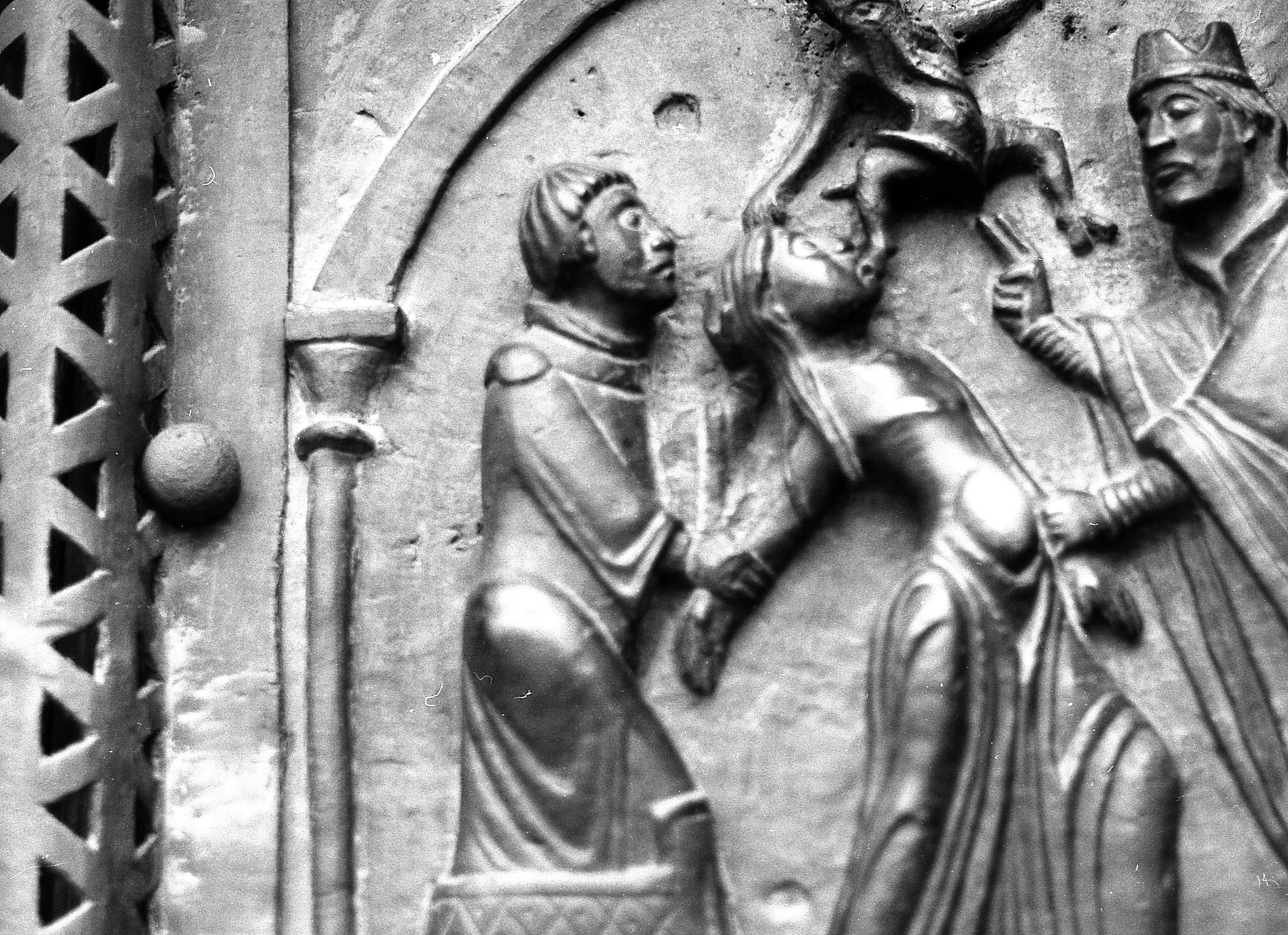
Detalle de una placa de bronce de la puerta de San Zenón en Verona, que representa un episodio de exorcismo. La escena se desarrolla bajo un arco sostenido por dos columnas, este uso iconográfico era común sobre el exorcismo: la mujer, cuyo cuerpo es visible a través de los pliegues de la ropa, se gira en arco hacia el santo, está con la cabeza girada hacia atrás, mientras le sale por la boca un demonio antropomorfo, con la barba larga que termina en tres puntas, con cuernos y cola larga. Un personaje vestido con una túnica, probablemente un religioso, la sujeta de la mano derecha y con la izquierda sostiene la cabeza girada en la endemoniada. También el santo titular, sujeta el brazo izquierdo de la mujer que al parecer está rígido, mientras la bendice con su mano derecha.

Las artes suntuarias en piezas de talla de marfil, bronce o de oro (pilas bautismales, recipientes para el ritual de lavado de manos, arcas e imágenes para las reliquias, objetos litúrgicos), estuvieron con frecuencia decoradas con motivos figurativos u ornamentales escultóricos y fueron encargos de reyes y obispos que representaban no sólo el gusto artístico de la época, sino por encima de todo el poder de los comitentes.
En los países germánicos no se observa el mismo tipo de evolución de España o Francia en relación con la escultura. En esa región tuvo un mayor impacto la producción de piezas metálicas, especialmente con el taller de bronce de Hildesheim del siglo XI, de tradición otónica. El obispo Bernward, que controlaba su producción acuñó el nombre de un estilo de piezas relacionadas con las ceremonias litúrgicas. Para la iglesia de San Miguel de Hildesheim se realizaron, entre otros objetos, las puertas de bronce y la pila bautismal. Los talleres más famosos en las regiones del Mosa y del Rin fueron los de Renier de Huy, Godofred de Huy y Nicolás de Verdún.
Otra de las pilas bautismales en bronce más célebres es la que se encuentra en San Bartolomé de Lieja encargada por el abad Hellinus (1107-1118) y realizada por Renier de Huy, trabajada en alto relieve con gestos y movimientos naturalistas y pliegues suaves en sus vestimentas, con un estilo muy cercano al clásico. Este proceso encaminado al naturalismo propio de la región del Mosa fue extendiéndose por las zonas del norte de Francia e Inglaterra. Otro artista de la misma región Nicolás de Verdún, realizó en Klosterneuburg, a orillas de Viena, un púlpito en 1181 con veintiuna escenas del Antiguo y Nuevo Testamento en esmalte (en el siglo XIV se convirtió en un retablo de altar) y un arca relicario que se conserva en la catedral de Tournai.

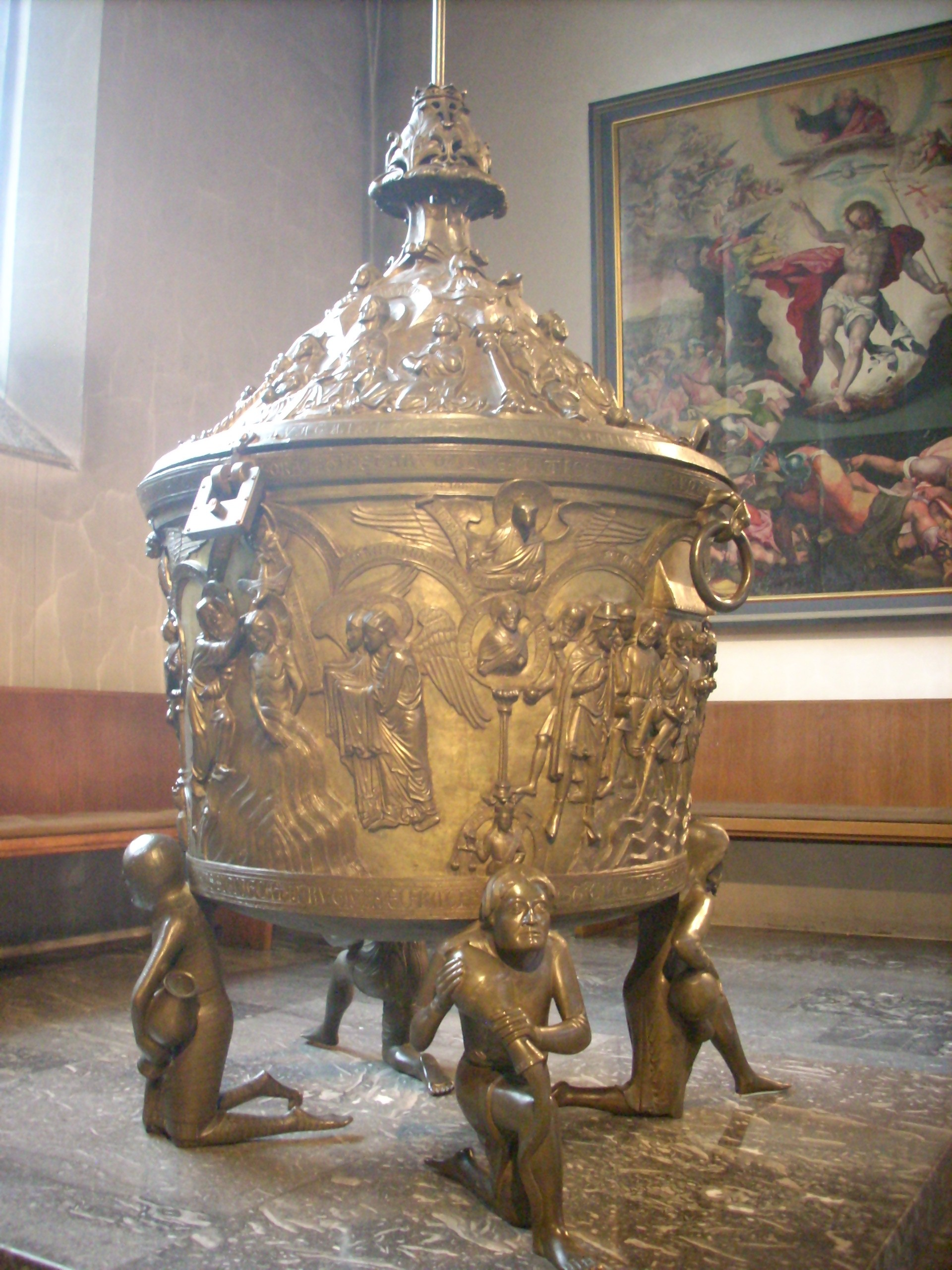
Pila bautismal de bronce circa 1230, iglesia de San Miguel de Hildesheim
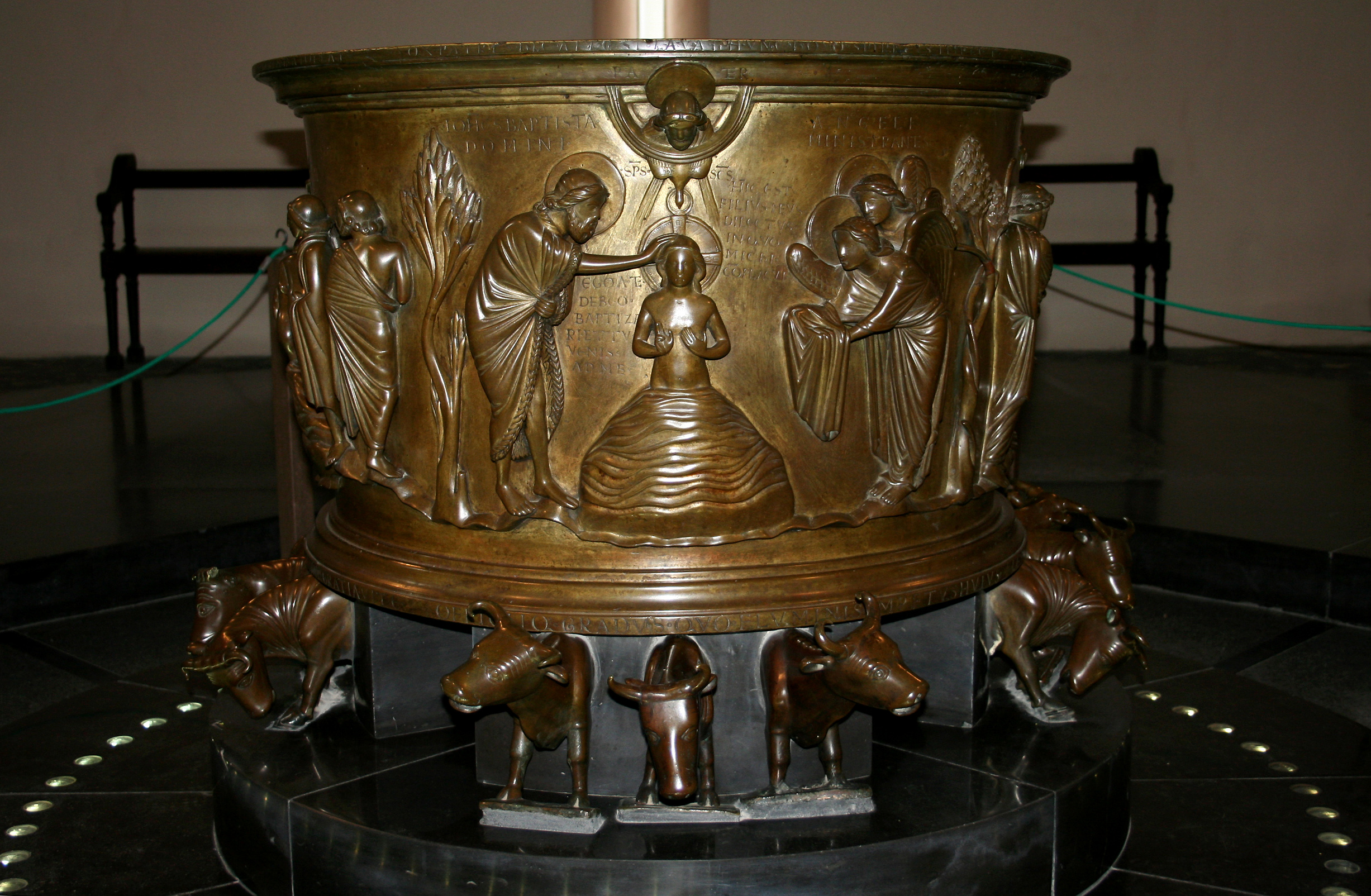
Pila bautismal para Renier de Huy en San Bartolomé de Lieja
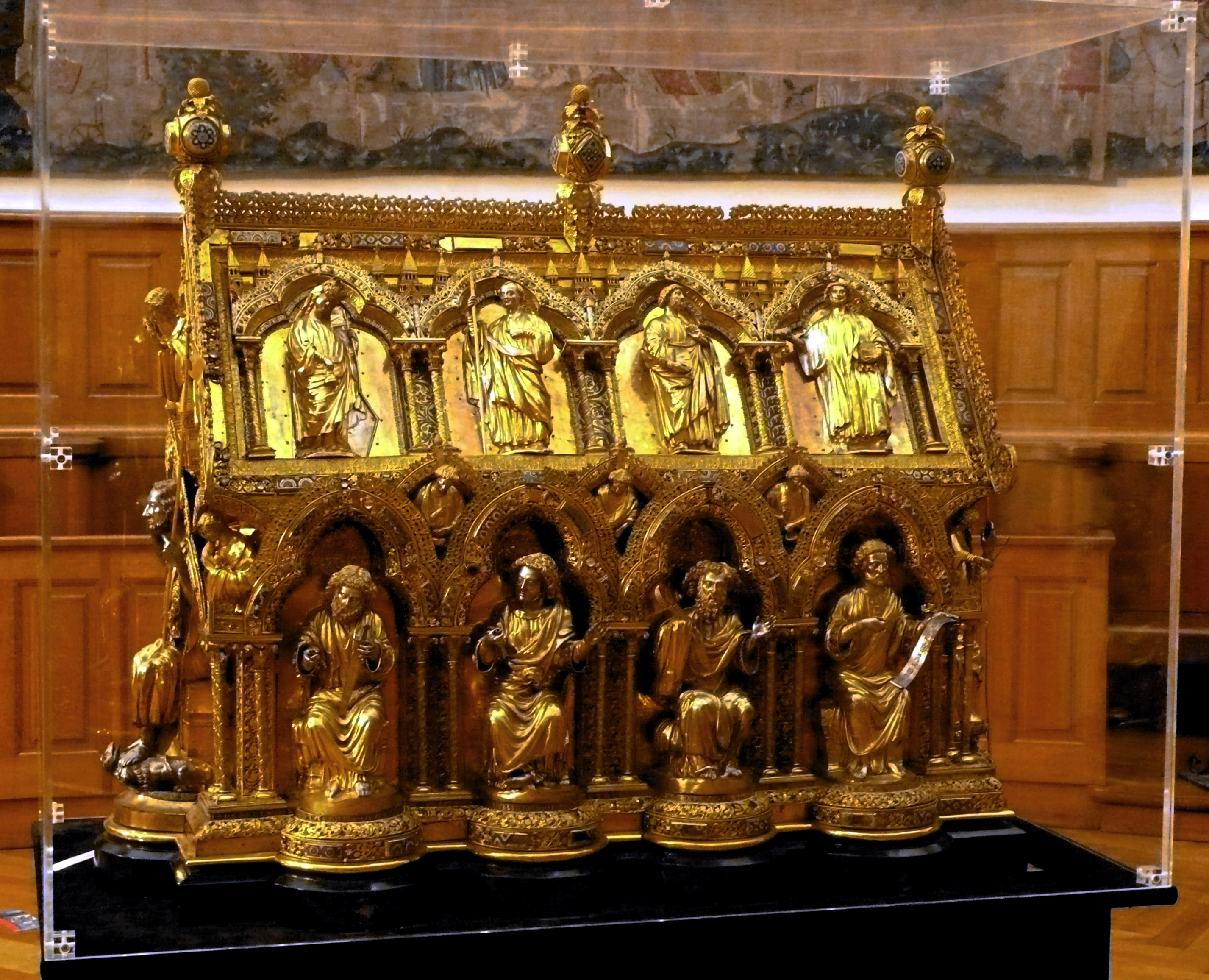
Arca relicario de Nicolas de Verdun, que se conserva en la catedral de Tournai
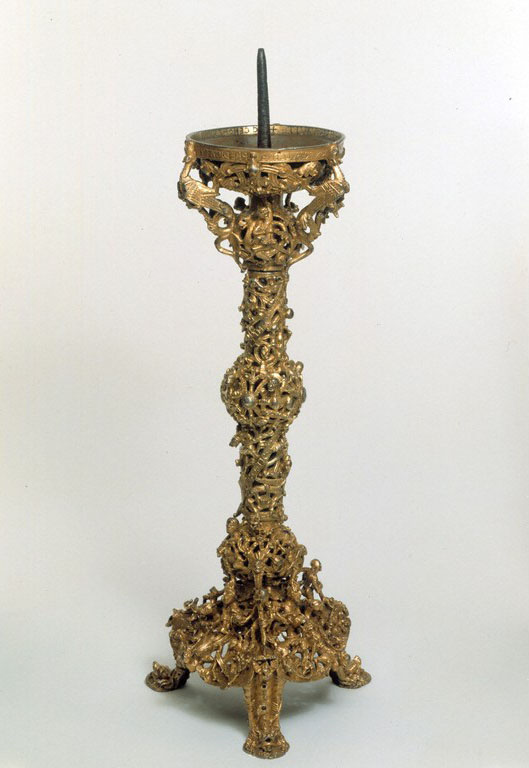
Candelabro en bronce para la catedral de Gloucester (ca. 1104/1113) (Victoria and Albert Museum)

### Puertas de bronce
Las puertas de bronce formaban parte de una de las principales obras de arte de la Edad Media románica. Eran obras ambicionadas por todos los grandes centros religiosos, se encuentran desde Venecia a Sicilia, y en los países del norte de Europa. Las puertas romanas de Oriente de Venecia, Salerno y la Basílica de San Pablo Extramuros en Roma están realizadas con incrustaciones de plata. El trabajo de Barisano de Trani firmado en las catedrales de Trani (portal central, c.1185), y Monreale (portal norte, c. 1190) y en la atribuida de Ravello (1179), que se caracteriza por la presencia de relieves obtenidos mediante el acabado frío y aplicados sobre la base de madera, muestran las influencias árabes y romanas de Oriente. En el norte de Italia, los batientes de la puerta de San Zenón de Verona constan de plafones sobre madera y fueron realizadas por diferentes maestros en un estilo claro románico; presentan una iconografía centrada principalmente en el Antiguo y Nuevo Testamento, pero también se incluyen temas apocalípticos y la historia de san Zenón.
Entre el patronaje del obispo Bernward, estuvieron las puertas de bronce para la iglesia de San Miguel de Hildesheim decoradas con dieciséis escenas del Antiguo y Nuevo Testamento con una altura de 4,5 metros, fue una de las mejores obras de fundición de la época, realizadas en 1015 y colocadas por el obispo Godehardo, tras el fallecimiento de Bernward en 1022.
La puerta de la catedral de Trani se caracteriza por la ligereza del diseño, confirmada por el pequeño tamaño de las figuras y la importancia de los marcos de los treinta y dos paneles; veinte están realizados con figuras de santos individuales como si fueran iconos romanos de Oriente; aparecen dragones y leones combinados con iconografía religiosa de la Virgen y de los Apóstoles.

Puertas de bronce talladas románicas
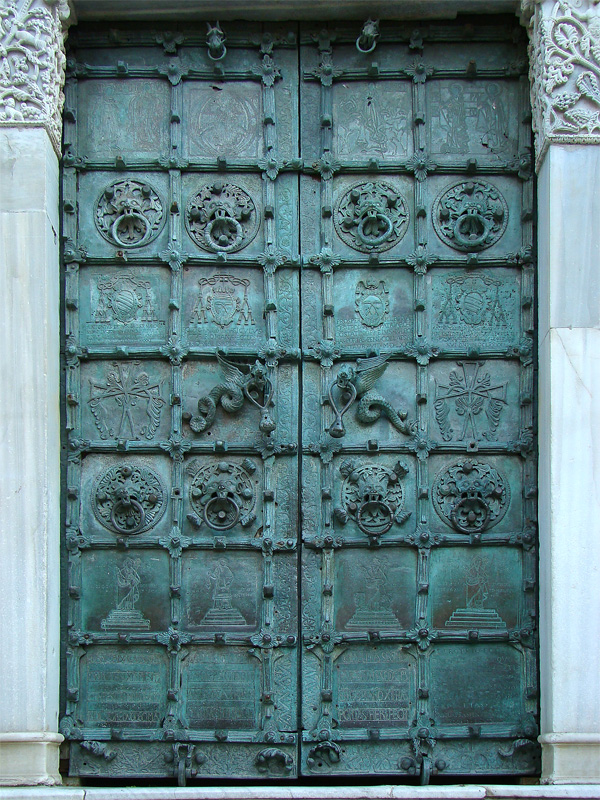
Catedral de Troia, Apulia (1119), puerta con poco trabajo escultórico
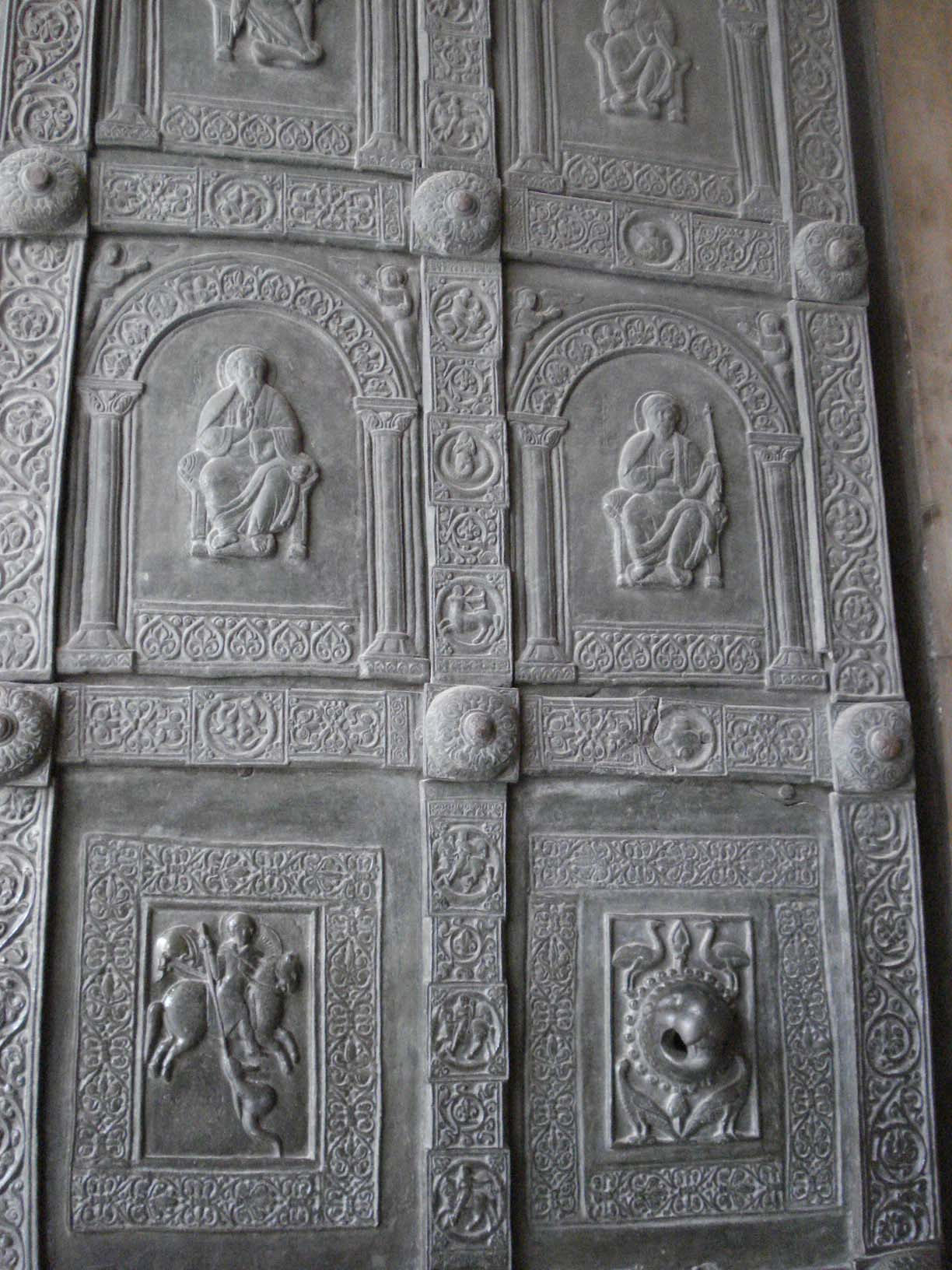
Puerta norte de la catedral de Monreale (c.1190), de Barisano de Trani, consta de veintiocho paneles que representan cuarenta y dos figuras, mostrando una mayor intención escultórica que en sus anteriores puertas.
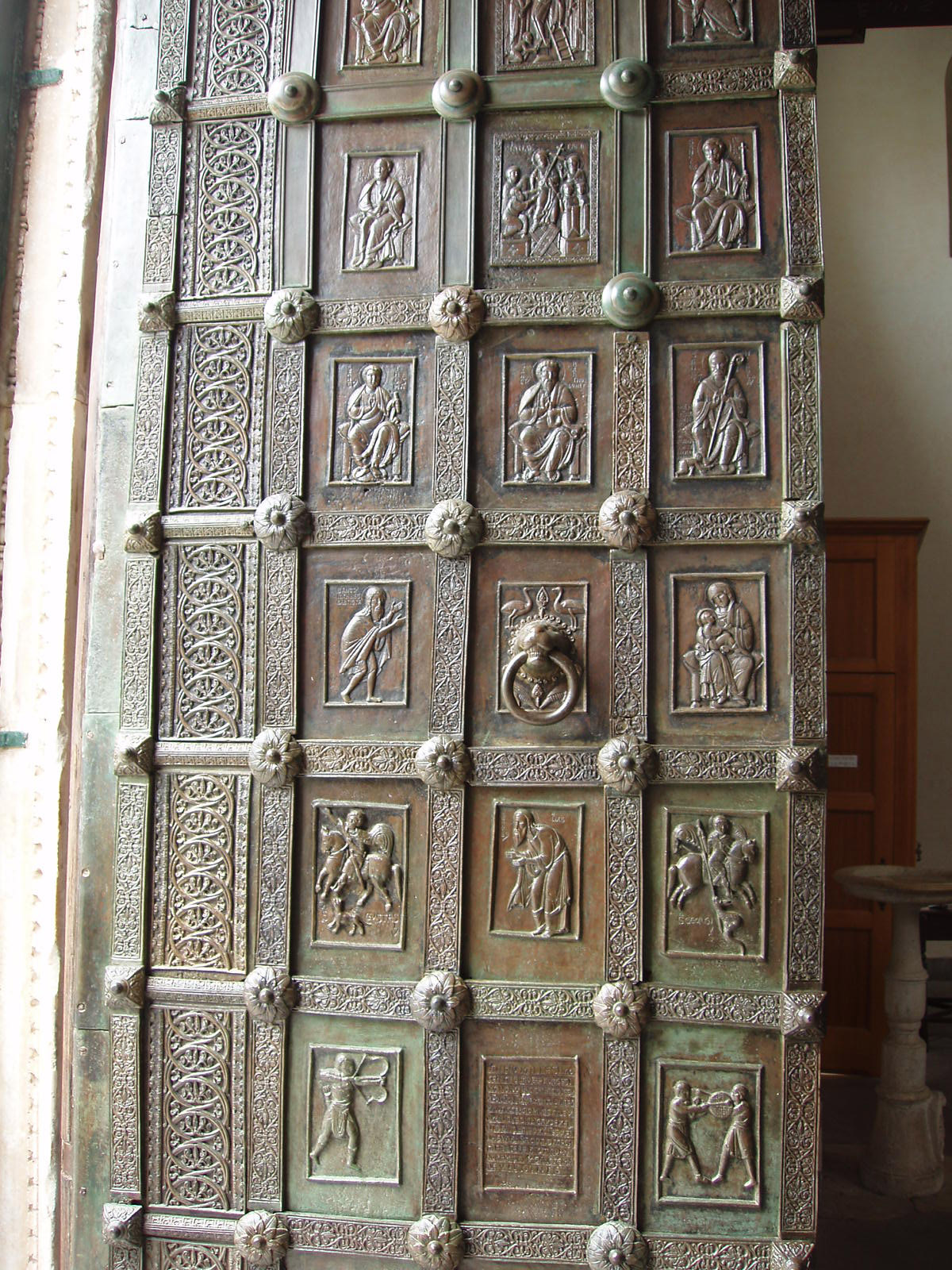
Puerta de la catedral de San Pantaleón de Ravello (1179), encargada por Sergio Muscettola; en el panel central de la tercera fila del batiente izquierdo de la puerta se encuentra una inscripción con la fecha incluida. Aquí se pueden ver figuras de arqueros y malabaristas que también se encuentran en la de Trani. Los marcos de partición de los paneles están ricamente decorados. Se encuentran escenas del Antiguo y del Nuevo Testamento.
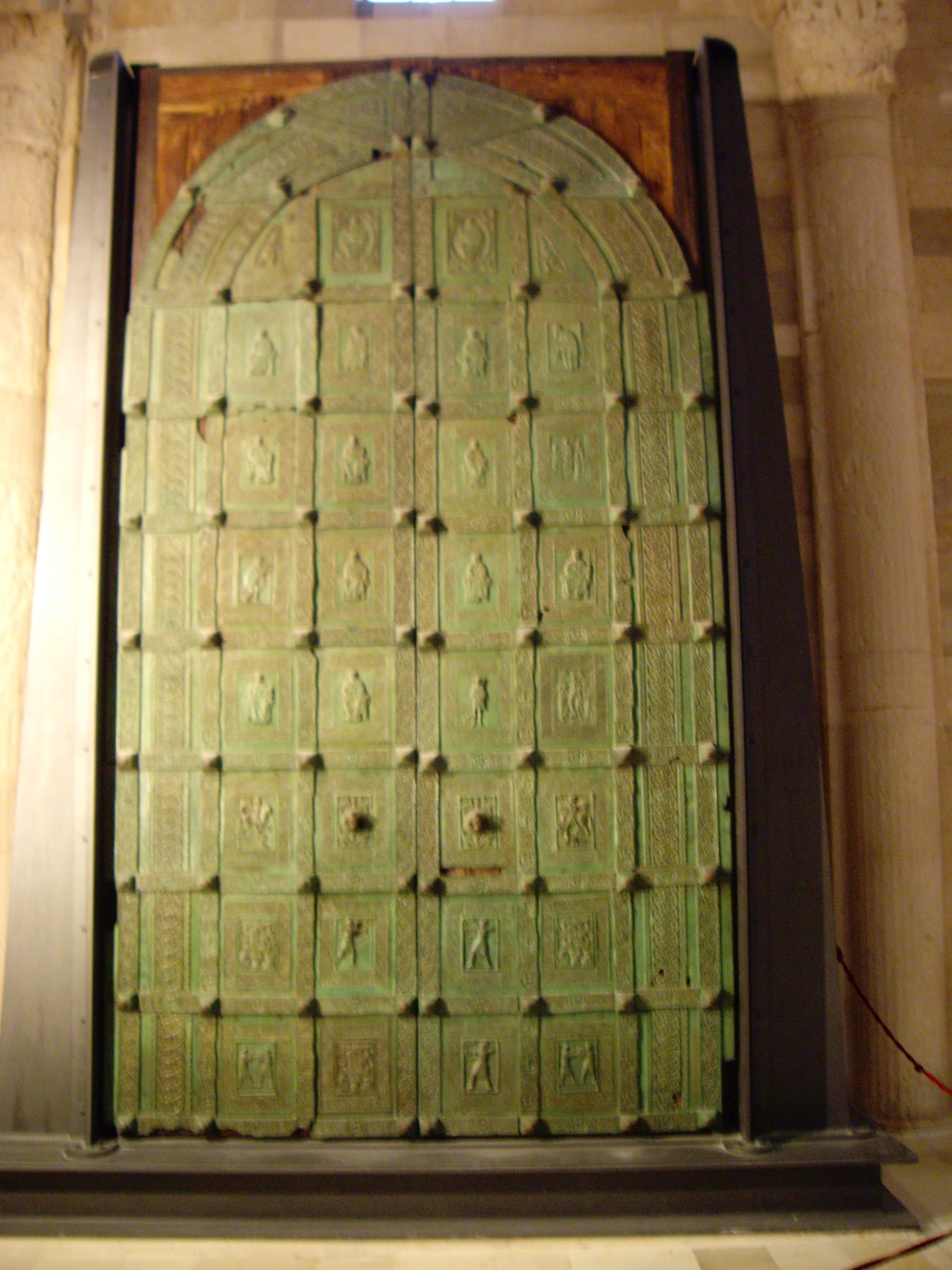
Catedral de Trani.

### Orfebrería escultórica

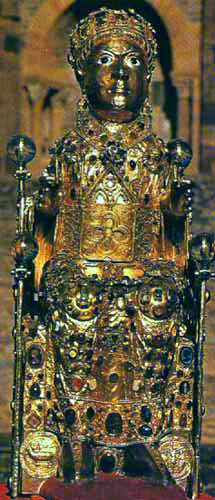
Estatua relicario de santa Fe, de oro y de plata dorada sobre alma de madera y con incrustaciones de piedras preciosas.

El ámbito artístico de la orfebrería románica tuvo un papel muy notable, no sólo en el nacimiento y desarrollo de la escultura monumental, sino también en la formación de artistas. La reputación de los orfebres traspasó fronteras y sus obras fueron utilizadas a menudo como modelos. Se decía de Godefroid de Huy que: «…no tenía igual en el campo de la orfebrería, que en varias regiones, había hecho muchos relicarios y objetos para reyes.»
El repujado fue una de las técnicas que más emplearon los orfebres, ya que era la técnica que mejor iba para emplear sobre una base de madera para relicarios y pequeños retablos. El trabajo de busto-relicario sin duda tuvo un gran impacto en el florecimiento de la escultura románica. En el Llibre dels Miracles de Saint Foy, escrito hacia 1014 por Bernard, maestro de la escuela episcopal de Angers, hay un magnífico testimonio:

Una venerable y antigua costumbre existe tanto en las tierras de Auverge, Rodez y Toulouse, y en las regiones vecinas. Cada distrito erige una estatua a su santo, de oro, plata u otro metal, según sus medios, en cuyo interior se encuentra la cabeza del santo o alguna otra parte de su cuerpo venerable... Por último, el tercer día, llegamos cerca de Santa Fe de Conques. Sucedió, afortunadamente y por casualidad, que cuando entramos en el monasterio, en un lugar apartado estaba abierto donde se guarda la venerada imagen. Cuando llegamos a su vista, estábamos tan apretados debido al gran número de fieles postrados, que nosotros mismos no pudimos inclinarnos... y yo me quedé de pie para mirar la imagen.
Un venerable i antic costum existeix tant a les terres d'Auverge, Rodez i Tolosa de Llenguadoc, i a les regions veïnes. Cada districte erigeix una estàtua al seu sant, d'or, argent o un altre metall, segons els seus mitjans, a l'interior de la qual es troba el cap del sant o alguna altra part del seu cos venerable... Finalment, el tercer dia, vàrem arribar a prop de Santa Fe de Conques. Va succeir, sortosament i per casualitat, que quan vàrem entrar al monestir, en un lloc apartat estava obert on es guarda la venerada imatge. Quan vàrem arribar a la seva vista, estàvem tan atapeïts a causa del gran nombre de fidels prostrats, que nosaltres mateixos no vàrem poder inclinar-nos... i jo em vaig quedar de peu per mirar la imatge.
Llibre dels Miracles de Saint Foy.

### Talla en marfil

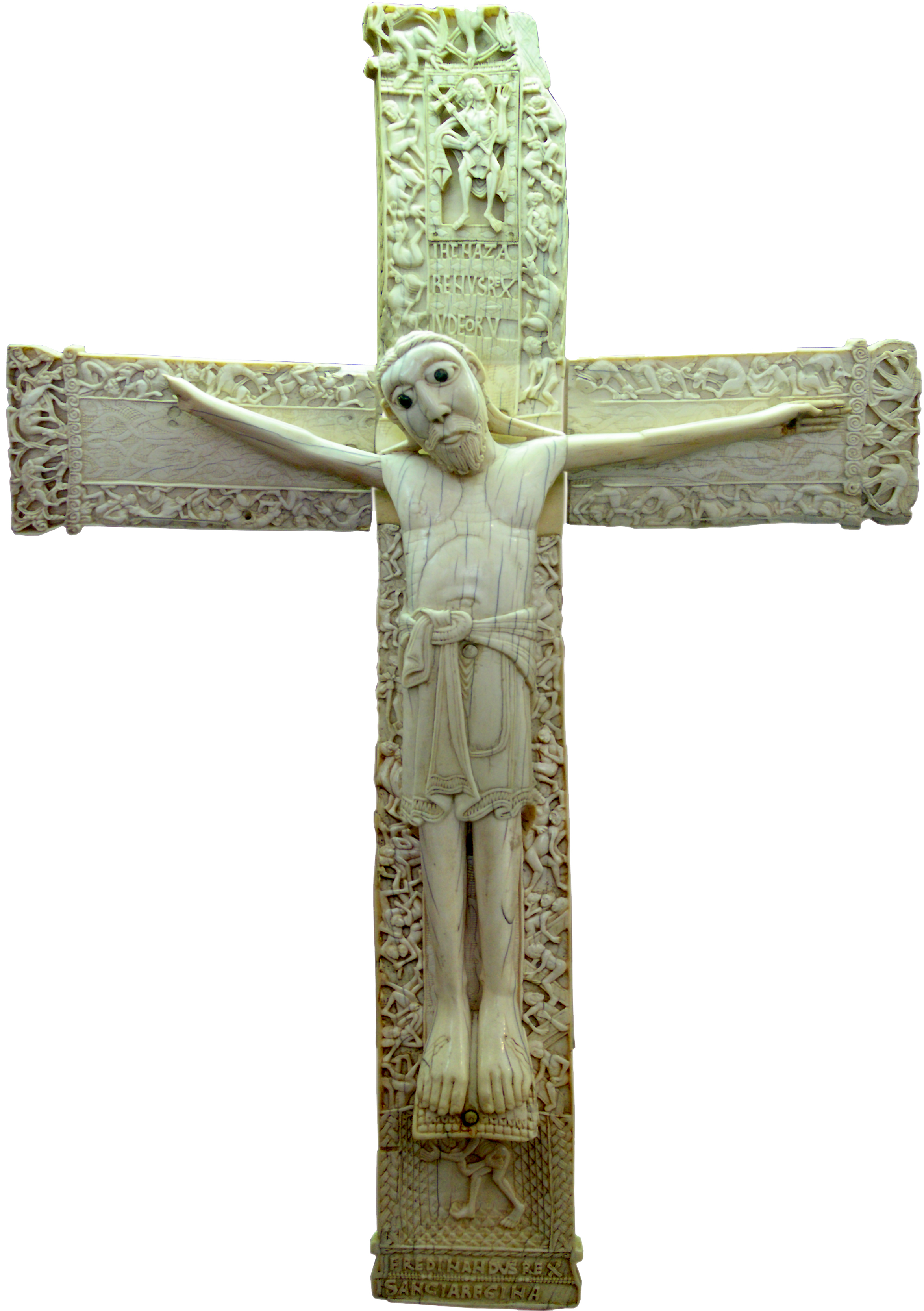
Anverso del Crucifijo de don Fernando y doña Sancha en el Museo Arqueológico Nacional de España de Madrid.

El arte específico de tallar el marfil tuvo un gran desarrollo en la época románica, especialmente en las zonas de influencia carolingia, y mostraban por encima de todo el poder de quienes encargaban las obras, principalmente en grandes monasterios o por encargos de poderosos personajes.
En el tratado De diversis artibus (c.1100) se encuentra la descripción de herramientas de taller: «Las limas se hacen también de acero puro: hay grandes, medias, de cuatro caras, de tres caras y redondas», así como del proceso de la talla de hueso: «Para tallar el hueso desbástese primero un pedazo de este material del tamaño deseado y cúbrase de yeso; dibújanse después las figuras con mini tal y como se desee obtenerlas más tarde, de modo que sean claramente visibles, después, con diferentes cinceles, rebájese el fondo con la profundidad que se estime…».
Cuando un obispo o un abad de un monasterio viajaban normalmente llevaban con ellos un altar portátil y de los objetos de un altar, uno de los más importantes era el Crucifijo que solía ser de metal o marfil. Se conservan unos ejemplares de gran calidad como el que se encontraba en la abadía de Bury Saint Edmunds en Inglaterra y hoy en día conservado en el Museo Metropolitano de Nueva York.
En la península ibérica desde el siglo XI hubo un gran taller de talla en marfil y orfebrería en el monasterio de San Isidoro de León, siendo una gran muestra de ello el Crucifijo de don Fernando y doña Sancha datado cerca del año 1063. Se cree que fue el primero en la Edad Media hispánica con la representación de la imagen de Cristo, ya que era costumbre que las cruces, ya fueran de materiales nobles, como de oro o marfil o simplemente de madera, estuvieran realizadas sin imágenes. La imagen de Cristo está tallada en marfil y es de pleno volumen y es representado vivo, con la cabeza ligeramente inclinada hacia la derecha de cara ovalada, donde resaltan los grandes ojos abiertos con las pupilas incrustadas con piedra de azabache. Presenta una barba y bigote con el cabello ondulado y con los pies traspasados por un clavo individual cada uno. En la parte posterior del cuerpo, como era común, tiene un hueco para usarlo como relicario.

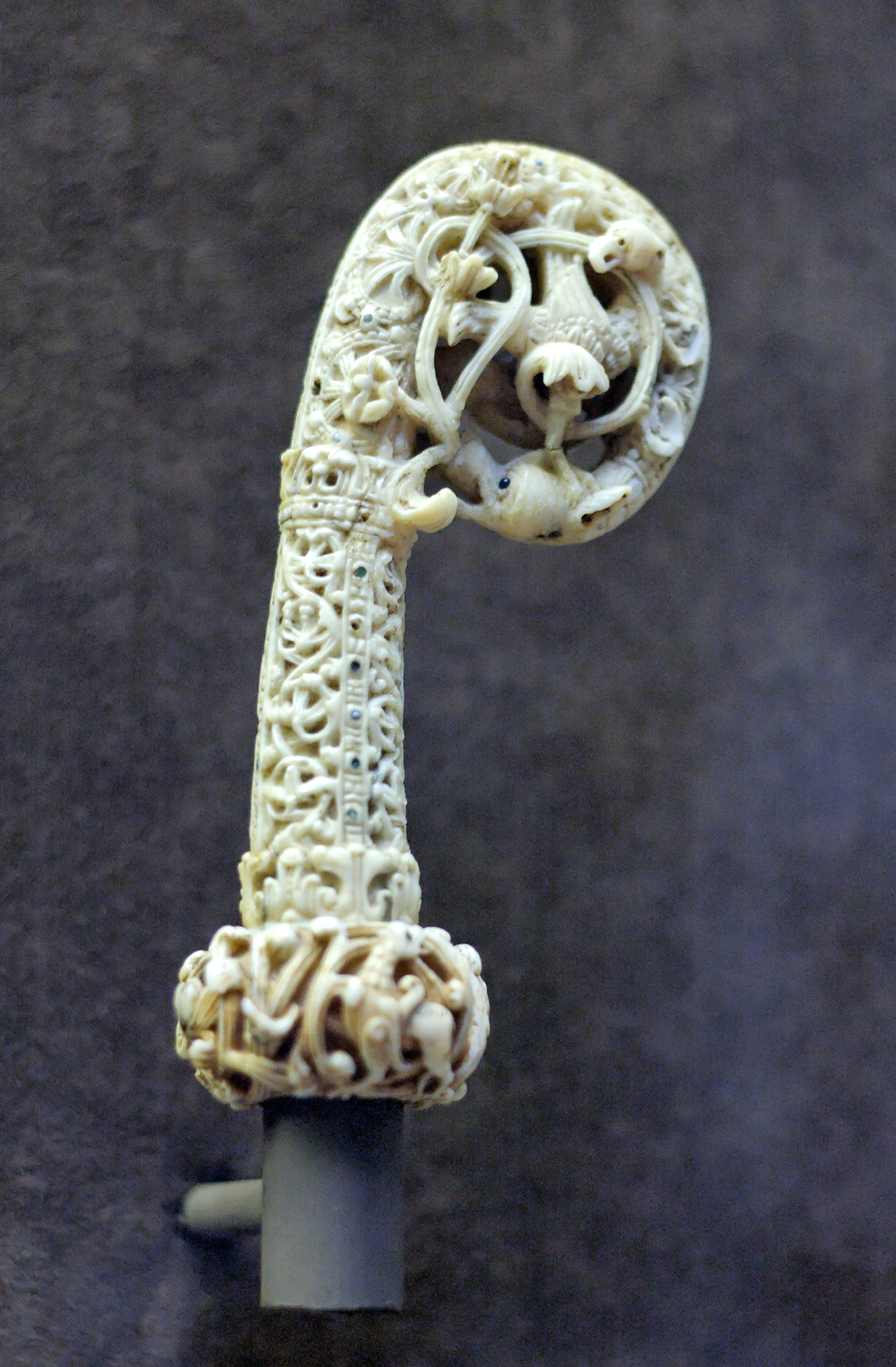
Báculo pastoral de obispo en marfil de morsa (1120-1130) Inglaterra
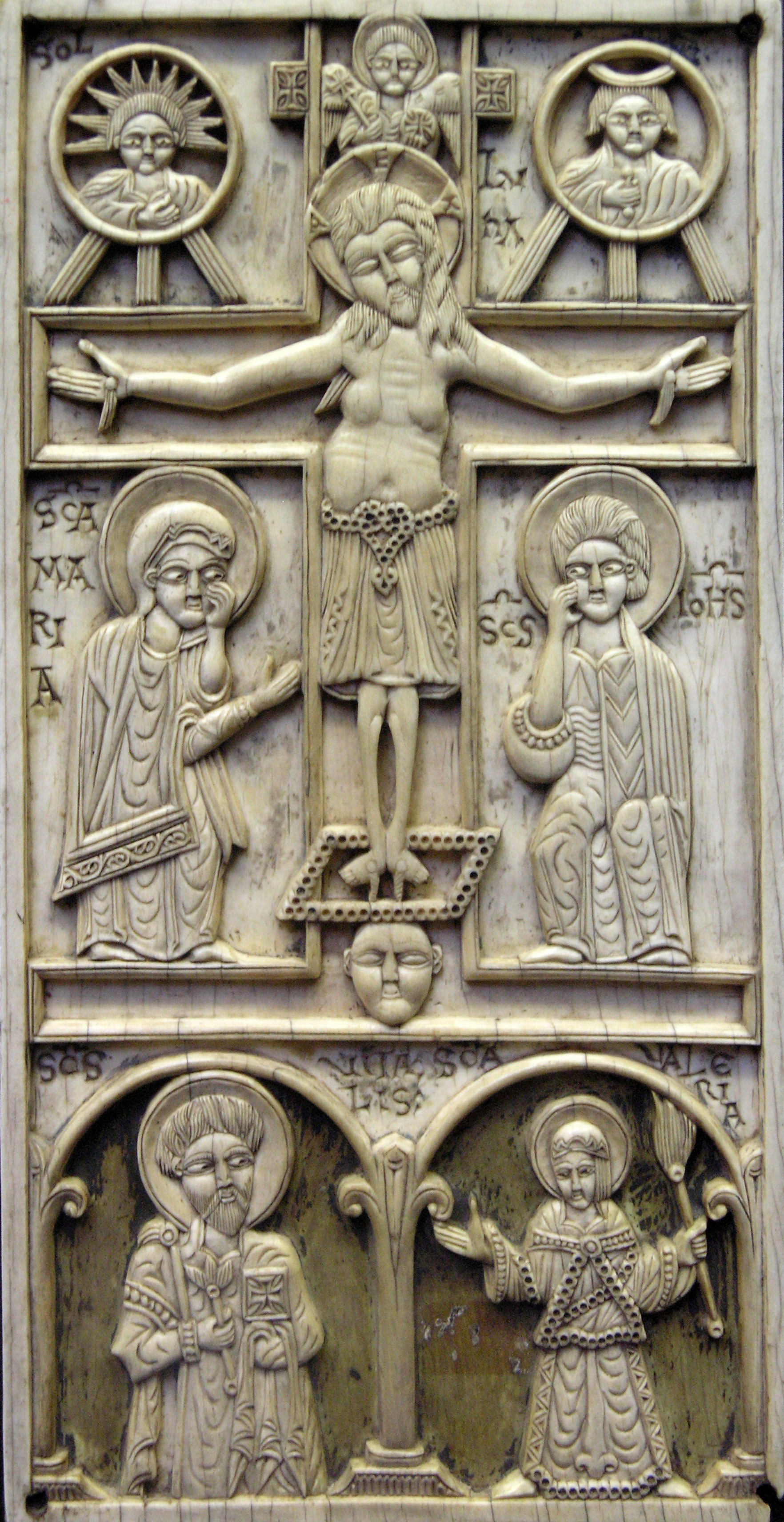
Placa en relieve de marfil (siglos xii - xiii) procedente de Venecia
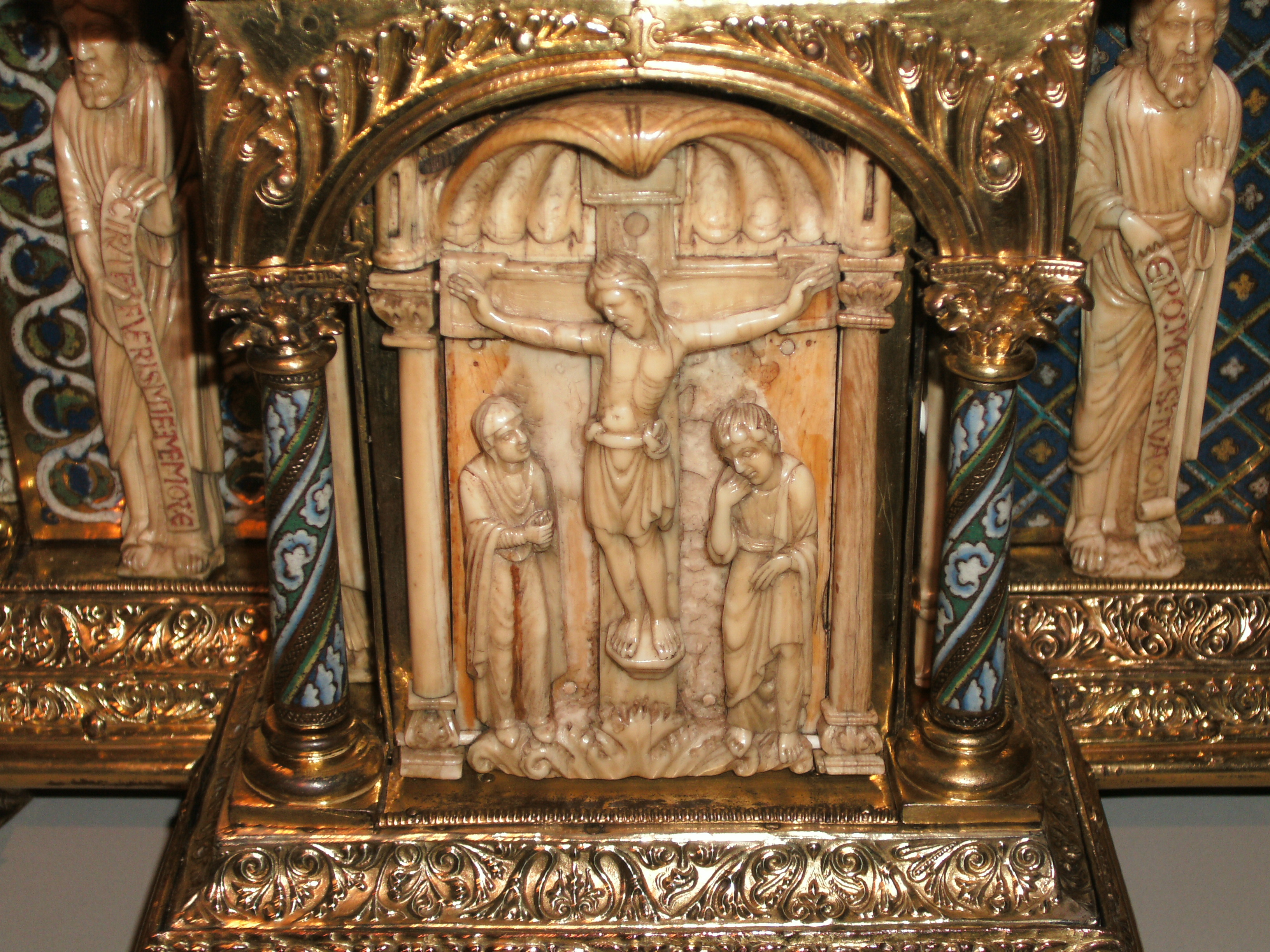
Tabernáculo (c.1180) de bronce, esmalte y marfil de la zona del Bajo Rin (Alemania)

## Los talleres artísticos

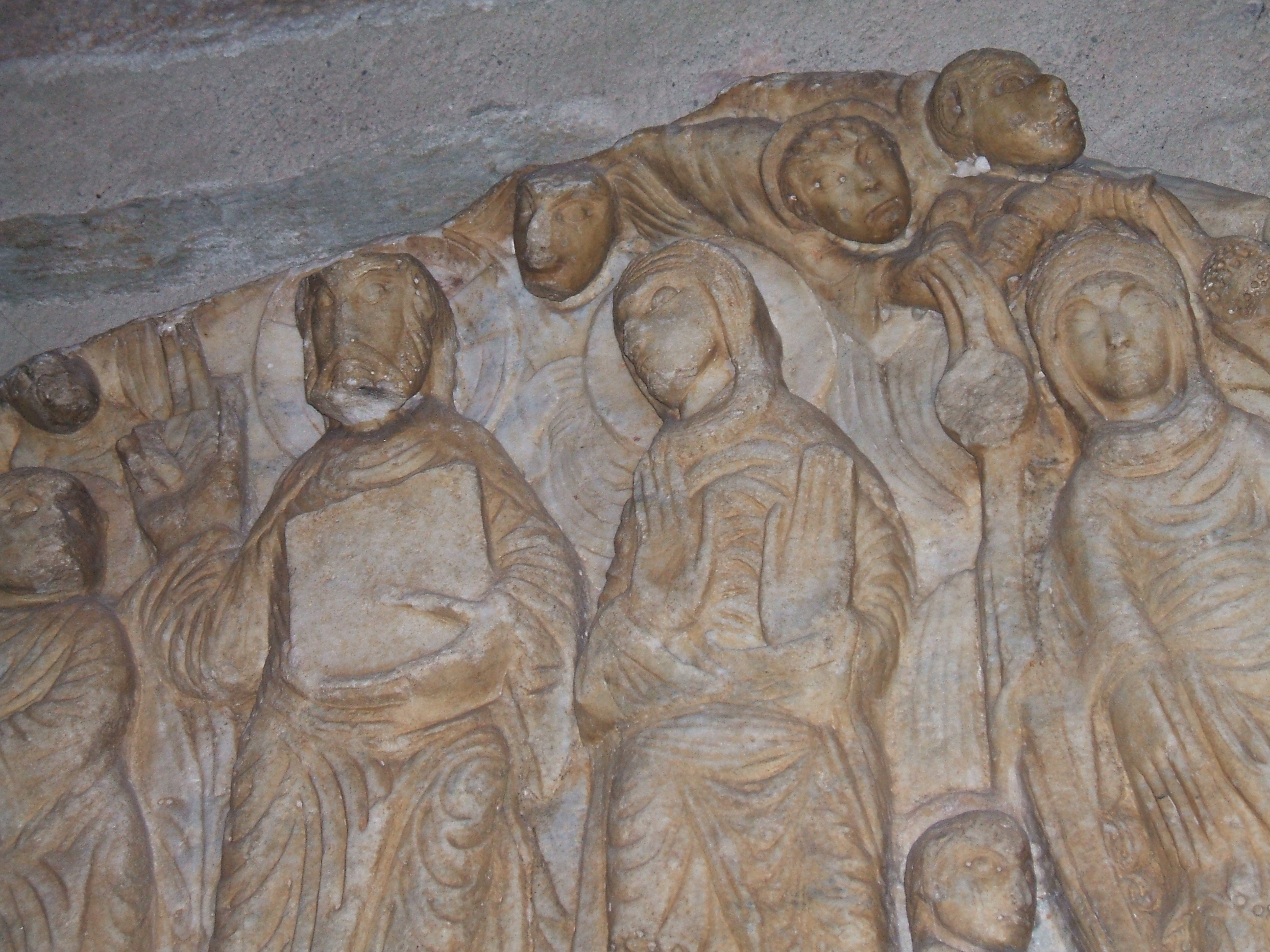
Detalle del Timpano de Cabestany realizado por el maestro de Cabestany

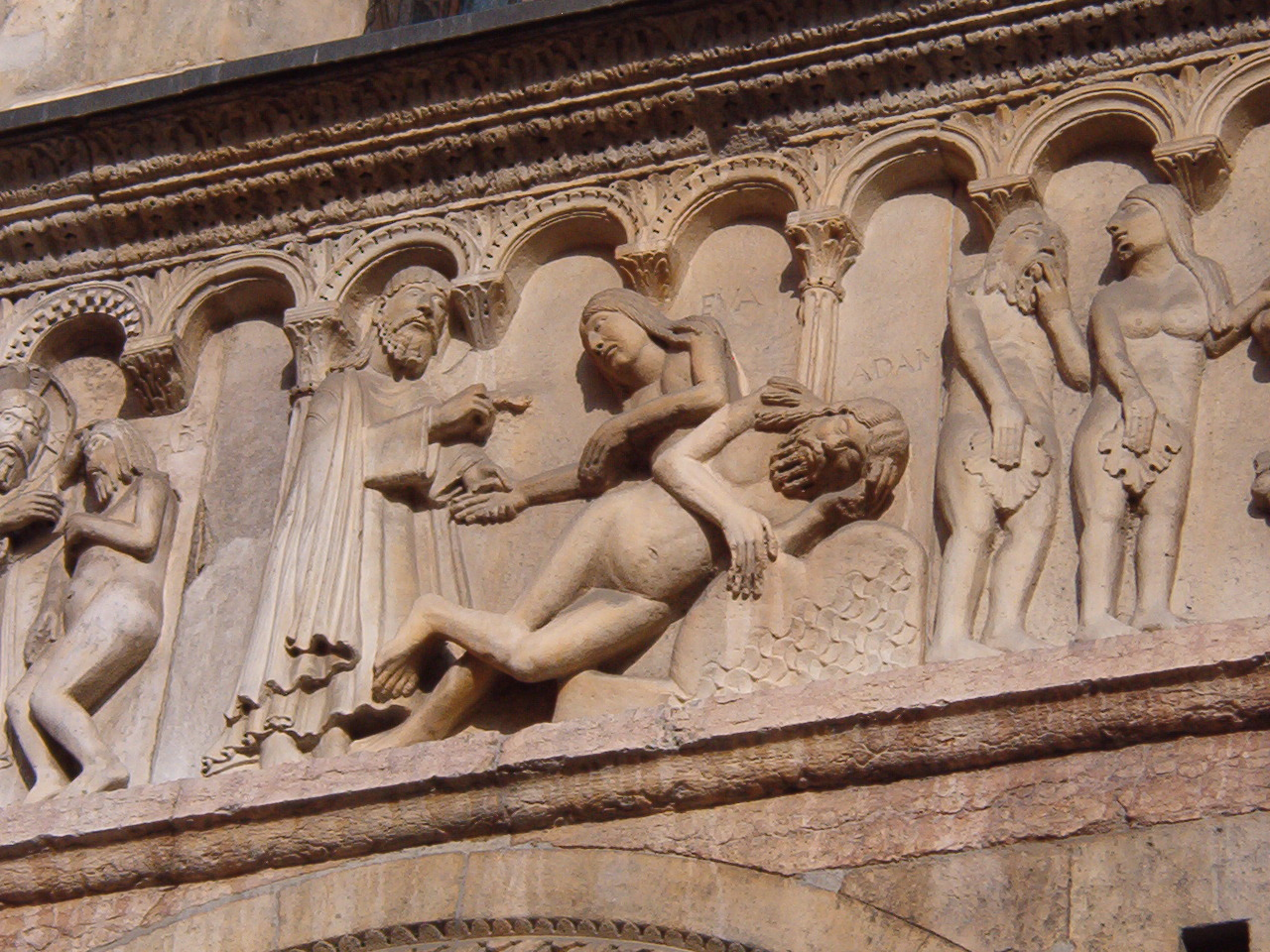
Detalle de la Creación de Eva en la catedral de Modena por Wiligelmo de Módena (1099)

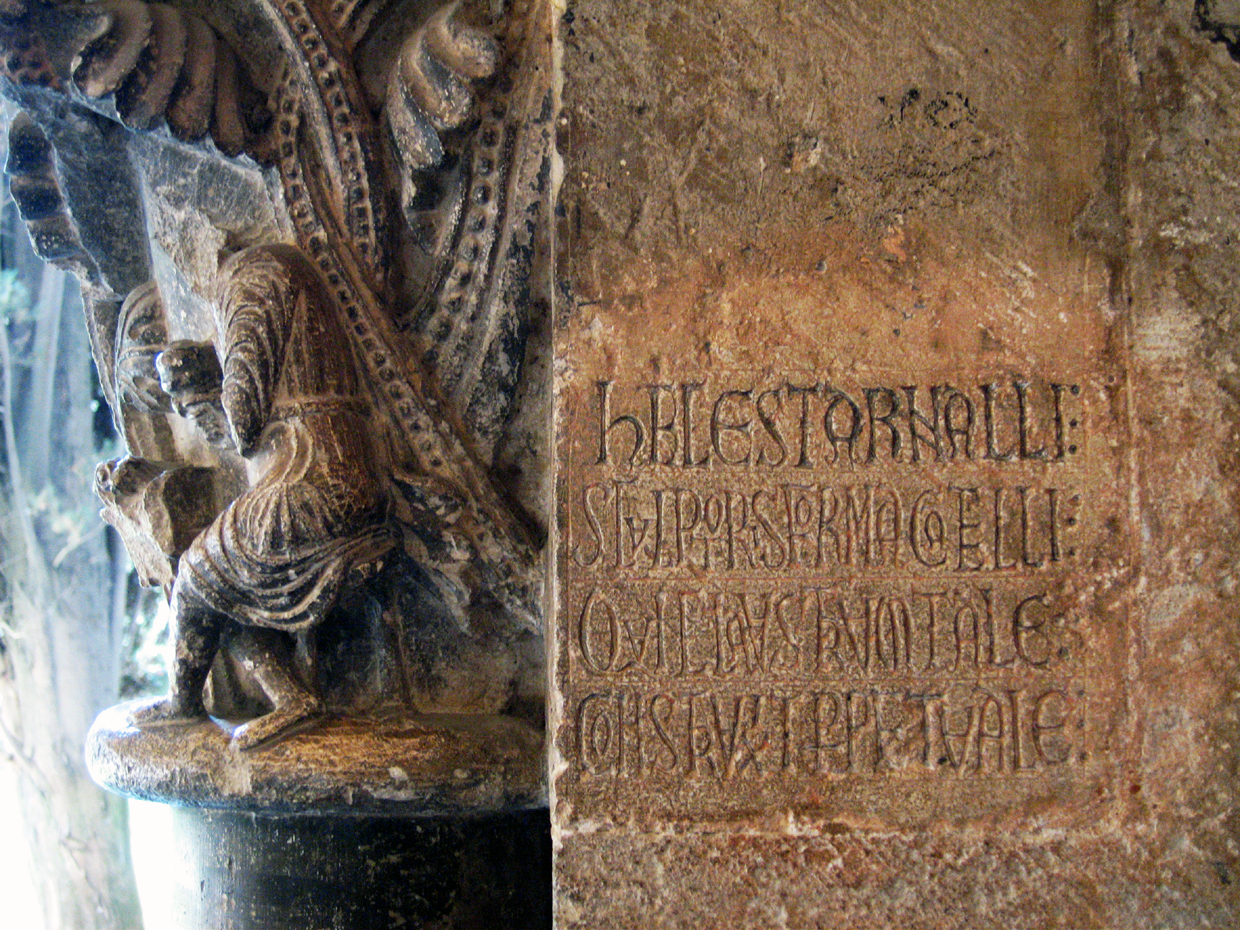
Capitel en el monasterio de Sant Cugat con un autorretrato y una inscripción de Arnau Cadell (c.1190)

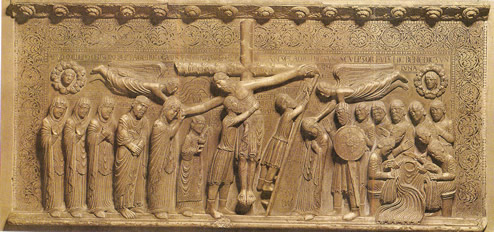
Descendimiento de la Cruz en la catedral de Parma por Benedetto Antelami (1178)

En el norte de Italia hubo una expansión durante el llamado románico lombardo ejecutado por los magistri comacini. Estos escultores se trasladaban en grupo con gran facilidad y se encuentran obras documentadas en los Alpes, el Lacio, Alemania, Dinamarca y Suecia, a principios del siglo XI trabajaron por todo el territorio catalán, principalmente bajo el patrocinador abad Oliba. Sus muestras de escultura son la mayoría con una decoración a base de figuras zoomorfas, animales, grifos y vegetales. Las figuras humanas son raras y con un aspecto poco realista. Fernando Galtier Martí de la Universidad de Zaragoza ha realizado un estudio (2008), donde explica el desarrollo del trabajo de los maestros comacini, comparando el gran parecido entre los campanarios de las iglesias de esta época del Lacio y las construidas en Cataluña. Un ejemplo de cómo los escultores trabajaban en varios territorios se dio en el taller itinerante del llamado Maestro de Cabestany, activo en el siglo XII, que desde su región, el Rosellón, viajó y dejó sus obras por el Languedoc, Cataluña, Navarra e Italia.
Una de las escuelas escultóricas más exuberantes fue la localizada en la región occidental de Francia en las regiones del Poitou, Saintonge y Angoumois y también en algunas provincias más de alrededor. La decoración con esculturas la realizaron en capiteles de columnas en los pórticos y frisos, y en las arquivoltas talladas en las dovelas radiales con elementos repetitivos como la iglesia de Notre Dame la Grande de Poitiers. Este método fue seguido por maestros de España e Inglaterra.
Por lo general los artistas románicos permanecieron en el anonimato, pero algunos de ellos dejaron su firma o se encuentran (en casos más aislados) documentos con su nombre como en unos versos en Módena, que dicen el nombre del escultor Wiligelmo de Módena (c.1099) autor de los relieves de la catedral:

Así como tú eres digno de honor entre los escultores/así ahora brilla tu escultura, oh Willigelmo
Així com tu ets digne d'honor entre els escultors / així ara brilla la teva escultura, oh Willigelmo.

Otras veces el mismo artista se representa trabajando, como lo hizo Arnau Cadell en un capitel del claustro del monasterio de Sant Cugat: «Hec Est Arnalli sculptoris forma catelli qui claustrum tale construxit perpetuale» (Esta és la imagen del escultor Arnau Cadell que hizo construir este claustro para la posteridad). En la portalada de la iglesia de Santa María la Real de la población de Zangoza, en una estatua-columna que representa a la Madre de Dios con un libro abierto en sus manos muestra esta inscripción: «Leodegarius me fecit» (Leodegarius me hizo). Así también en otro capitel de la colegiata de Saint-Pierre en Chauvigny (Vienne) aparece: «Godfridus me fecit», o en la portalada de la iglesia de Revilla de Santullán en Palencia junto con la representación del escultor trabajando se lee : «Micaelis me fecit». Ramón de Bianya firmó dos sepulcros del claustro de Elna en el Rosellón con: «R. de Bia, me fecit», la obra de este escultor está relacionada estilísticamente con la del escultor italiano Benedetto Antelami autor del Descendimiento de la Cruz de la catedral de Parma donde realizó la inscripción: «En 1178, el escultor ejecutó este trabajo en el segundo mes, este escultor Benedetto Antelami». Queda constancia de otro escultor románico que trabajó en la catedral de Santiago de Compostela, en San Isidoro de León, y en la catedral de Pamplona:

... consta que en 1101 pasó a trabajar en la catedral de Pamplona, Esteban, maestro de la catedral de Santiago, que allí estuvo lleno de honores e hizo escuela, tan derivada de la escultura de la citada Puerta de Platerías de que la identificación entre Esteban, el Maestro de Platerías y el segundo maestro de San Isidoro parece segura.
... consta que l'any 1101 va passar a treballar a la catedral de Pamplona, Esteban, mestre de la catedral de Santiago, que allà va ser ple d'honors i va fer escola, tan derivada de l'escultura de la citada Puerta de Platerías que la identificació entre Esteban, el «Maestro de Platerías» i el segon mestre de San Isidoro sembla segura.

Los maestros solían recibir una retribución en metálico añadiendo la manutención: «al refectorio, al igual que cualquier monje» y bienes en especies. Se sabe que el maestro Esteban recibió por parte del obispo de Pamplona casa, con tierras y viña a quien además se le dio: «sesenta medidas de trigo, vino y cebada para que los agricultores que trabajen durante tu vida esas tierras lo entreguen en tu casa cada año».

## Comitentes

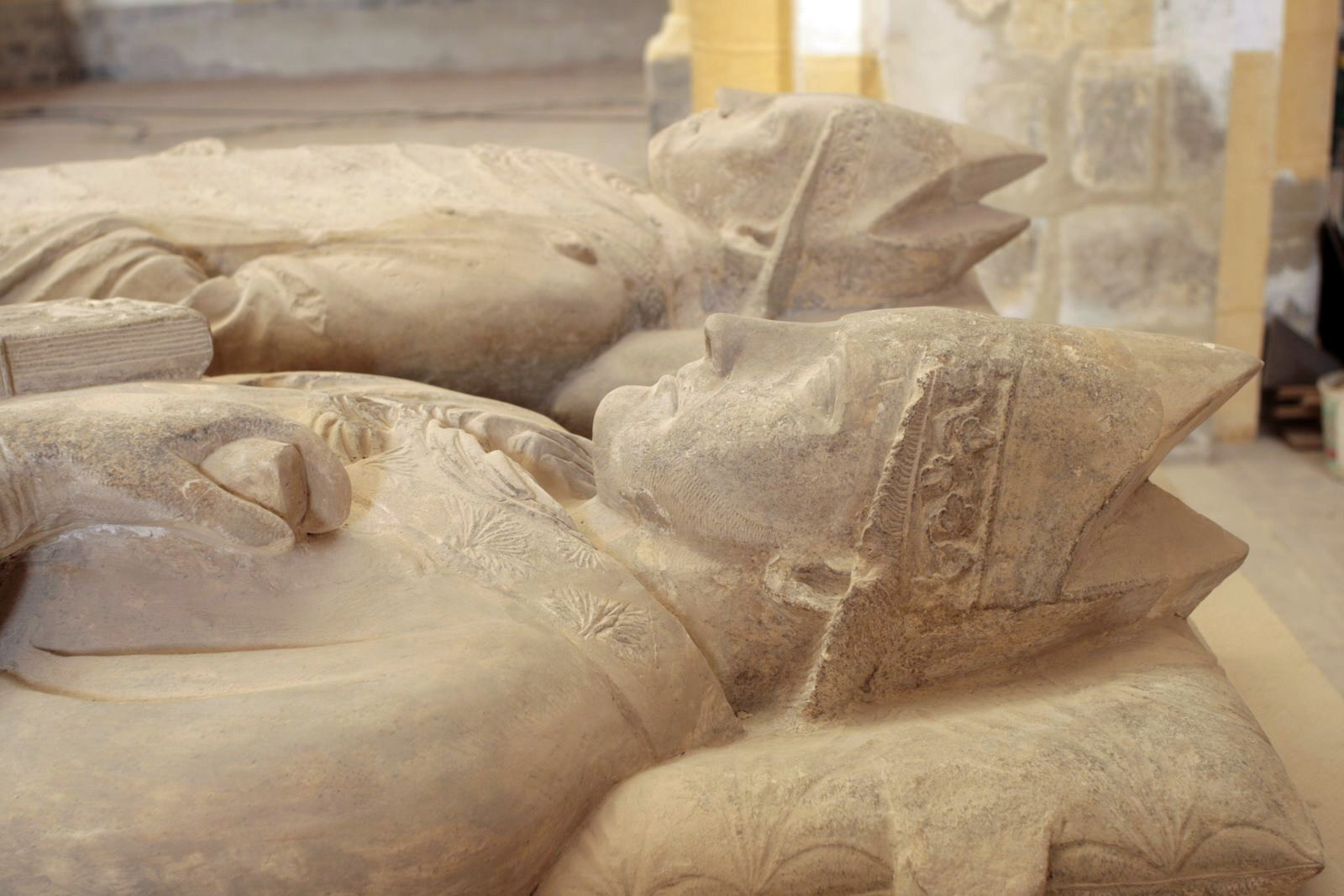
Los abades Odilón y Maiol fundadores de la abadía de Cluny

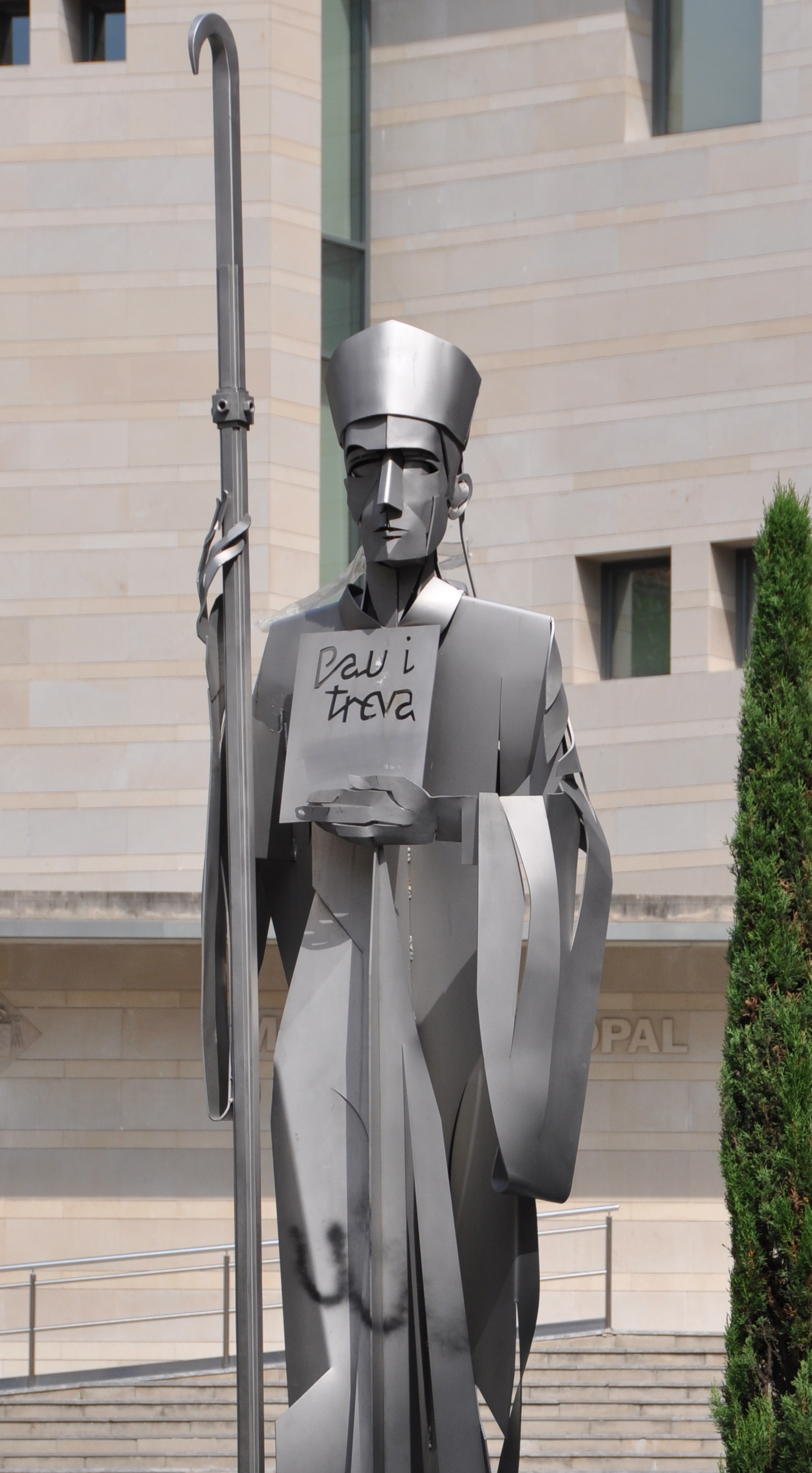
El abad Oliba gran comitente románico

La gloria de la realización de las obras durante el románico no sólo era para el artifex practicus sino para el artifex theoricus (mecenas), normalmente el abad de un monasterio, obispo, reyes o señores de la nobleza eran las personas que encargaban y pagaban la realización de obras de arte desde grandes construcciones a ofrendas de piezas litúrgicas, se encuentran nombrados en inscripciones, documentos y crónicas, por ejemplo el abad Odilón que fue comparado con el emperador Augusto por «convertir de madera a mármoles» el claustro de la gran abadía de Cluny en el siglo XII; según dijo Henri Focillon : «…los monjes cluniacenses fueron los propagadores de este movimiento en el Languedoc, en Borgoña, en la Isla de Francia y en España».
Gran fama de constructor tuvo el abad Oliba de Ripoll y obispo de Vic, el arzobispo Gelmírez fue un ejemplo de promoción eclesiástica en la parte occidental de Galicia con la construcción de cerca de sesenta iglesias y la casi finalización de las obras de la catedral compostelana.<
La condesa Ermesenda de Carcasona fue una comitente que contribuyó a la construcción de la catedral de Gerona y de varios monasterios. El rey Fernando I de León y su esposa Sancha I de León fueron ejemplo de mecenas a principios del siglo X, entre sus obras destacan el edificio con su escultura de la basílica de San Isidoro de León. Además de la gloria terrenal que les reportaba, la pretensión de los comitentes era asegurarse el paraíso. Al abad Oliba acudió el vizconde catalán Bermon para rehacer el patrimonio de San Vicente de Cardona y que aumentara la comunidad de canónigos, porque según confiesa el vizconde en su testamento: «…ser muy difícil estar exento de culpa quien se haya sublimado por riquezas o por el poder secular…». También el obispo Bernward de Hildesheim redactó en su testamento sobre la creación de templos románicos:

He reflexionado durante mucho tiempo con qué construcción meritoria o mediante qué suma de dinero podría ganar la gracia de Dios. Empecé a construir una nueva iglesia y así he velado por la santa cristiandad y he cumplido mi promesa de honrar y alabar el nombre de Dios...
... He reflexionat durant molt de temps amb quina construcció meritòria o mitjançant quina suma de diners jo podria guanyar la gràcia de Déu. Vaig començar a construir una nova església i així he vetllat per la santa cristiandat i he complert la meva promesa d'honrar i lloar el nom de Déu...

## La Europa románica: escuelas regionales
Hasta los últimos años del siglo XI no parece que hubiera escuelas propiamente dichas de escultura románica, las cuales sólo alcanzaron importancia y desarrollo en el decurso del siglo XII. Pero antes de dichos siglos se habían formado ya en Occidente notables centros de artes decorativas y suntuarias, sobre todo, de orfebrería con carácter propio o derivado del arte bizantino que muy bien pueden admitirse, al menos, como precursores de las escuelas de escultura románica. Consideradas en su conjunto, se distinguen las siguientes

### Escuela irlandesa y anglosajona
Esta escuela se da desde el siglo VII y se caracteriza por los entrelazados y adornos caligráficos que de la escritura de códices pasaron a servir de motivos ornamentales en la escultura. Llegada ya la época propiamente románica, cultivó el relieve con figuras alargadas parecidas a las de la escultura francesa.

### Francia
Las escuelas francesas se formaron a lo largo del siglo XII. Entre las más destacadas pueden distinguirse al menos siete escuelas:

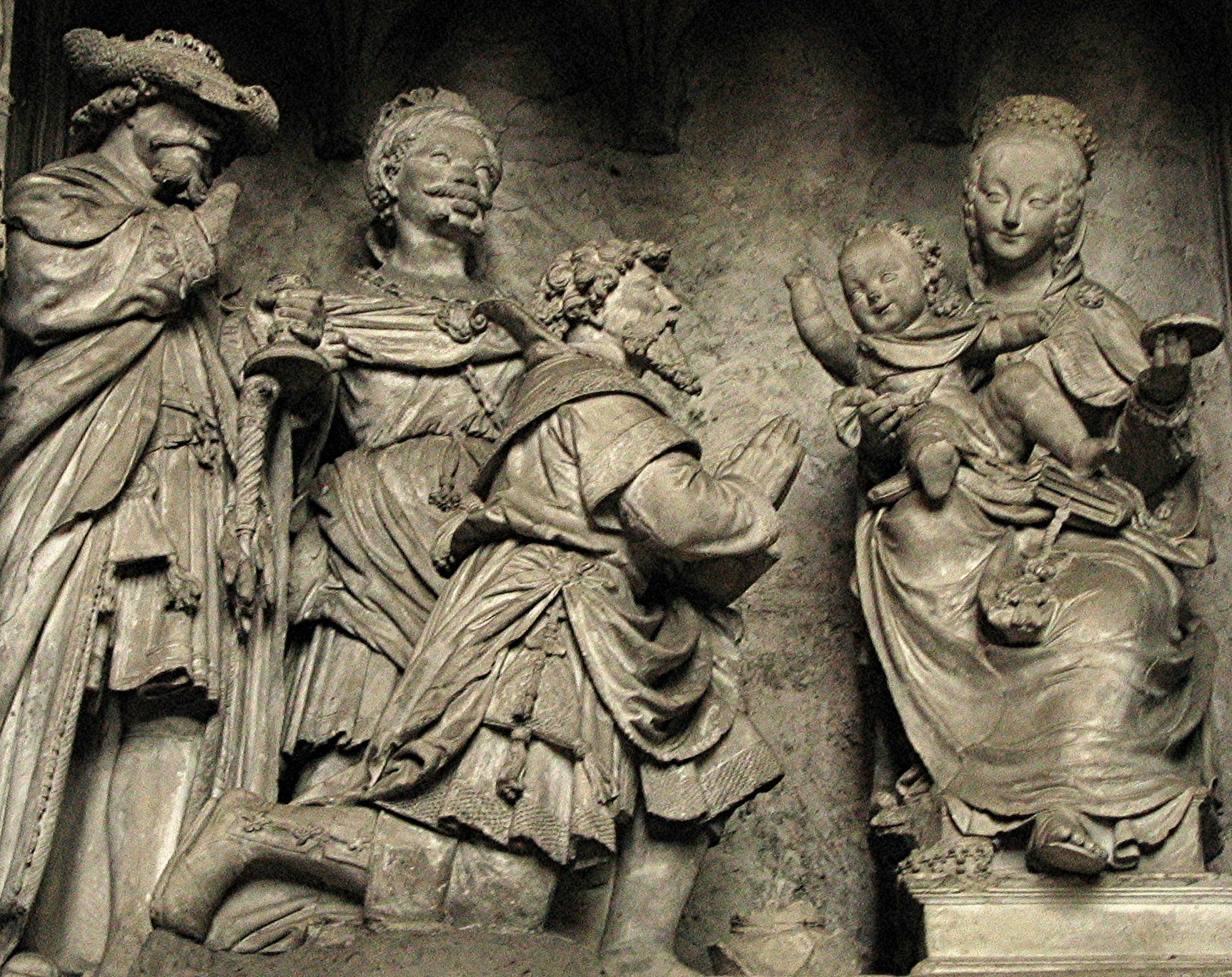
Catedral de Chartres

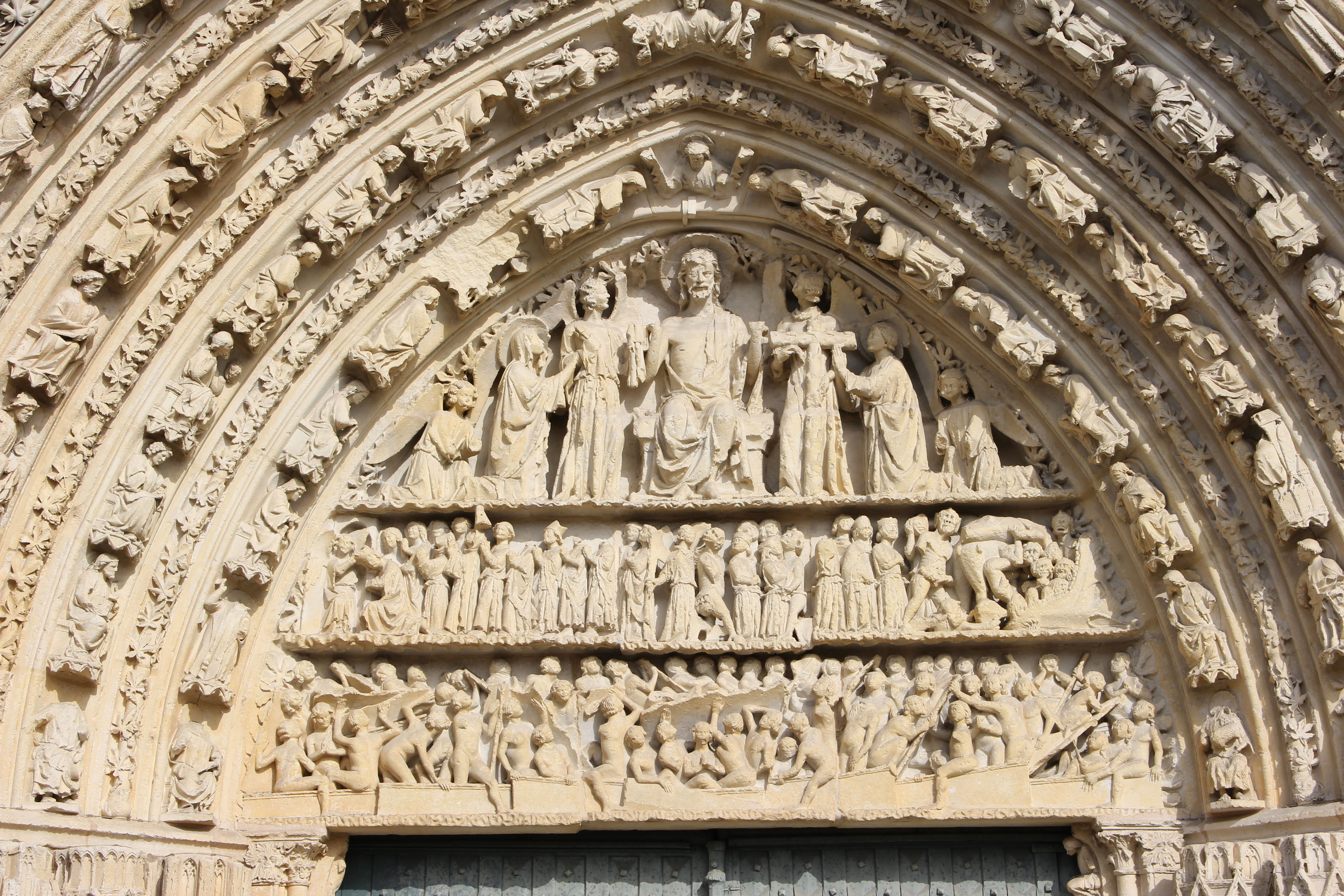
Catedral de Poitiers

- La de la Isla de Francia, de escultura rudimentaria hasta la segunda mitad de dicho siglo y que se distingue en los capiteles por el uso de cabezas con grandes bigotes pero bastante fina y elegante con menudos pliegues en los paños al iniciarse la época del arte gótico. Destacan las estatuas de la catedral de Chartres, de transición gótica.
- La de Normandía, con sus figuras de escaso relieve y su ornamentación de líneas en zigzag y dragones entrelazados
- La de Poitou y Saintonge, con su espléndida ornamentación de follaje serpenteante y de alegorías y personificaciones, sobre todo, en las fachadas de las iglesias, en cuyas portadas se observan series de santos y de ancianos del Apocalipsis sobre el tímpano o sobre las arquivoltas. Es de destacar la rica fachada de Nuestra Señora la Grande de Poitiers y la de Nuestra Señora de Saintes.
- La de Auvernia, con sus relieves muy salientes, su viva expresión e medio de la incorrección del dibujo y sus alegorías en los capiteles
- La de Toulouse y Languedoc, con sus figuras alargadas y de gran movimiento, sus personajes en pie y con las piernas cruzadas y con sus paños de pliegues horizontales sobre el pecho y otros ondulantes o dentelleados pero muy movidos en el extremo inferior de la vestimenta. Destacan en esta escuela los relieves historiados del claustro abacial de Moissac y los relieves de la portada de su iglesia con sus similares de San Esteban y san Saturnino de Toulouse
- La de Provenza, con sus reminiscencias clásicas en la ornamentación y sus imitaciones de las escuelas de Toulouse y del Norte a pesar de haber sido considerada (sin fundamento) como la más influyente de la época. Destacan las estatuas de la fachada de San Giles y San Trófimo de Arlés.
- La de Borgoña, en fin con su extraordinaria expresión en las actitudes dramáticas de los personajes y con sus paños de menudísimos pliegues, terminados en remolinos que parecen inspirados en los dibujos de caligrafía tan comunes en los códices de la época. Son famosos en esta escuela los relieves que adornan las portadas de la catedral de Autun y de la abadía de Vézelay.

En todas las escuelas referidas se labraron efigies de la Virgen representándola de ordinario sentada en su trono y con el Niño en las rodillas. Muchas de estas, sobre todo, en Auvernia, se recubrieron con plancha de cobre o de plata siendo la imagen de madera.

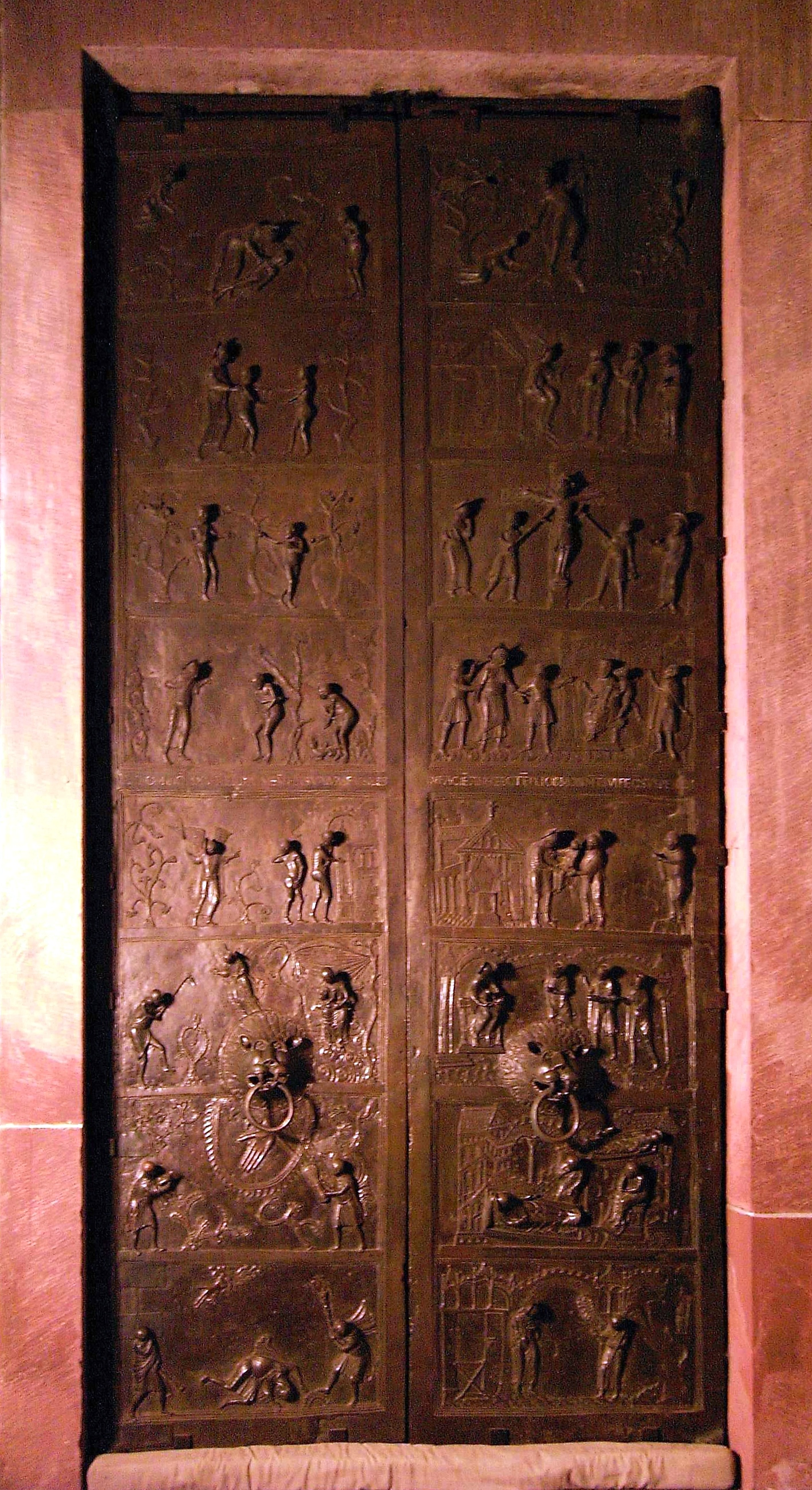
Puertas de la catedral de Hildesheim

### Los maestros comacini
Entre los primeros maestros románicos lombardos hay una serie de maestros hoy anónimos que trabajaron inicialmente en la zona de Como (y que por eso son llamados maestri comacini). Estos escultores se movían mucho y su trabajo está documentado en la región de los Prealpes, en la llanura padana, en el Ticino y algunos de ellos incluso llegaron a trabajar en Alemania, Dinamarca, Suecia y Cerdeña (como en la iglesia de San Pietro di Zuri en Ghilarza).
Entre las mejores obras de esta escuela destacan la decoración exterior de la basílica de San Abundio, en Como, o el coro de la basílica de San Fedele, siempre en Como, con figuras zoomorfas, monstruos, grifos, etc.
En estas representaciones las figuras humanas son poco frecuentes y se caracterizan por una apariencia tosca y poco realista. Mucho más importante es su maestría en la representación de figuras de animales y plantas, de entrelazamiento complejo debido quizá al hecho de que pudieron contar con modelos de telas y otros objetos orientales. El relieve es plano y estilizado, y hacen un amplio uso del recurso al perforado para crear una neta ruptura con el fondo, de profundidad fija, para dar un efecto de claroscuro.
Una importante obra de construcción del siglo XII fue la de la basílica de San Michele Maggiore en Pavía, donde se esculpieron cuatro largas bandas horizontales, interrumpidas únicamente por los elementos arquitectónicos de la fachada, que hoy están irreparablemente comprometidos debido a la degradación de la arenisca en la que fueron tallados. Se incluyen temas naturalistas, alegóricos, escenas de caza, de guerra y de vida cotidiana, figuras de santos. Sólo se puede dar una valoración global de los frisos, pero basta para entender que se trata de una de las mayores obras maestras del románico lombardo, quizás con derivaciones e influencias orientales armenias. 
Destaca también el complemento artístico de la Basílica de Sant'Ambrogio de Milán, que combina elementos prerrománicos (como los motivos entrelazados) con temas más originales como representaciones de animales o elementos vegetales con una acentuada sensación de volumen. A menudo, en la esquina del capitel se representa una sola cabeza de la que emergen dos cuerpos en sus respectivos lados.

### Wiligelmo
Wiligelmo fue el maestro de las esculturas de la fachada de la catedral de Módena, cuyo nombre  proviene de una losa colocada en la propia catedral, donde los agradecidos ciudadanos hicieron tallar una frase en alabanza del maestro
Para Módena esculpió diferentes relieves entre el final del siglo XI y el comienzo del siglo XII, siendo los más famosos los cuatro grandes paneles que representan Storie della Genesi (Creazione, Peccato dei progenitori, Uccisione di Abele, Punizione di Caino e l'Arca di Noè), que marcan la reanudación de la escultura monumental en Italia. El compleja figurativo representa una alegoría de la salvación humana y de la reconciliación con Dios.
Para comprender el estilo inmediatamente anterior a Wiligelmo, se pueden ver los capiteles de maestros lombardos anónimos en la cripta de la catedral: no tienen comparación el realismo, la interpretación de los volúmenes y la alegre disposición narrativa de Wiligelmo. La inmediatez de la narración fue un componente fundamental, admirado desde la época, sobre todo teniendo en cuenta que el público objetivo eran todos los fieles, sin distinciones de nivel cultural. Las esculturas, especialmente las de los altares del Génesis, están cuidadas hasta el más mínimo detalle, con algunos elementos tan alejados de un estereotipo que parecen estudiados del natural, como los diferentes pliegues del manto de Dios, suave y fluido, o los diversos estados de ánimo de las expresiones faciales.
- Bajorrelieves de Wiligelmo en la fachada de la catedral de Módena
- Creazione dell'uomo, della donna e peccato originale
- Cacciata dal Paradiso Terrestre
- Caino e Abele

### Los discípulos de Wiligelmo
En Módena trabajaron numerosos maestros canteros, como el maestro delle Storie di San Geminiano (activo hacia el año 1130, dotado de gran inventiva, pero menos expresivo que Wiligelmo), el maestro de Artù (más decorativo y menos dramático) y el maestro de las metopas. Este último artista anónimo, activo en el primer cuarto del siglo XII, esculpió un unicum con fantasiosas representaciones de los pueblos más remotos del mundo que aún enfrentaban el mensaje cristiano; importante es la aparición en su estilo de elementos minuciosos y refinados, derivados de la escultura borgoñona, con tallas de marfiles y de orfebrería.
Hay que subrayar la magnificencia y la riqueza de detalles del portal de la Pieve di San Giorgio (Argenta), obra maestra del escultor Giovanni da Modigliana.

### Niccolò
El escultor conocido por el nombre de Niccolò, estudiante o de alguna otra manera conocedor de la obra de Wiligelmo, fue el primer maestro de quien se conoce un corpus de obras firmadas, solo cinco, lo que permite reconstruir sus movimientos a través de la Italia septentrional.
La primera obra firmada Nicolaus es de 1122 y consiste en el portal de la derecha de la fachada del duomo de Piacenza, donde se representa la Storie di Cristo en el arquitrabe, caracterizado por un estilo eficazmente narrativo, pero con un relieve más bien aplastado, que se compensa con una mayor sofisticación en los detalles y un preciosismo casi pictórico. Este estilo tuvo un gran seguimiento en Piacenza, al igual que en los artistas anónimos de los formelle dei Paratici, en la nave central, que representan corporazioni delle arti e mestieri que habían financiado la construcción de la catedral.
El segundo testimonio de Nicolaus se encuentra en la sacra di San Michele, en el valle de Susa, en Piamonte, donde trabajó probablemente entre 1120 y 1130. Aquí se encuentra la Porta dello zodiaco, con las jambas decoradas con relieves de los signos zodiacales, similares a las de las popoli fantastici en la Porta dei Principi de Modena, donde se encuentran influencias de la escuela de escultura de Toulouse.
En 1135 Niccolò estaba en Ferrara para trabajar de nuevo en un protiro (porche), donde por primera vez fue tallado también el tímpano, como se hacía ya desde un par de décadas antes en Francia; luego en 1138 se encuentra en el patio de la basílica de San Zenón en Verona, también trabajando en un tímpano polícromo; y, finalmente, en 1139, aparece la última de sus obras en el  duomo de Verona: una Madonna in Trono, una Annunciazione y una Adorazione dei Magi, siempre en el portal. Niccolò introdujo elementos derivados de Aquitania y del norte de España.

### Los maestros campioneses
La característica constante de los maestros campioneses (originarios de Campione d'Italia) era la de trabajar como una corporación; de esta manera se transmitieron conocimientos específicos en la materia; si por un lado este proceder inhibía la creatividad individual, por otro lado lo compensaban retomando estilos de grandes maestros anteriores.
La última fase de la decoración de la catedral de Módena se llevó a cabo por ellos, entre los que destaca la actividad de Anselmo da Campione (activo hacia 1165). Esculpieron el coro alto en la catedral y crearon su gran rosetón en la fachada. Trabajaron también en las principales obras de la región.

### Benedetto Antelami
Benedetto Antelami trabajó en el conjunto monumental del duomo de Parma, al menos desde 1178, tal como figura en la placa de la Deposizione procedente de una tribuna desmembrada. Su actividad fue en la época de transición entre el románico y el arte gótico, tanto por datación como por estilo. Es probable que tuviera la oportunidad de visitar las obras que se estaban haciendo en Provenza, tal vez incluso las de la Isla de Francia. En la célebre Deposizione representó el momento en que el cuerpo de Cristo era bajado de la cruz, con varios elementos traídos de la iconografía canónica de la Crocefissione (los soldados romanos con el manto de Cristo, el sol y la luna, la personificación de la Ecclesia y de la Sinagoga, etc.) y de la Resurrezione (las tres Marías). Especialmente refinada es la ejecución y también el resultado del modelado de los cuerpos humanos, menos rechochos que las figuras de Wiligelmo. En comparación con el maestro de Módena, era bastante menos dinámico en la composición de la escena, con las figuras atrapadas en poses expresivas. La impresión de espacialidad conseguida por los dos planos superpuestos en lo que se disponen los soldados que echaron suertes las vestiduras es el primer ejemplo de este tipo en Italia.
Esculpido en el mismo período también es la cátedra episcopal, con poderosas figuras altamente plásticas y dotadas con notable espresividad.
En 1180-1190 fue con el taller a Fidenza donde decoró la fachada del Duomo con varios relieves, entre los que sobresalen las estatuas de los dos Profeti dentro de nichos en los lados del portal central: la recuperación de la escultura de bulto redondo (aunque en este caso, la colocación arquitectónica no permite al espectador apreciar los diferentes puntos de vista) no tenía precedentes desde finales de la estatuaria tardo-antigua, ni fue seguida hasta Donatello.
La escuela italiana se desarrolla desde finales del siglo XI hasta mediados del XIII. Se llamó italo-bizantina por haberle servido de modelos las producciones de Constantinopla con las de la escuela carolingia. Antes de dicha época, y sobre todo desde los comienzos del siglo X, desaparición de Italia la escultura propia, recibiéndola de los bizantinos. Sus principales monumentos son las puertas de bronce con relieves en varias catedrales además de algunos relieves en cátedras y púlpitos de mármol apenas estando en uso dicho material para esculturas fuera de Italia en la época románica. También son dignos de notarse alguno marfiles y preciosos frontales de altar. Especialmente rico es el frontal de plata de Cittá di Castello, bastante emancipado del bizantinismo y asimismo el díptico o retablo de marfil de la catedral de Salerno además de otros anteriores y de inspiración bizantina.

### La Europa central
La escultura alemana del siglo XII (en comparación con la francesa) prestó más atención al mobiliario del interior de la iglesia. Para el arte románico en metal se pueden identificar tres focos regionales: la escultura en bronce y la orfebrería de la región del Mosa (Lieja) que también tuvo pujanza estilística en el arte de la cantería y apuntaba hacia el período gótico; Renania (Colonia), en los siglos siglo XII y XIII, aportó los relicarios más magníficos en forma de pequeños edificios decorados con figuras; la Baja Sajonia (Hildesheim, Magdeburgo, Braunschweig) cuyo logro especial de fue una vez más la fundición de bronce, siendo destacables la columna, pila y puertas de Hildesheim. También destacan los relieves en metal de las puertas de iglesia de Santa María del Capitolio (Colonia) y las de la catedral de Augsburgo, ambas del siglo XI.
En piedra, destacan la iglesia de Santa Cecilia (Colonia) y la de iglesia de San Pantaleón (Colonia).

Esculturas románicas en Alemania
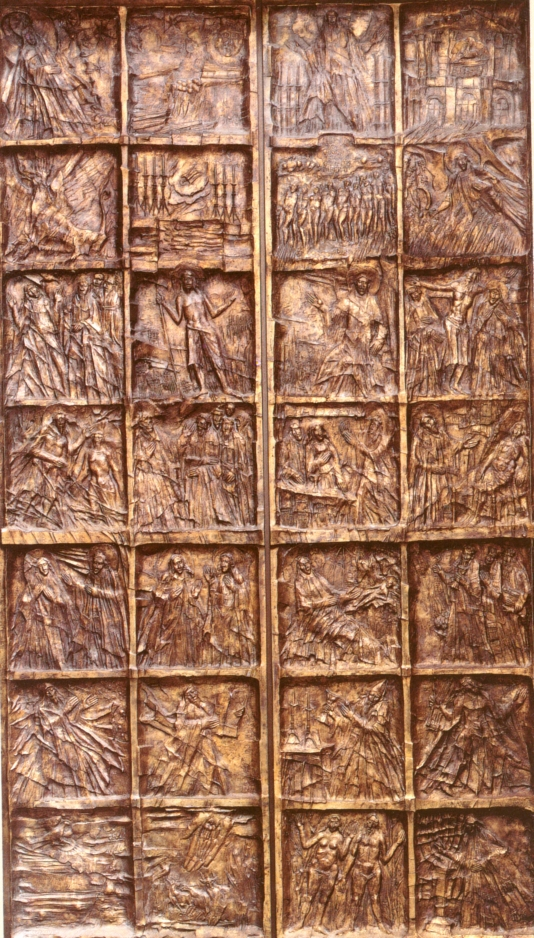
Puertas de bronce de la catedral de Augsburgo (995-1006), ahora en el Museo Diocesano de St. Afra en Augsburgo.
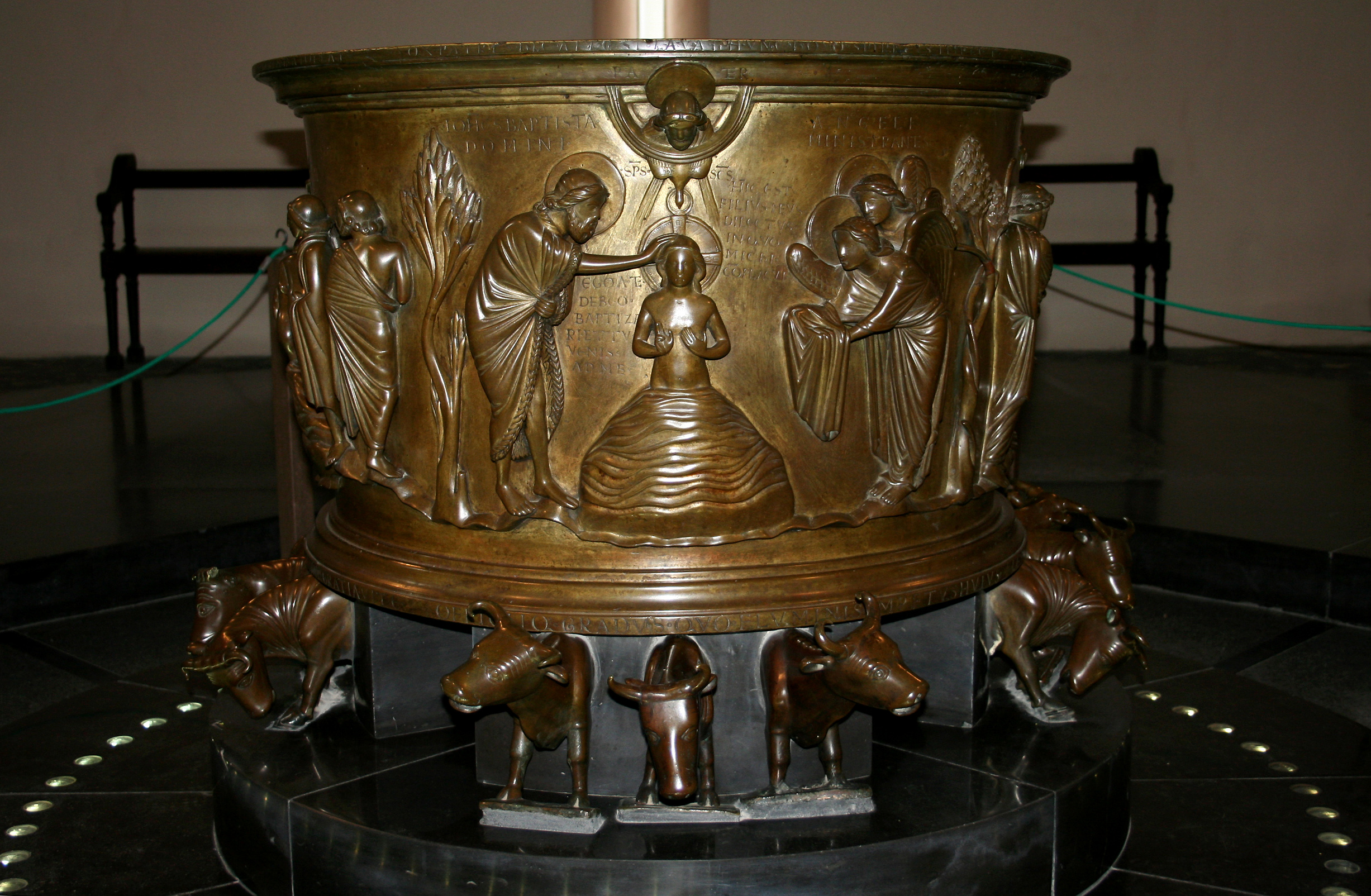
Bautismo de Cristo en la pila bautismal de Reiner von Huy, Lüttich, 1107-1118
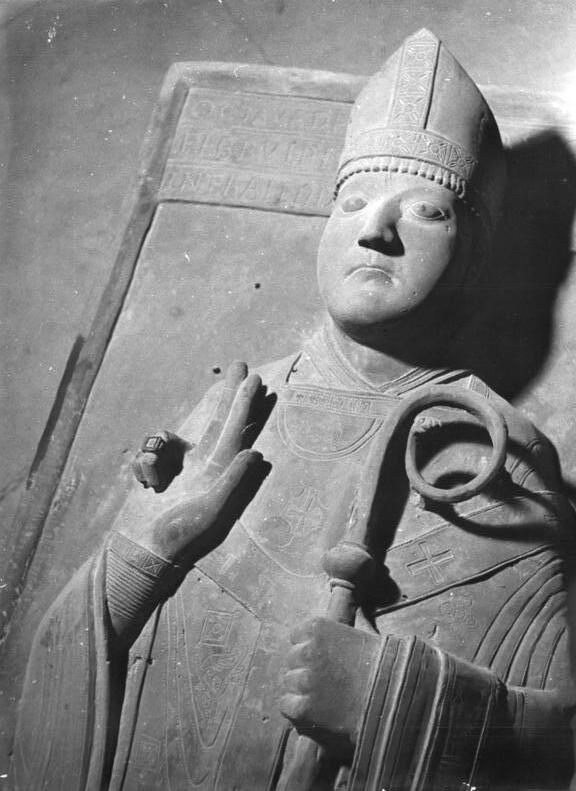
Detalle de la tumba cúbica y estrictamente estilizada del arzobispo Friedrich von Wettin († 1152) procedente de una fundición de Magdeburgo
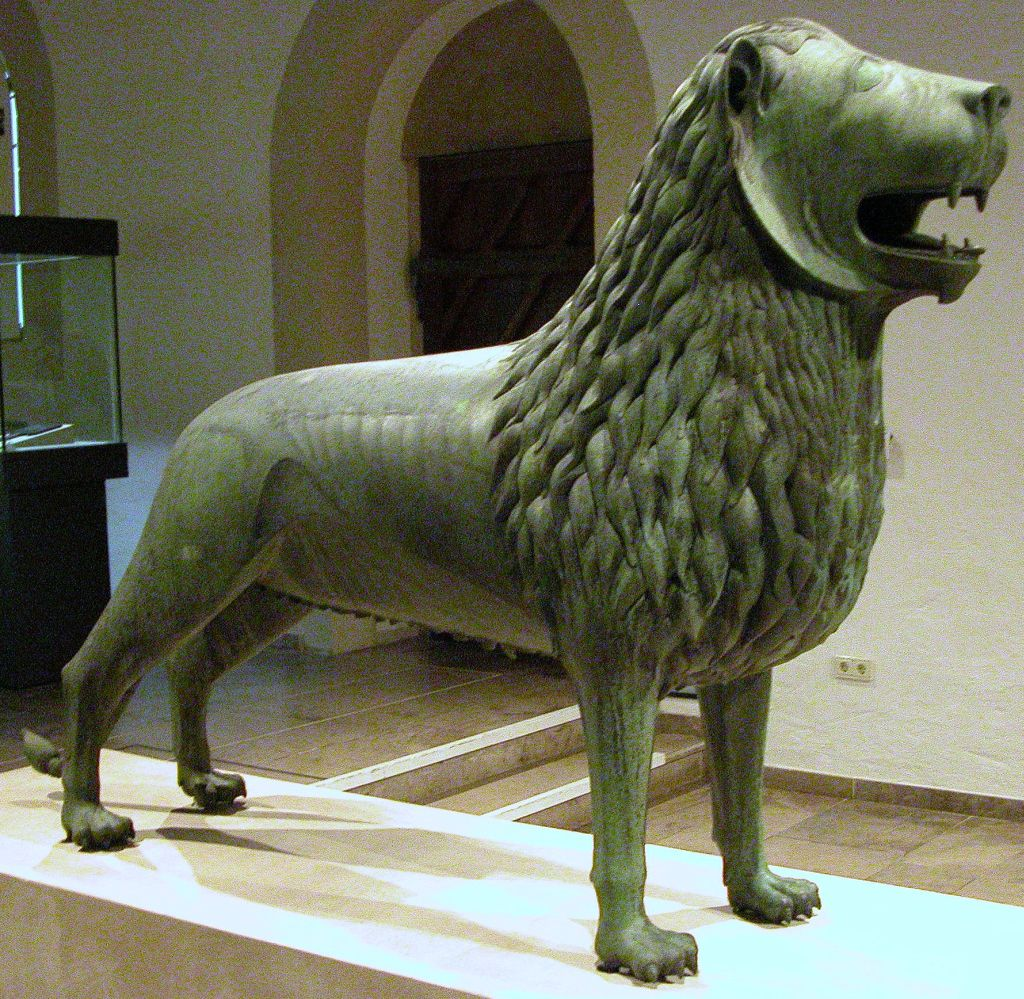
El León de Braunschweig, 1166, la primera figura hueca de bronce fundido desde la Antigüedad.

La escuela alemana se desarrolla desde el siglo IX, debida al impulso que le dio Carlomagno a las artes y llamada por lo mismo carolingia. Continuó con algún florecimiento y bajo el imperio de los Otones en el siglo X en el cual puede considerarse como constituida por su propio carácter germánico dos siglos antes que las francesas. Se distingue por sus obras de bronce (opus teutónicum) y por su bizantinismo, no exagerado, sino conservando cierta fisonomía clásica. Se trabajaron antipéndiums, con figuras esmaltadas en plano o poco salientes, pero con las cabezas de alto relieve en varios ejemplares, estética copiada de los bizantinos y seguida igualmente en España (Silos) y en otras naciones durante la época románica. Son muy celebradas, entre otras piezas, el marfil carolingio de Fráncfort que representa la celebración de la Misa (siglo IX), las puertas de bronce con relieves en la catedral de Hildesheim, las cuales representan escenas del Génesis, y el precioso antipéndium o altar de oro con imágenes que perteneció a la catedral de Basilea debido a la munificencia del emperador Enrique II el Santo que, con las mencionadas puertas data del principio del siglo XI. Desde la segunda mitad del siglo XII y en el XIII se labraron con estilo románico de transición preciosas arquetas para reliquias y otros objetos de orfebrería, adornados con imágenes en relieve, cinceladuras, esmaltes y pedrería siendo el centro artístico de tales producciones la ciudad de Colonia. De aquí tomó su nombre y carácter la celebrada escuela de Colonia o rhiniana y fueron obras suyas la urna de los reyes Magos y la de los restos de Carlo Magno de principios del siglo XIII, de plata y bronce dorado. En escultura monumental, de la misma época son célebres las de la catedral de Bamberg y las de Münster, Magdeburgo, etc. de mucho movimiento con pliegues en remolinos y actitud de hablar los personajes representados unos con otros.